# Art coréen

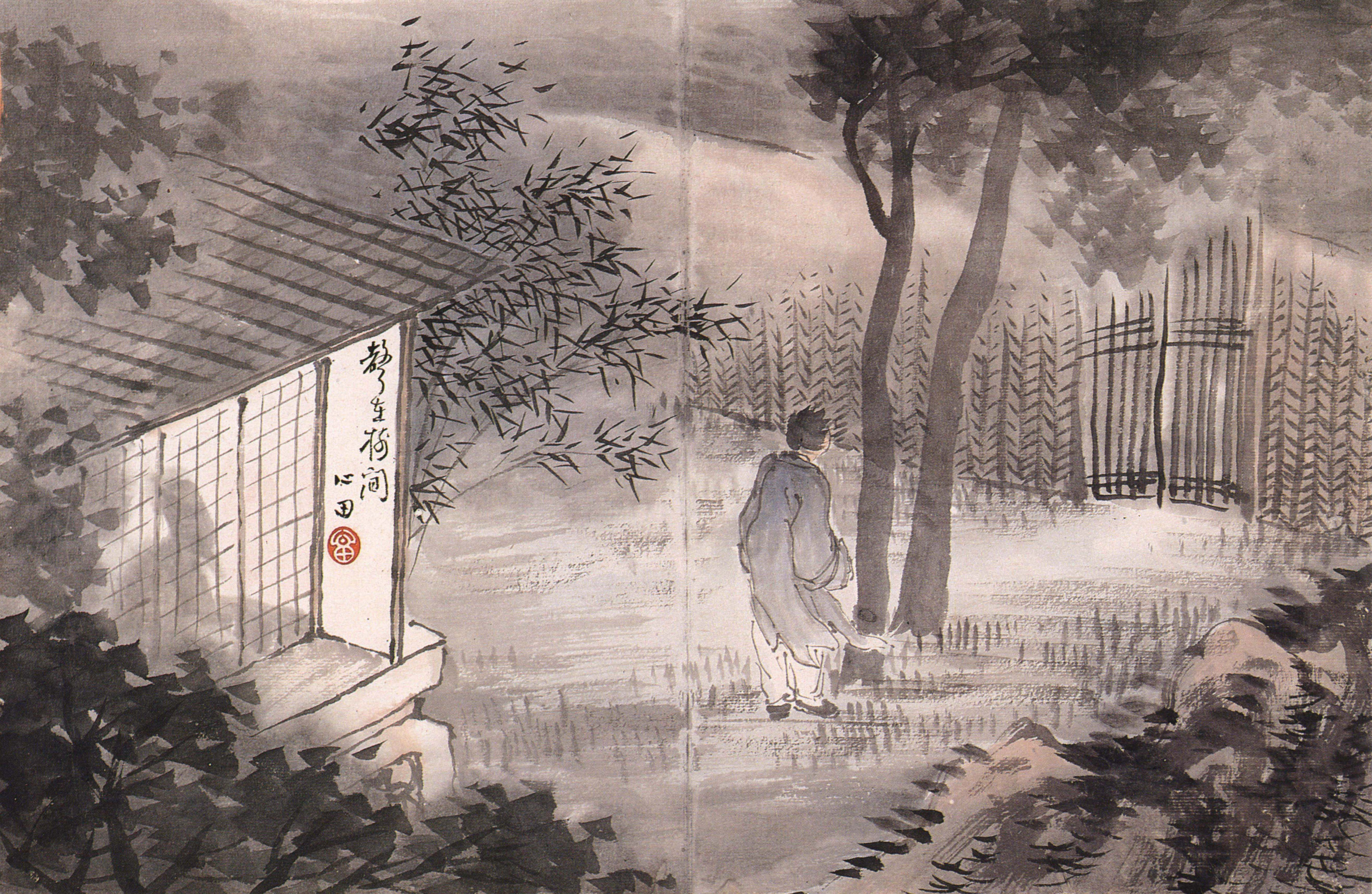
An Jung-sik (1861-1919). Hymne parmi les arbres, encre sur papier, 1910

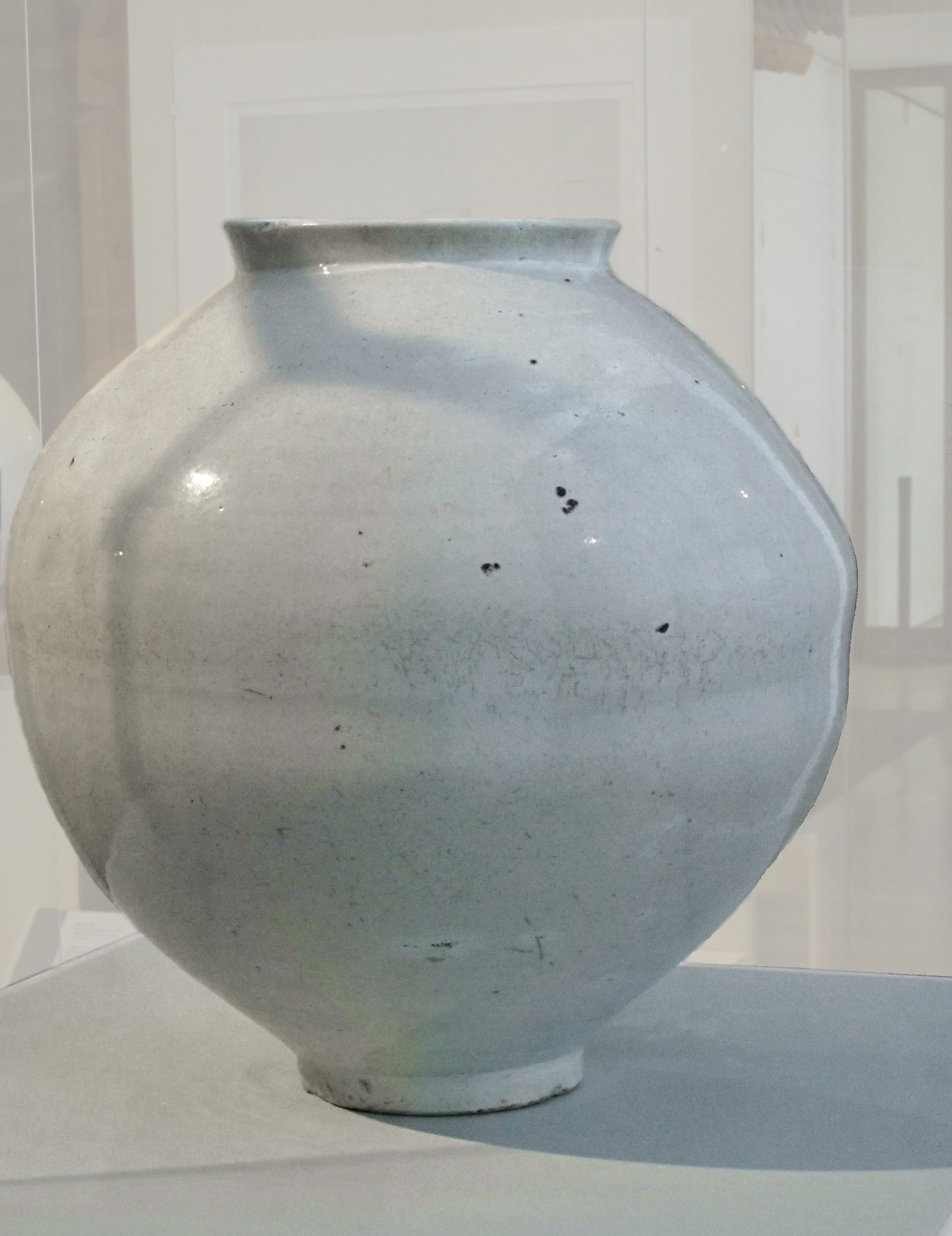
Jarre de lune. Porcelaine à glaçure blanche, 'pleine lune'. Dynastie Joseon. XVIIIe siècle. H. 47 cm. British Museum

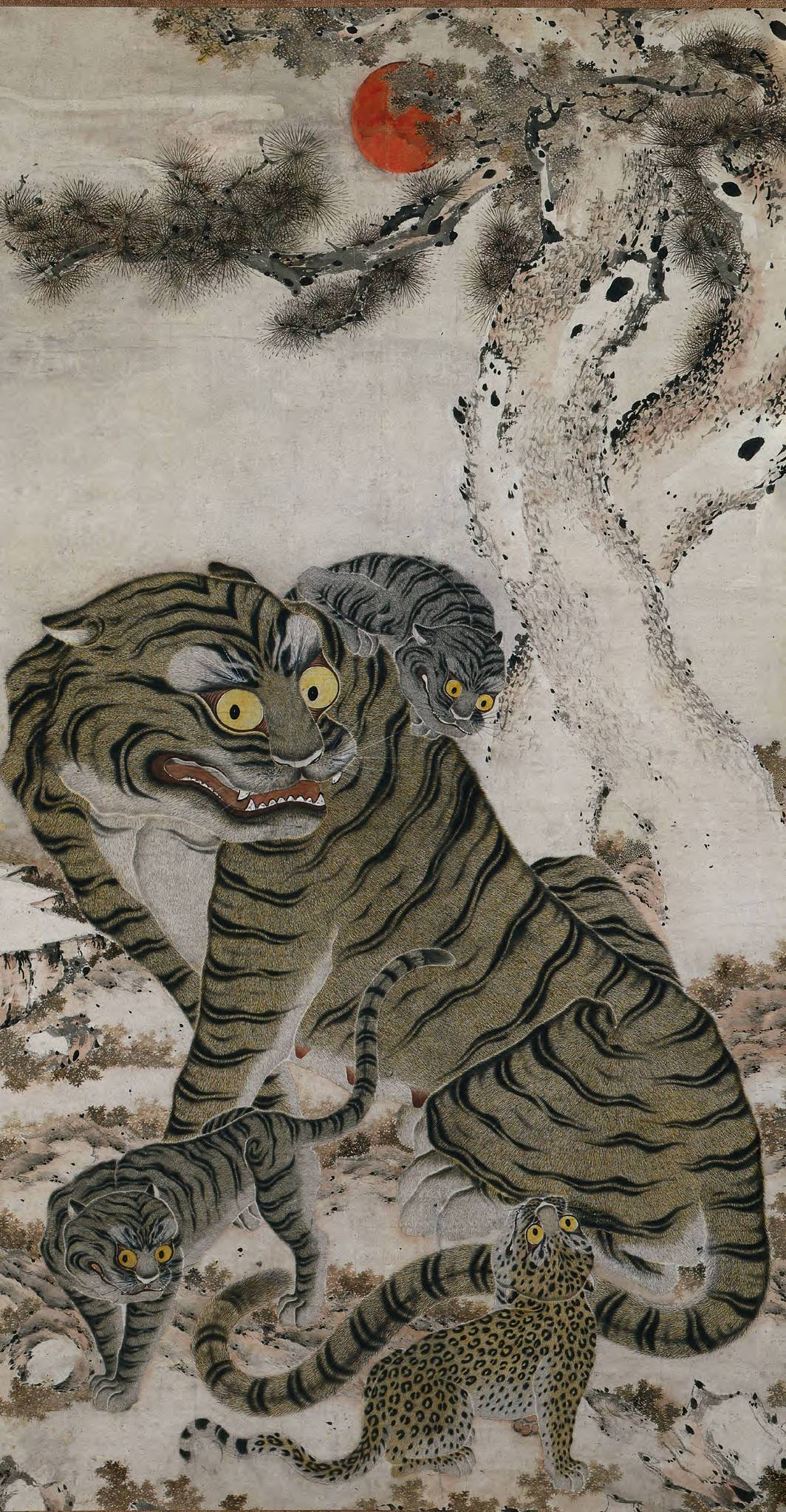
La famille tigre. Rouleau vertical, encre et couleurs sur soie, H. 262 cm. Fin XVIIIe siècle. Période Joseon. Cleveland Museum of Art

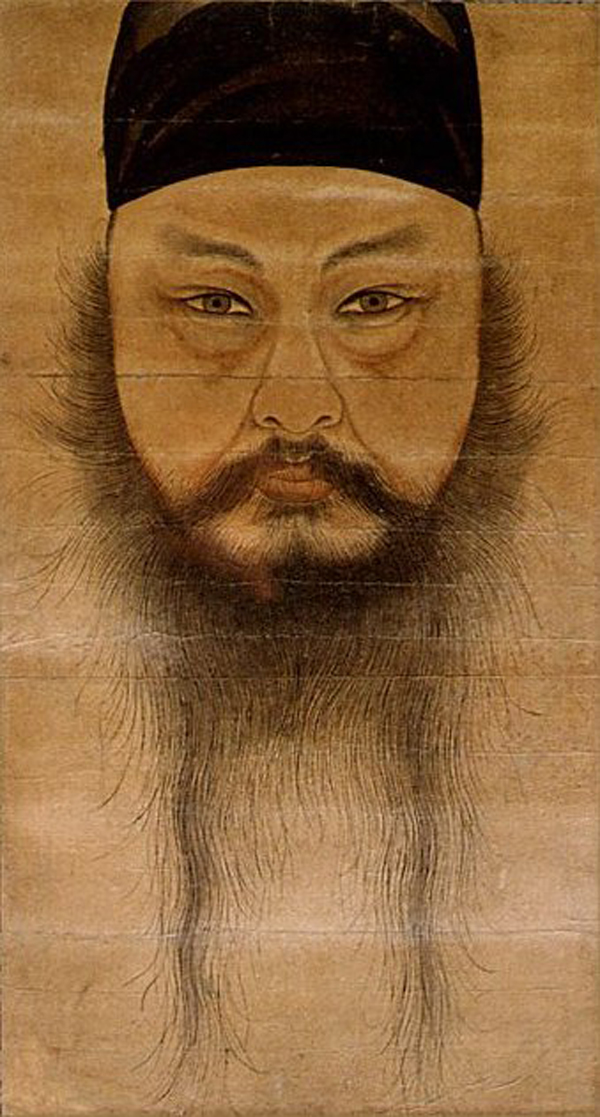
Yun Du-so (1668-1715). Autoportrait, v. 1700, encre et couleurs sur papier. H. 38 cm.
Collection privée, Corée

L'art coréen recouvre l'ensemble des arts pratiqués sur le territoire de la Corée depuis la Préhistoire, et à l'époque contemporaine cela concerne aussi l'importante diaspora coréenne, résidant plus ou moins temporairement hors de Corée.
Le concept occidental d'art, (coréen : 미술), misul, n'est introduit qu'en 1911, dans une Corée qui venait d'être annexée (le 22 août 1910). Mais plusieurs traditions, qu'elles aient été populaires, de tout temps, ou savantes, ont valorisé les objets que l'Occident qualifie d'art. Dans cet article, le concept d'art est employé dans son sens le plus large.
La Préhistoire de la Corée commence vers 700 000 ans avec les premiers sites paléolithiques. Vers 10 000 ans avant l'ère commune (AEC), la poterie apparait en plusieurs sites très distants. Au Néolithique coréen (sans agriculture intensive), la céramique la plus connue de cette période dite « de la céramique Jeulmun » (8000-1500 AEC) porte un décor réalisé, en grande partie, au peigne ou par hachures régulières. Ce sont souvent des formes simples, coniques, décorées de haut en bas. Réalisés sur une très longue période, les 300 pétroglyphes de Bangudae (6000-1000 AEC) montrent, de manière tout à fait exceptionnelle, la pêche à diverses espèces de baleines et autres animaux marins. À l'âge du bronze, qui commence avec la période de la céramique Mumun (env. 1500-300 AEC), quelques miroirs sont déposés dans des tombes avec un décor caractéristique des steppes. On découvre aussi de belles jarres à contenir les réserves. Car vers 1500, la culture en rizière inondée se développe. Au VIIIe siècle AEC, des Coréens migrent dans l'archipel japonais de la période Yayoi, au cours d'un épisode froid. Ils apportent leur savoir faire en matière de rizières et les formes des céramiques s'hybrident au contact des deux communautés. Sur la péninsule, la culture du poignard de bronze produit des « copies » de ces poignards, ou dagues, des substituts taillés dans une roche souvent marbrée, énigmatiques. On les trouve également dans l'archipel. C'est en outre la grande époque des dolmens coréens (entre 2000 et 400 AEC), petits mais les plus nombreux au monde. La technologie du fer voit le jour ensuite vers 300 AEC. La Corée, riche en minerais, saura mettre à profit son commerce avec l'archipel - période Yayoi (800 AEC - 250 EC), puis période Kofun (250 à 538) - ce qui va créer pour plusieurs siècles des tensions dans toute la région.
Au cours des premiers siècles de notre ère, avec les guerres qui opposent les Trois Royaumes de Corée (57 AEC - 668 EC) (Koguryo, Baekje et Silla) et la confédération de Gaya la migration des Coréens reprend vers l'archipel, le royaume de Yamato étant lui-même en train de se constituer au cours de la période Kofun. Pendant cette longue durée les grès constituent une céramique de luxe. Elle prend, de façon tout à fait exceptionnelle, la forme d'un cavalier sur sa monture. Les peintures préservées sont rares. Mais l'ancien royaume de Koguryo abrite de très nombreuses tombes à peintures murales, aux couleurs intenses, dans un style proche de leurs voisines, en Chine. Ensuite, lorsque Silla unifie la Corée (668-918 env.), le bouddhisme, venu par la Route de la soie, apporte la pratique des petits bronzes pour la dévotion privée. Les Coréens en transforment les modèles, et ensuite transmettent leur interprétation au Japon de la période d'Asuka (538 à 710).
Le royaume de Goryeo (918-1392), au contact des Song (960-1279), en Chine, produit les plus beaux céladons de l'époque, incrustés selon une technique inventée en Corée. Les amateurs chinois apprécient ces objets de grand luxe. C'est un marché en pleine expansion. Le royaume se couvre alors de fondations bouddhistes, temples, monastères. Quelques peintures en couleurs sur soie en gardent le souvenir, avec des Bodhisattvas aux vêtements somptueux. Cette période s'achève dans d'énormes destructions perpétrées par les Mongols (campagnes de 1232 à 1258), avec la déportation de populations entières.
La période Joseon (1392-1910), dure sept siècles. Elle est brisée en deux par les guerres (1592-1644) et connait donc deux temps. Le premier, XVe – XVIe siècle, est une sorte de Renaissance comme l'Occident en a connu. Le néoconfucianisme au pouvoir conduit à des mesures radicales, vie sobre, luxe proscrit, le bouddhisme considérablement réduit. Les lettrés, dans leurs peintures au lavis d'encre, s'inspirent de modèles chinois avec bonheur. Sur le plan artistique, les potiers doivent se renouveler complètement. Ils mettent au point les grès buncheong (au XVe siècle) qui conviennent parfaitement à la simplicité recherchée. Le savoir faire des potiers va attirer l'attention de l'élite japonaise, au point que le Japon va déporter pratiquement tous ces potiers sur leurs îles, à la fin des invasions japonaises de 1592-1597 (guerre d'Imjin). La seconde période suit la reconstruction, et couvre la fin du XVIIe – XIXe siècle. Jusqu'à la fin du XVIIIe siècle, c'est une période de prospérité et de paix. C'est la grande période de la porcelaine blanche peinte ou immaculée. Par ailleurs, les réalisations des jésuites à la cour de Pékin donnent aussi des idées aux Coréens. Ceux-ci interprètent la perspective centrée, le clair-obscur, la nature morte, dans leur culture de lettrés et aussi dans la peinture décorative. Les peintres professionnels de l'art populaire, minwha, intègrent tout cela et développent une grande vivacité graphique, en particulier dans les images de tigres que l'on colle sur la porte pour protéger sa maison. Pour les lettrés, le paysage tel qu'il est vu, et non plus idéalisé à la manière chinoise, et aussi les scènes de la vie quotidienne montrent tout l'intérêt de cette période pour l'étude du réel et un esprit d'innovation certain. Enfin, le XIXe siècle s'enlise dans les désordres causés par l'égoïsme des puissants. Mais c'est encore une période de riches productions artistiques. La Corée est annexée par le Japon en 1905.
Au XXe siècle, les valeurs occidentales sont introduites massivement. C'est d'abord le terme misul, art, avec le naturalisme, déjà entrevu dès le XVIIIe siècle. C'est surtout la peinture à l'huile avec tout son potentiel, dans le modelé naturaliste, dans la couleur, avec les jeux de matières plus ou moins épaisses. Les artistes coréens, formés à Tokyo, communiquent ce « bagage » moderne en Corée, mais le public conserve longtemps son attachement aux formules traditionnelles. Les années 1950 voient de nombreux artistes coréens à Paris, puis le mouvement s'internationalise. Mais la plupart se déplace vers Tokyo. Une grande vague d'art abstrait monochrome, ou de paysagisme abstrait, s'impose jusqu'à la fin des années 1970. Les années 1980 voient, par réaction, l'Art minjun qui veut s'adresser à tous, avec des images immédiatement « lisibles », engagées contre le pouvoir autoritaire des années 1980. Dans le même temps, une part grandissante des artistes coréens intègre la dynamique créatrice du champ élargi de l'art, avec de nouveaux moyens bien sûr, mais pas seulement. Dans cette nouvelle génération d'artistes, le créateur de l'Art vidéo est un Coréen, Nam June Paik, et son succès est planétaire. Lee Ufan a un rôle essentiel sur la scène internationale dans la fondation de Mono-ha, au Japon en 1968. À la génération suivante, Kimsooja, avec un esprit tout aussi dégagé des conventions, aborde des sujets aussi graves que la migration et utilise la vidéo, l'art textile et la performance. Les artistes coréens de renom international sont légion. Tandis que d'autres artistes, en Corée et dans la diaspora, reprennent le pinceau et l'encre dans le contexte du monde actuel.

## Histoire et arts: vue d'ensemble

### Préhistoire

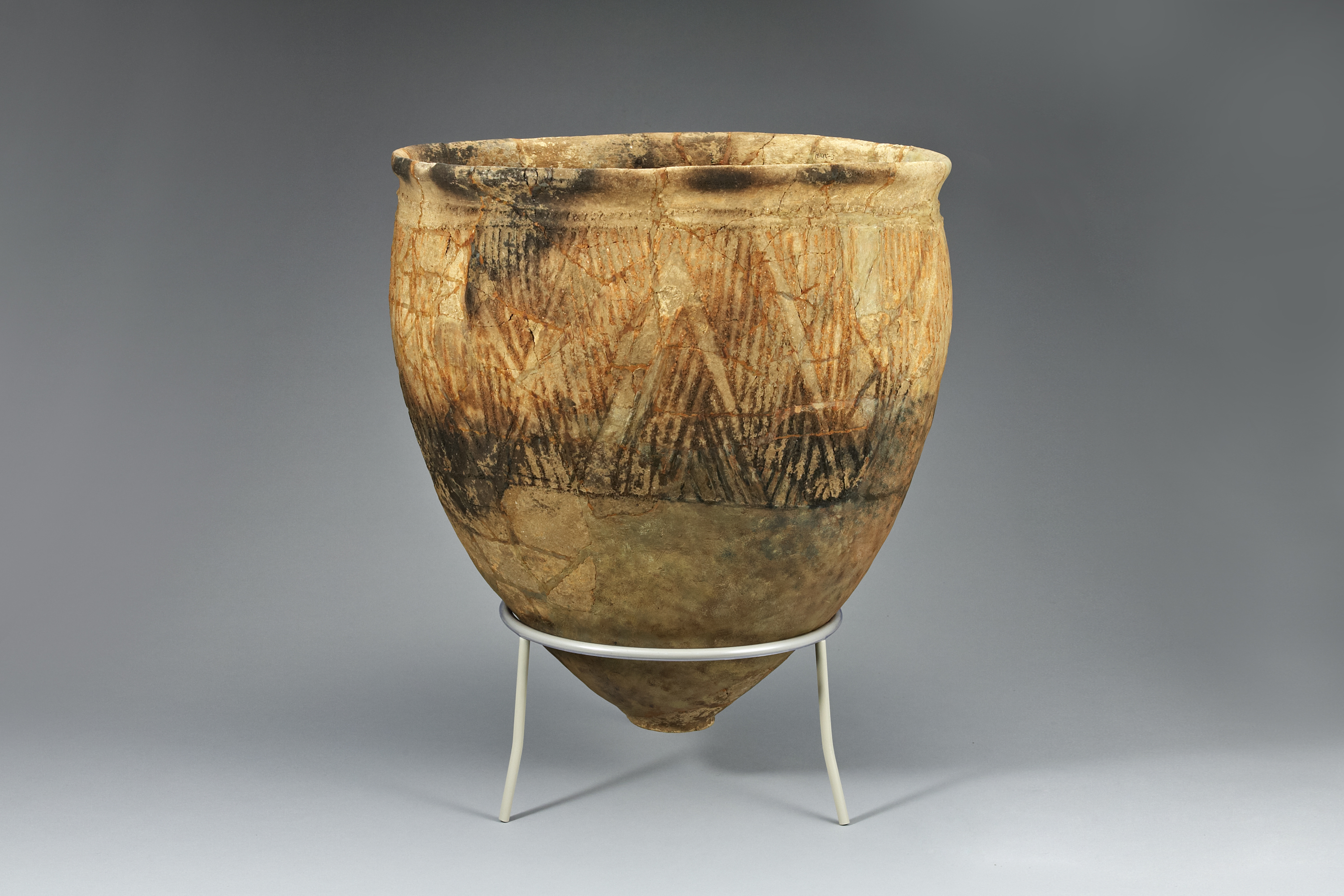
Vase. Terre cuite H. 45 cm décor appliqué. 5000-4000. Pusan, côte Sud-est. H. 45 cm.
Musée national de Corée, Séoul

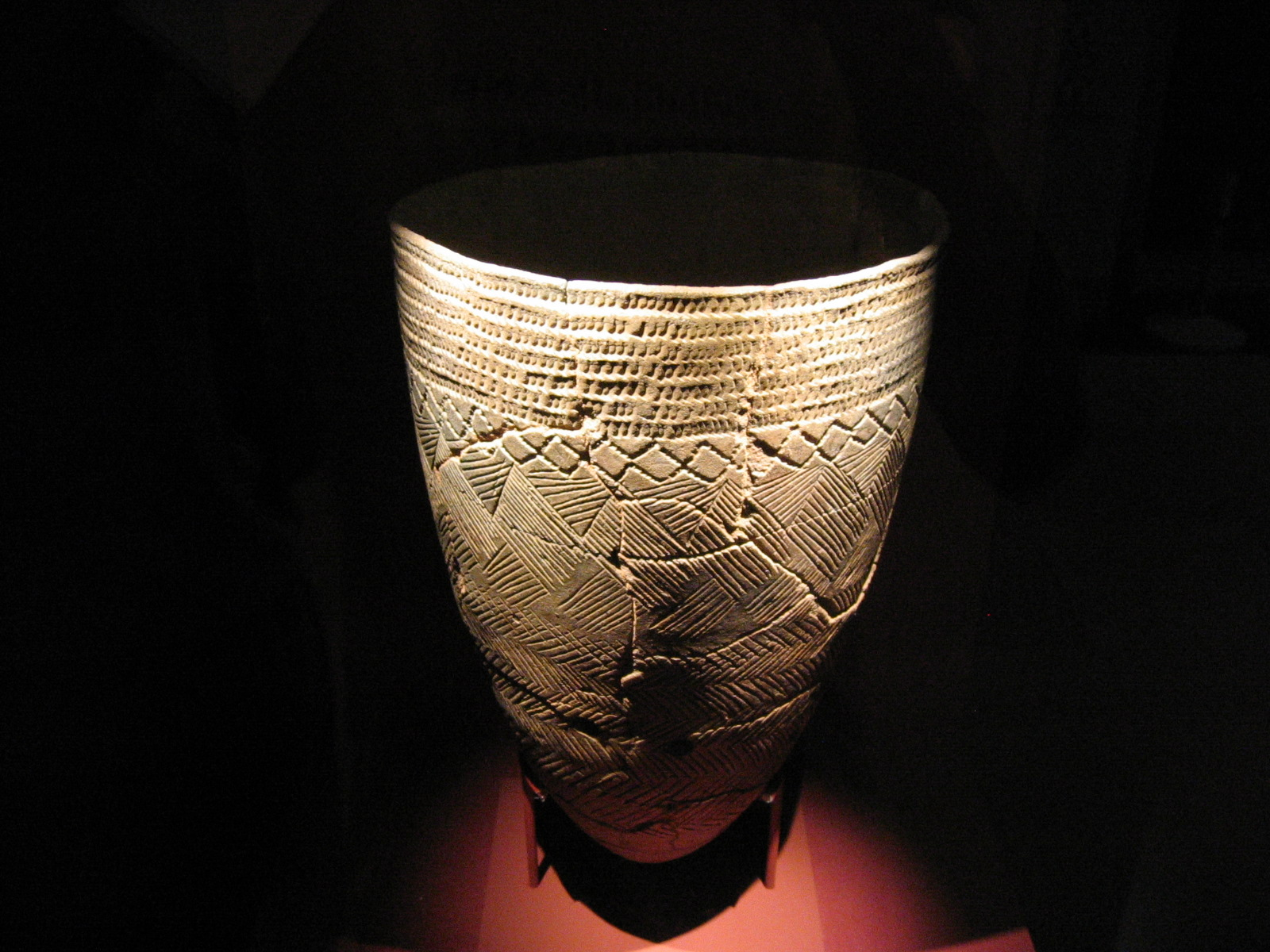
Vase, style Jeulmun classique, à décor au peigne. « Néolithique moyen ». 4000-3000
Musée national de Corée, Séoul

La péninsule présente des sites du Paléolithiques remontant à 700 000 AEC, appartenant à une population de chasseurs-cueilleurs-pêcheurs qui traversent un long Paléolithique ancien (env. 700 000–100 000 ans) qui se prolonge dans le Paléolithique moyen. Sur cette très longue durée, le travail de la pierre taillée est sobre, limité essentiellement à quelques grands enlèvements, efficace. Ces Paléolithiques réalisent aussi de nombreux polyèdres et des sphères, par un travail bien plus long. Le résultat ressemble, pour les plus travaillés, à des bolas.
Au Paléolithique récent (40.000 - 10.000) on voit surtout apparaitre, dans les outils, des roches qui viennent de très loin, comme l'obsidienne dans des endroits forts éloignés de ce type de matériaux, noirs, brillants, tranchants. Les représentations, humaines ou animalières sont très rares, avec incisions et percements "figuratifs".
À partir de 10 000 - 7 000 ans des poteries sont réalisées par des chasseurs-collecteurs, considérés comme Néolithiques bien qu'ils pratiquent, mais fort peu, la culture du millet. Aucune véritable hiérarchie sociale, qui caractérise habituellement le Néolithique, n'apparait pendant cette période de la céramique Jeulmun. Les poteries témoignent d'une grande originalité, avec, en particulier, des motifs appliqués qui structurent le volume à grands traits, en produisant des divisions régulières fortes. Plus tard, ce sont des motifs « au peigne » (d'où le terme « Chulmun ») qui en couvrent la surface, bien que les potiers aient utilisé aussi d'autres outils pour leurs décors et pratiquent les hachures régulières. Par ailleurs, dans le contexte d'un site coquiller, sur une île au large de Pusan, on a découvert un étrange « masque » façonné dans une coquille, et tout à fait semblable à des coquillages de ce type trouvés dans l'île de Kyūshū. Le niveau, daté (C14) d'environ 5000 AEC, comportait des fragments de poterie du Jomon ancien du nord-est de Kyushu. La pratique des bracelets de coquillages se retrouve aussi dans les deux populations. Il existait, donc, entre pêcheurs, des relations avec l'archipel dont témoigne cette première figure, bouche ouverte.

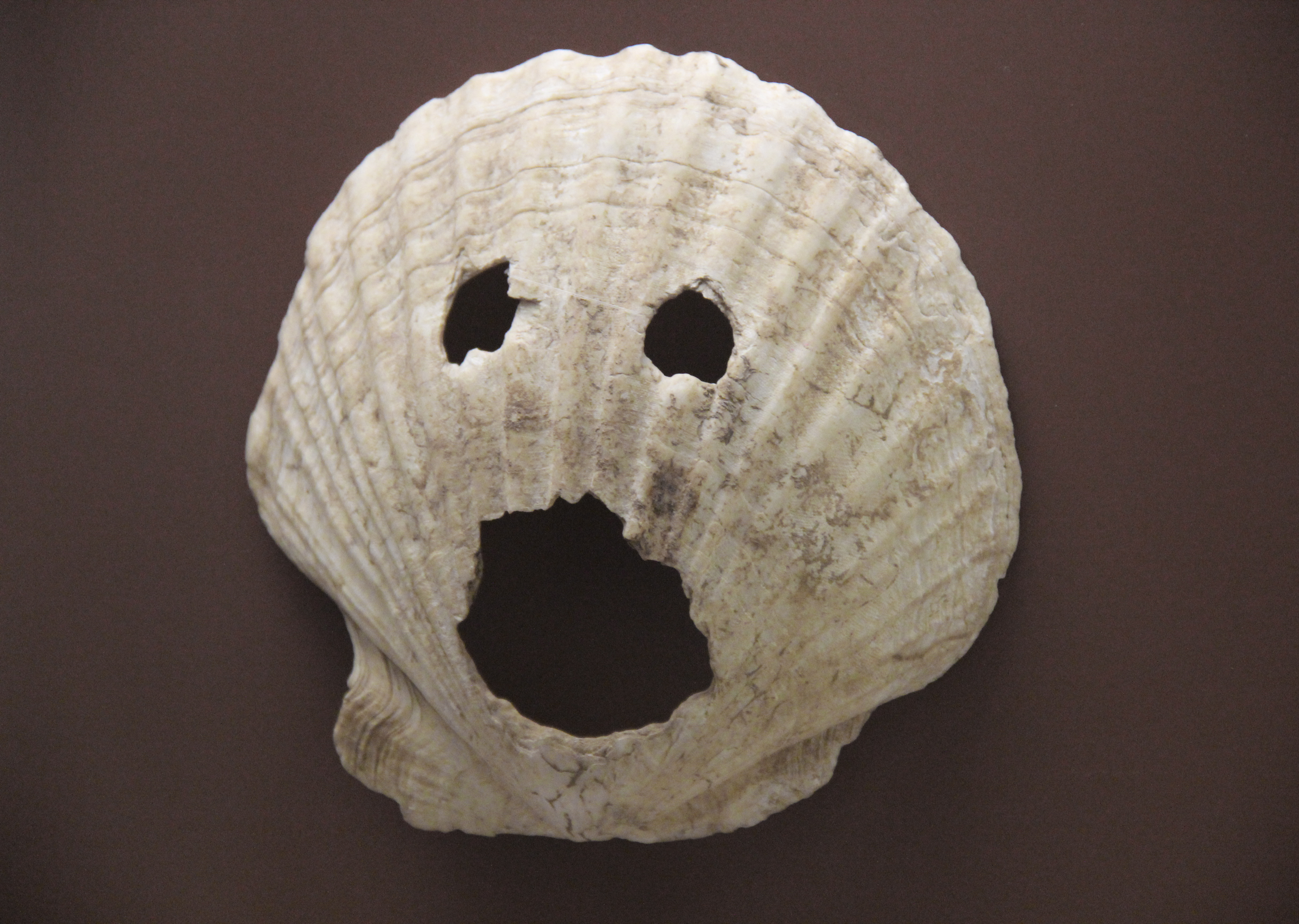
Masque. Coquille L.10.7 cm. Tongsam-dong niveau 3
vers 5000 AEC.
Musée national de Corée.

Les 300 pétroglyphes de Bangudae (6000-1000 AEC) constituent un ensemble exceptionnel qui semble correspondre à un mode de vie sans agriculture. Il présente des scènes de chasse aux cétacés et autres animaux marins, en bateau, propre à cette époque et à cette région, sur la façade est de la Corée. Parmi ces animaux les cétacés sont nombreux, dont la baleine franche du Pacifique-Nord, la baleine à bosse, la baleine grise, le cachalot ; on découvre aussi les tortues marines, les pinnipèdes et des poissons comme le saumon. Les gravures sont obtenues par piquetage et par raclage de la paroi schisteuse, au bord de cette rivière, à proximité de la confluence avec un fleuve, lequel se déverse dans la mer à quelques kilomètres de là.

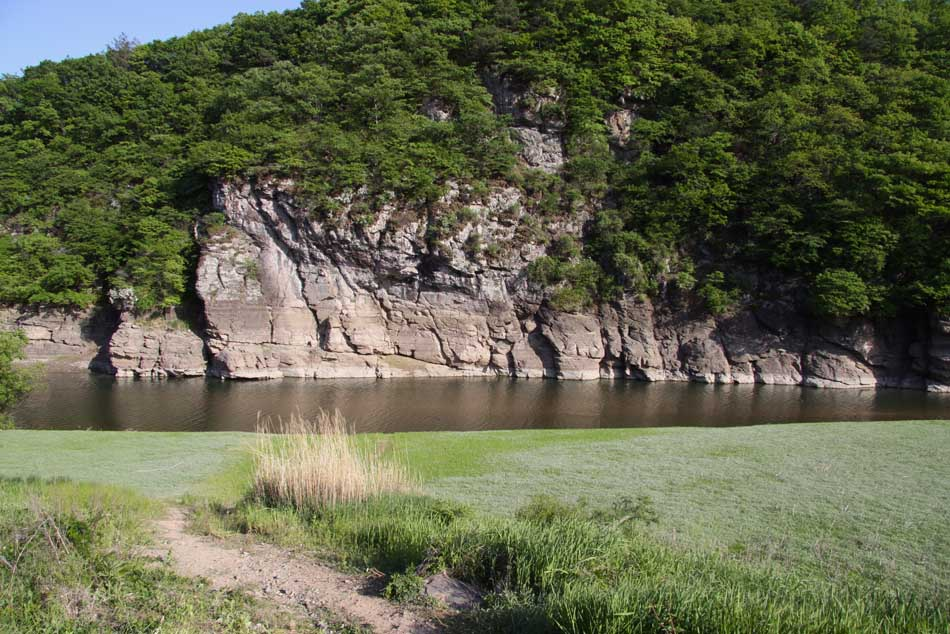
Le site de Bangudae.
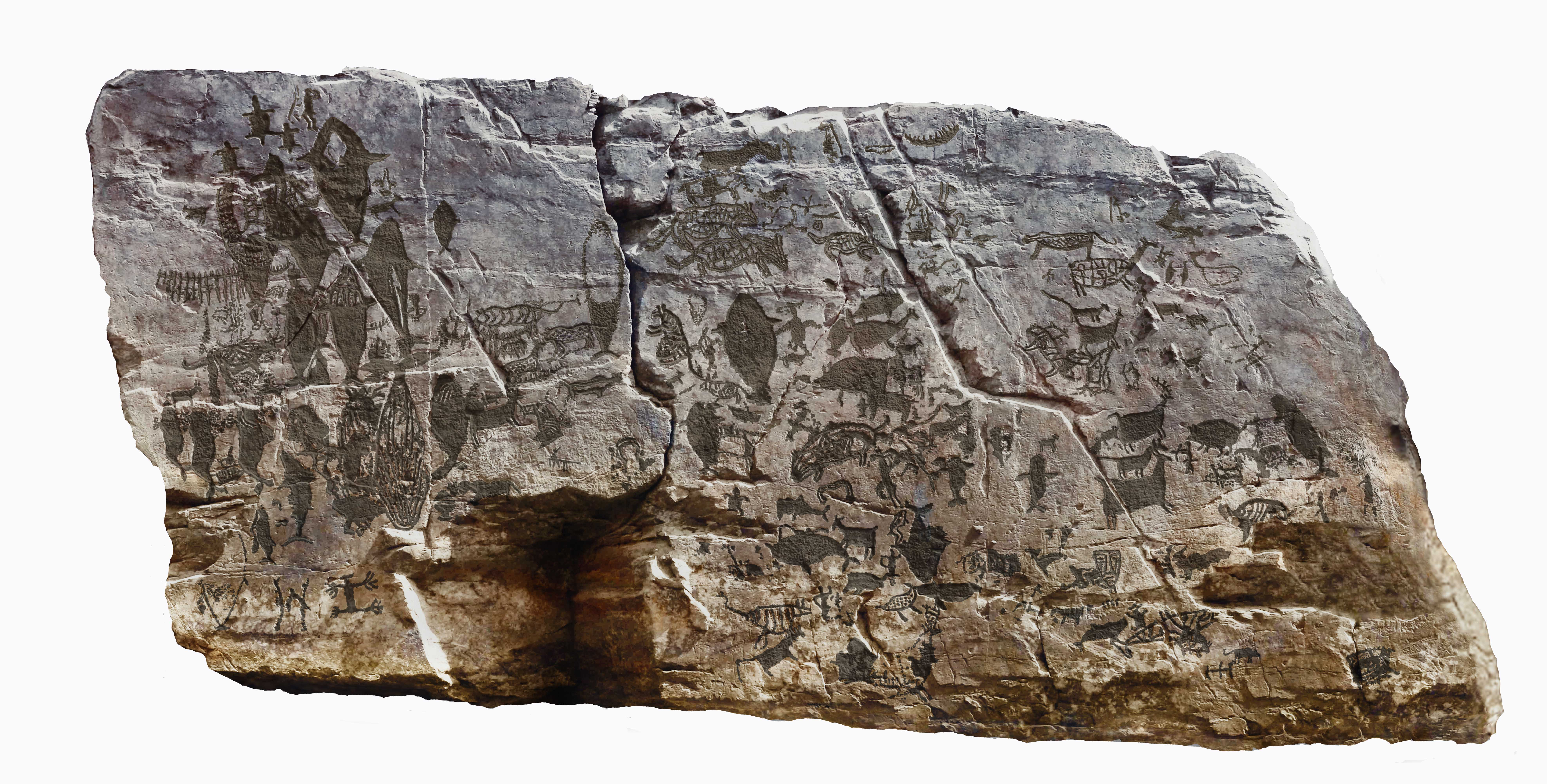
Les 300 gravures de Bangudae. H. 5 x L. 8m[9].

La céramique la plus répandue vers 4000-3000 AEC, dite Jeulmun classique, présente des formes simples et un léger décor incisé, tracé au peigne, pour une part. Les combinaisons de motifs incisés montrent souvent la grande habileté des potiers à composer des registres superposés avec divers gestes simples et réguliers.
 Le Chulmun tardif (2000 à 1500) voit une baisse de l'importance de la consommation de fruits de mer et un renforcement des installations à l'intérieur des terres, ce qui rend la population plus dépendante des plantes cultivées. Entre autres techniques, celle-ci se met à pratiquer une agriculture itinérante sur brûlis, et il semble que la culture du riz apparaisse. C'est le Néolithique final. Mais aucune hiérarchie sociale n'est apparue au cours de cette très longue période, en Corée.

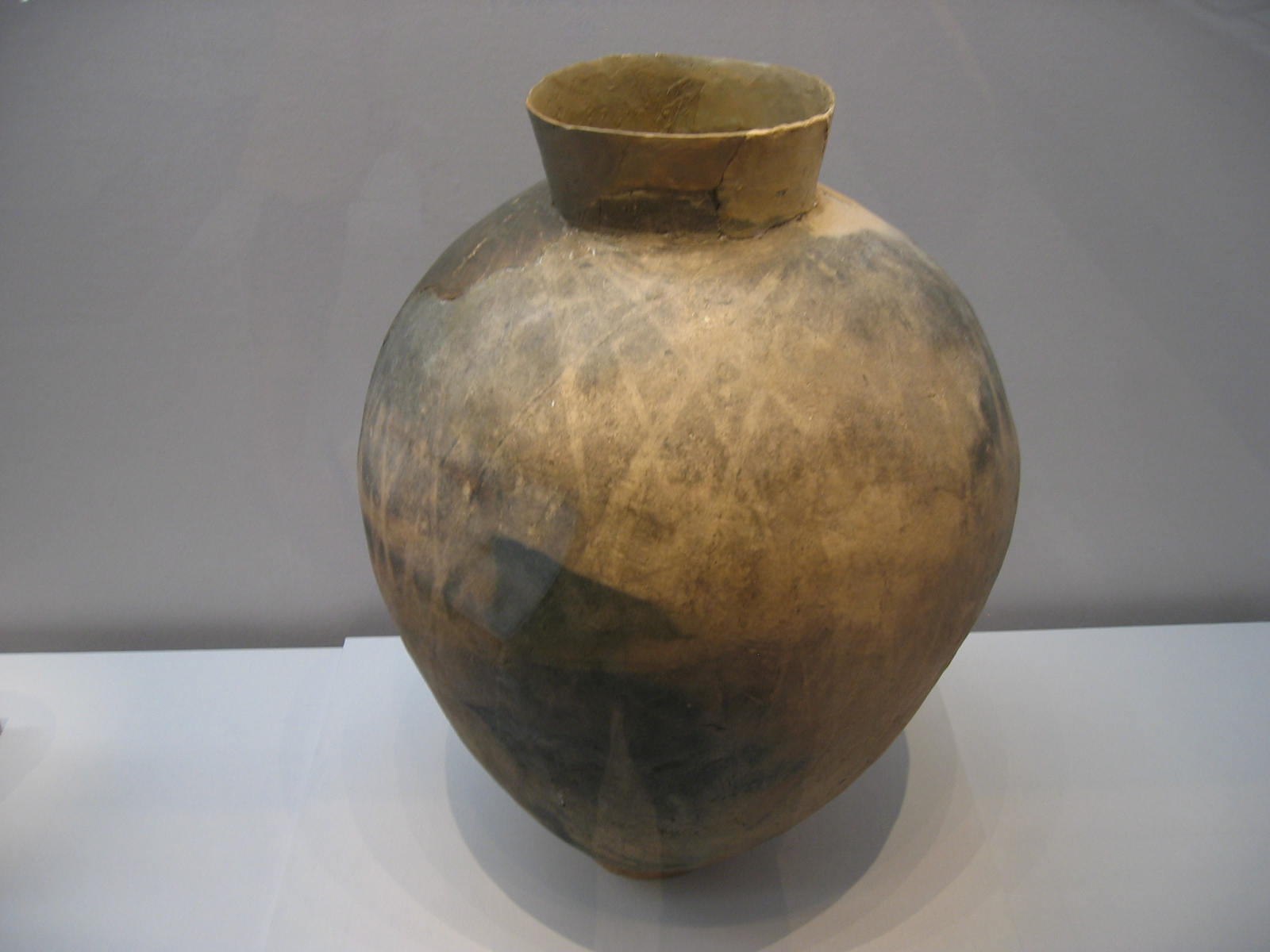
Grande jarre globulaire élevée au tour et polie, du Mumun moyen, VIIe siècle AEC, Daepyeong. Jinju, au Sud. Musée national de Corée

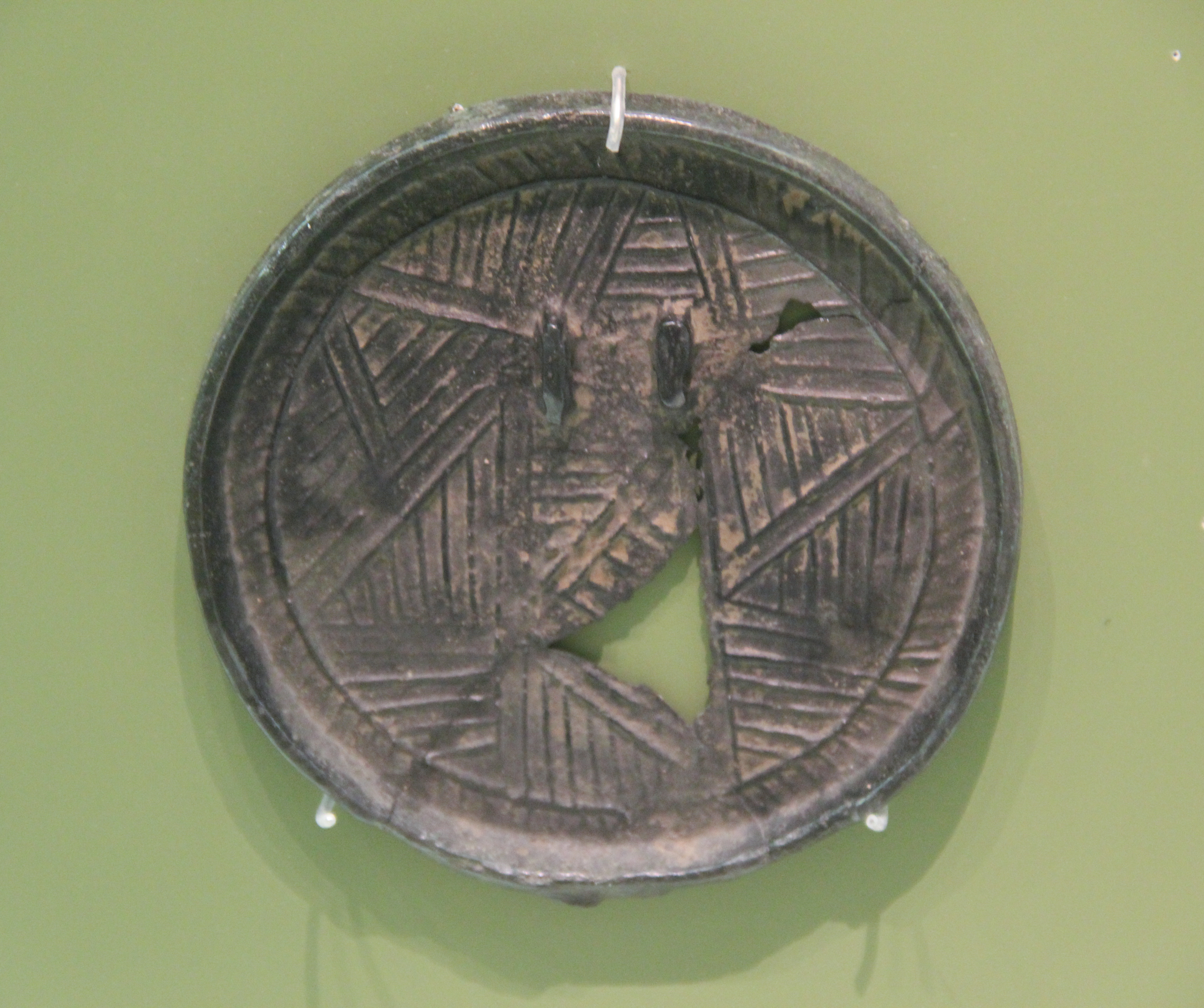
Miroir de type steppique, en bronze moulé, D. 11.2 cm. Environs de Pyongyang. Période Gojoseon, début de l'âge du fer. Musée national de Corée

### Nord de la péninsule et contacts
Le tour de potier, la riziculture, la métallurgie du bronze et la pratique d'inhumation avec offrandes sont introduits à la fin de l'époque Néolithique, soit vers 1000 - 700 AEC. La céramique de la période Mumun (env. de 1500 à 300 AEC) est d'une grande simplicité, s'attachant à une forme pure et parfaite, ce qui deviendra une caractéristique récurrente de l'art coréen. La période Gojoseon (2333 AEC (origine légendaire) - 108 AEC) partage une partie importante de son histoire et de son art avec la période Mumun. Elle correspond à ce moment de l'histoire où la Corée est, peut-être plus encore qu'avant, en relation avec d'autres peuples, où se rencontrent des circuits d'échange avec les steppes et avec la Chine. La culture du poignard de bronze au Liaoning et en Corée présente ainsi une culture du bronze qui est propre à cette région et qui manifeste, vite, une singularité étrange avec ces substituts ou pseudo-poignards, soigneusement réalisés dans des roches aux marbrures spectaculaires. Cette pratique sera transmise dans l'archipel nippon au début de la période Kofun avec l'arrivée de migrants coréens. Elle aura été précédée, au Japon, par l'arrivée d'une pratique céramique propre à la péninsule, les jarres globulaires, et cette forme s'hybride à la pratique, partagée des deux côtés du détroit, de colorer en rouge la poterie polie afin de conserver les récoltes de riz. Une introduction elle aussi, due à des immigrants coréens fuyant un épisode froid sur le continent.

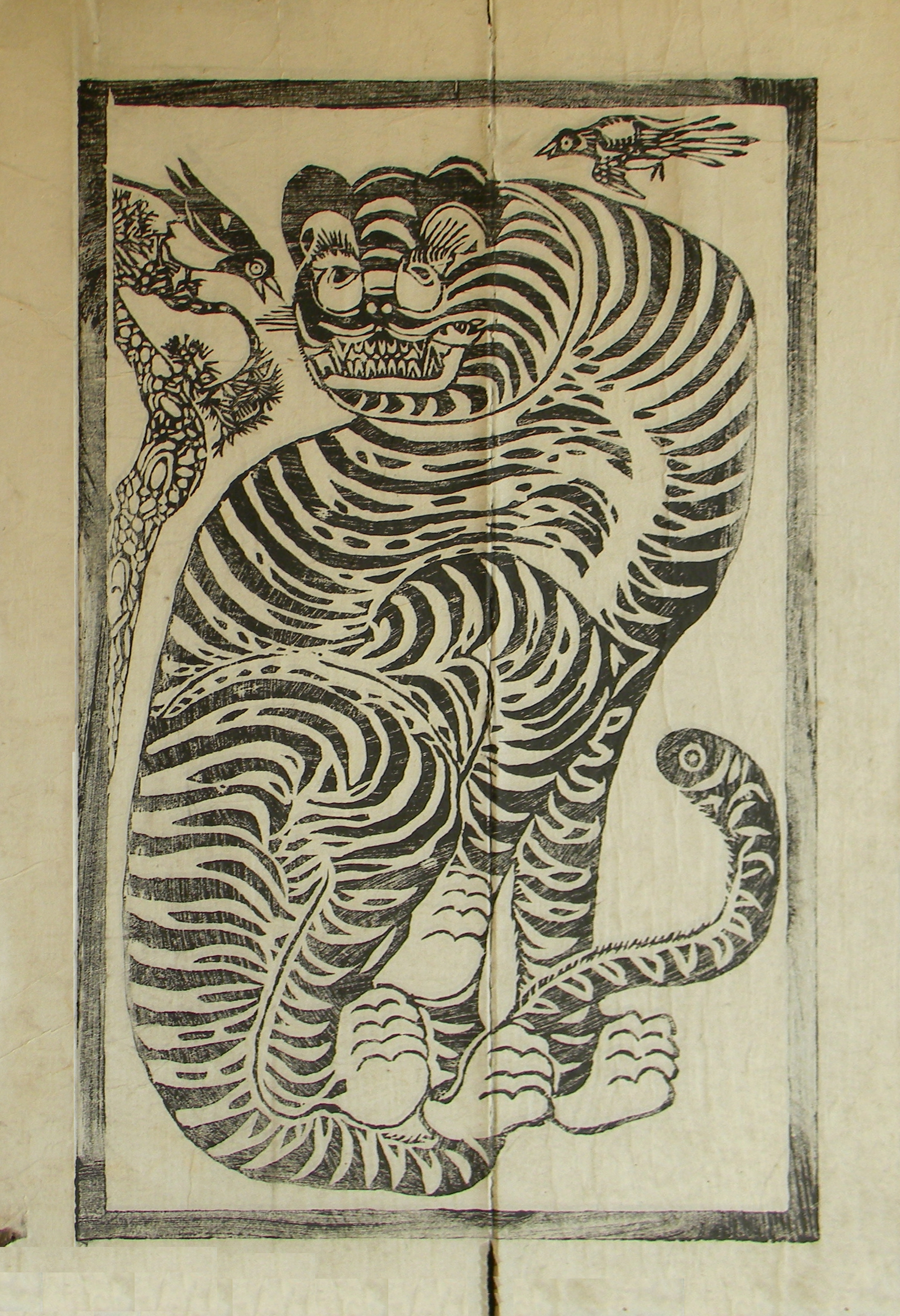
Gravure sur bois collée sur une porte, comme « protection » traditionnelle. Art populaire, minhwa

Le fer apparait vers 300 AEC au cours de la période Samhan. La Corée du Sud, riche en minerais saura en mettre à profit le commerce, mais celui-ci créera pour plusieurs siècles des tensions dans toute la région. Au cours de cette période, les Chinois de la dynastie Han installent quatre commanderies implantées au nord de la péninsule et au Liaoning, mais l'influence chinoise est très localisée et dure peu. L'art de la filigrane hellénistique (en particulier au IVe siècle AEC) s'est communiqué aux populations nomades des steppes, dont le goût pour cet effet de « broderie » d'or et le style, fait d'entrelacs, se retrouve dans certains objets d'art chinois de la dynastie Han, comme les boucles en or incrustées de turquoises, que l'on a découvert dans le quartier général de la Commanderie de Lelang.

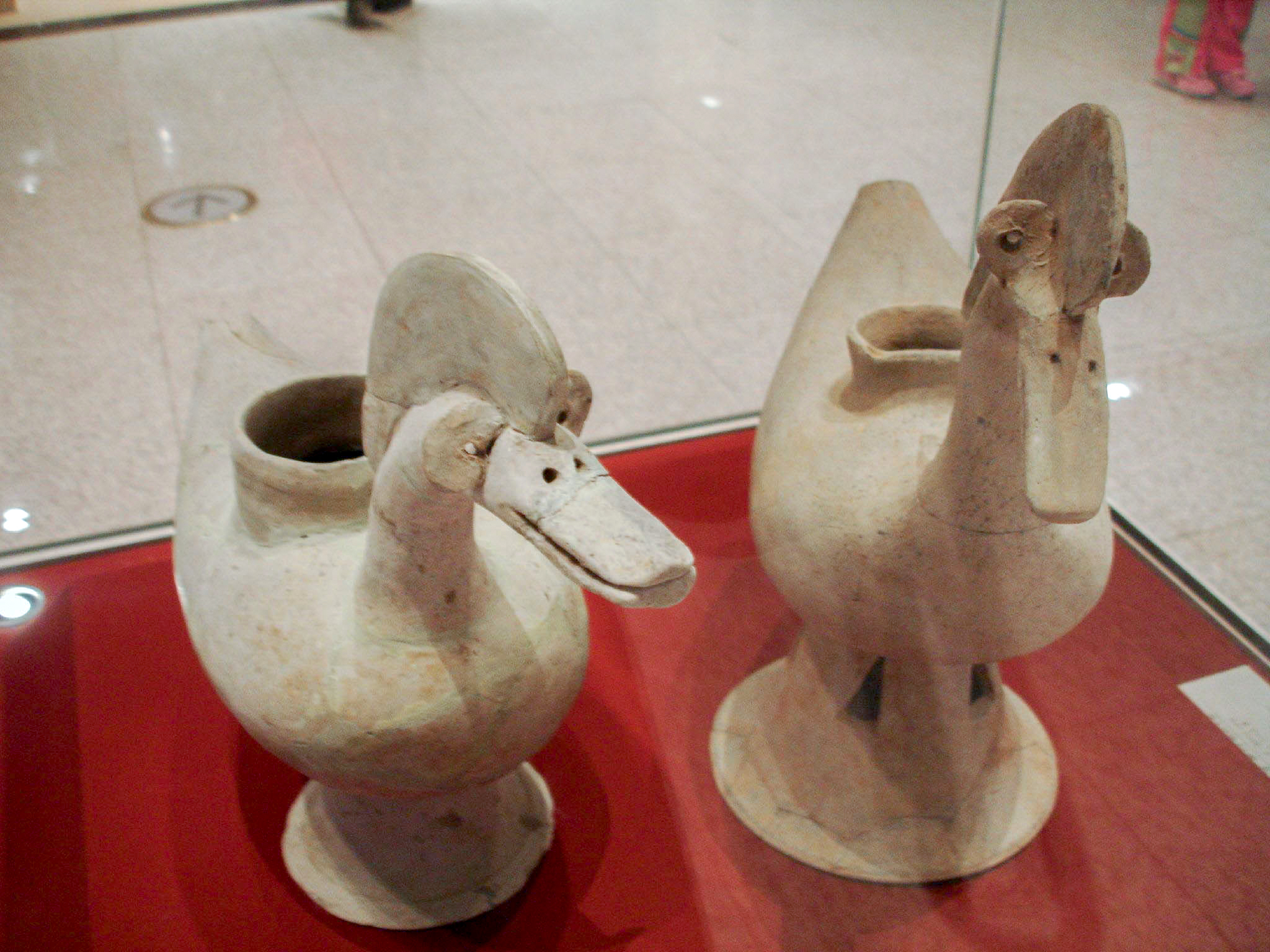
Vases modelés en forme de canards. Grès, H. 33 cm. env. Tombe, Ulsan., Samhan. M.N. de Corée. Séoul

La période qui suit la destruction de Gojoseon (au Nord) par la Chine, et avec lui d'une confédération embryonnaire, Jin (au Sud), des transferts de populations s'opèrent, vers le Sud. De nouvelles confédérations s'ébauchent et se constituent : trois confédérations appelées les Samhan (300 AEC - 300 EC), « les trois han » : Byeonhan (qui reste instable), et les confédération de Mahan et Jinhan. Byeonhan deviendra la confédération de Gaya, toujours instable, Mahan, le royaume de Baekje et Jinan, le royaume de Silla, promis à un brillant avenir. Au début de notre ère, dans le Sud-est (futur Silla), ce sont des vases en forme et à la taille d'un canard qui enchantent ceux qui les voient tant ils paraissent vivants. Déposés dans les tombes, ils ont été protégés.

### Trois Royaumes (300-668) et l'unification par Silla (668-918)
|  |  |  |  |

Issus de la période précédente, trois États se constituent :
- Koguryo [Gogoruyeo] (37 AEC - 668 EC) : situé dans le nord de la péninsule, cet État est donc plus réceptif aux influences venues de la Chine des Han et ensuite au cours de période des Trois Royaumes de Chine. Koguryo est notamment le premier à entrer en contact avec le bouddhisme qui s'implante en Chine. Le bouddhisme devient religion d’État en 372, réduisant quelque peu les traditions du chamanisme et du culte des ancêtres. Un art de peinture murale a été préservé dans quelque tombes, exemplaires d'une appropriation coréenne des pratiques funéraires chinoises, et avec des nuances stylistiques propres aux peintres de Koguryo[12]. Dans le domaine de l'art bouddhique, les contacts manifestes avec la dynastie Xianbei des Wei du Nord le long de la route du bouddhisme et de la soie, conduisent à la transposition dans l'art coréen de la stylisation des corps, avec une élongation des proportions et le traitement des robes monastiques en un éventail de plis tuyautés anguleux[13].
- Baekje (18 AEC - 660 EC) : située au sud, cette région entretient des relations avec la Chine, par voie maritime. Il entretient aussi des relations avec les élites de la région du Kansai, dans l'archipel, à l'époque Kofun. Le bouddhisme y est introduit en 384, par des moines de Chine du Sud, la capitale étant alors Nanjing, à la période des Six Dynasties[14] avec les mêmes effets de stylisation des Wei du Nord initialement, puis en introduisant des formes « moins désincarnées » depuis la Chine du Sud, et en particulier celui des Qi du Nord. C'est cette dernière stylisation qui permet le chef-d'œuvre du Maitreya méditant, du musée de Séoul. Le bouddhisme prend rapidement racine, à tel point que c'est au royaume de Baekje que l'on doit l'arrivée de cette religion au Japon. Et au Japon juste converti, le modèle coréen du Maitreya méditatif trouve sa transposition dans la grande sculpture en bois, initialement laquée, du Hōryū-ji, dans le Kyoto de la période d'Asuka.
- Silla (57 AEC - 935 EC) : zone du sud-est de la péninsule, le royaume de Silla s'est montré plus réfractaire à l'influence chinoise et au bouddhisme, qu'il n'accueille qu'à partir du VIe siècle, lorsqu'il devient un facteur important d'acculturation. Les artistes de Silla furent particulièrement créatifs, notamment dans le travail de l'or.

#### Royaume de Silla (668-918)
Les mines d'or de Corée sont mises au service du pouvoir par les rois des Trois Royaumes, signes ostentatoires, objets « éblouissants » probablement objets de rituels, particulièrement certaines couronnes du royaume de Silla en raison de leur forme, constituée de lames d'or en arbre. Les perles en forme de virgules, (ja) magatama, suspendues aux branches, indiquent les liens qui unissent alors la péninsule et l'archipel, car en usage dans Honsu depuis la fin de la période Jōmon. Ce type de couronne, daegwan, à trois arbres et pendentifs de pierre verte, ou jade a été comparé avec des couronnes appartenant à des peuples nomades, antérieurs. Des liens avec les nomades sont d'ailleurs attestés. Elles semblent devoir être des attributs du roi lors de rituels, avant l'introduction du bouddhisme. Les couronnes daegwan étaient réservées habituellement à des tombes d'homme. Des couronnes daegwan en cuivre, accompagnée de clochettes typiques laissent supposer que les propriétaires pourraient avoir été des chamans. D'autres couronnes, plus ou moins coniques [mogwan] étaient surmontées d'ornements en forme d'aile, en écorce de bouleau recouverte de tissu. La couleur du tissu et le type de métal indiquaient le rang de la personne. On a retrouvé ces mogwan en divers points de la péninsule et dans l'archipel.

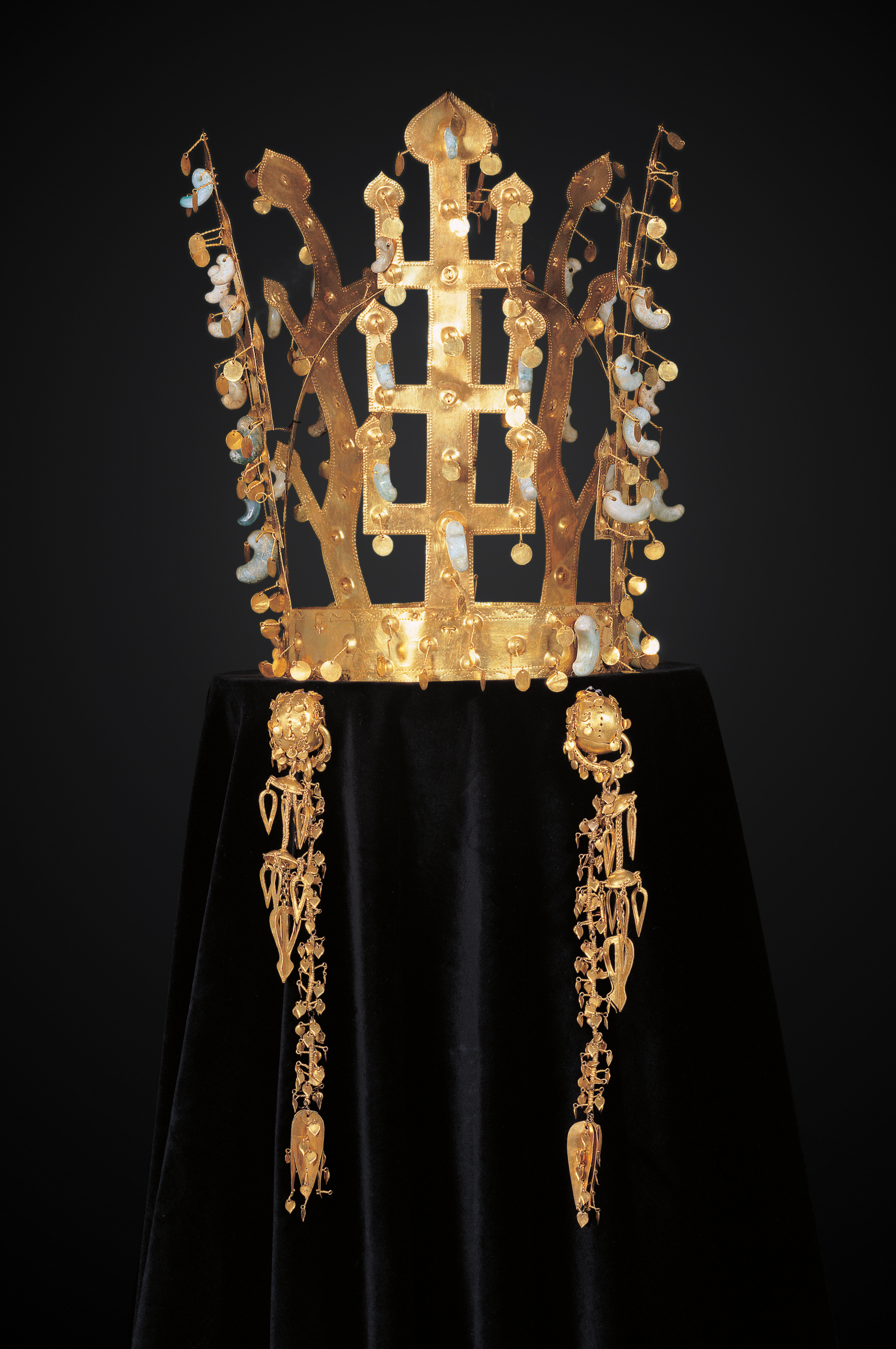
Couronne royale de Silla, seconde moitié du Ve siècle. Or et jade, tumulus de Seobongchong fouillé en 1926. Musée national de Corée, Séoul.

Soutenu par une alliance tardive avec la Chine de la dynastie Tang, le royaume de Silla réussit à unifier la péninsule. Il impose alors un système administratif calqué sur le modèle chinois et sa capitale, Gyeongju, présente un plan similaire à celui de Xi'an. Le confucianisme fait son apparition mais le bouddhisme reste la religion d'État. De nombreux temples et monastères sont construits, servant également de lieux de savoir et de sciences. La paix relative qui règne dans toute l'Asie explique la libre circulation des gens et des biens, diffusant les styles en vigueur en Chine, comme la dynastie des Qi du Nord, plus tard ceux de la dynastie Tang. La Corée reçoit ces modèles, les transforme et les transmet, ensuite, au Japon de la dynastie Asuka, au moment de l'introduction du bouddhisme.

### Goryeo(918-1392)

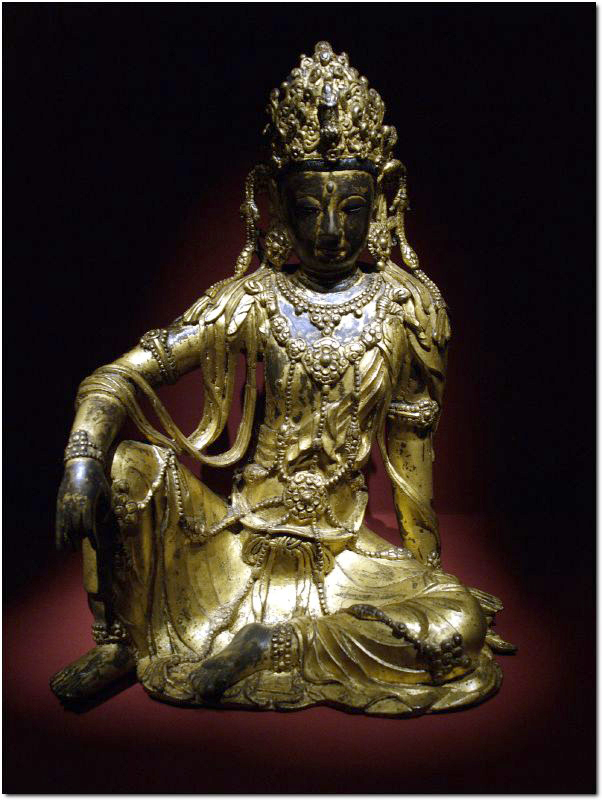
Bodhisattva Avalokiteśvara. Bronze doré. Goryeo. Fin du XIVe siècle. H. 38.5 cm. Musée national de Corée

Le pouvoir central de Silla est renversé par Wang Geon, le chef du clan Goryeo, qui fonde ainsi une dynastie portant ce nom. Wang Geon déplace la capitale vers le centre du pays, à Kaesong, entreprend des réformes agraires et établit un type d'examen pour l'accès à la fonction publique similaire à celui des mandarins en Chine. Durant cette période de prospérité, la culture, en général, et en particulier les arts se développent, toujours sous l'auspice de la Chine et du bouddhisme. Les relations commerciales avec le voisin continental vont se poursuivre, malgré les changements dynastiques, en Chine sous la dynastie Song (960-1279) et sous la dynastie Yuan en Chine (960-1127), et pendant la période où la Corée est tributaire de la dynastie Liao dans le nord de la Chine (907-1125), des peuples Khitan, puis tributaire de la dynastie Jin (1115-1234), Jürchen. Les invasions de la Corée par les Mongols de Gengis Khan (1231–1259), s'achèvent par l'occupation totale de la péninsule. En Chine, ceux-ci établissent la dynastie Yuan qui se maintient environ 90 ans. Les garnisons mongoles sont chassées de 1350 à 1392, avec la fondation de la nouvelle dynastie, Joseon.
Sur le plan artistique le bouddhisme ayant une place prépondérante, voire omniprésente, une grande part des productions artistiques préservées relèvent de la culture religieuse. Depuis 1978 on a retrouvé une centaine de peintures, des rouleaux qui étaient auparavant attribués à des peintres chinois. La peinture des lettrés a quasiment disparu, mais elle témoignait de relations fortes avec la Chine.
C'est aussi, et surtout, la grande période des céladons, particulièrement recherchés par les chinois de la dynastie Song. Le céladon peut être appliqué en monochrome mais les motifs incrustés ont un très grand succès aussi. Cette technique sophistiquée semble être apparue au Xe siècle et atteint son apogée aux XIIe – XIIIe siècles, la glaçure étant appliquée habituellement sur un grès gravé de différents motifs, lesquels motifs en creux sont remplis d'argile blanche ou/et noire, puis poncés. Cette technique a été adaptée exceptionnellement sur de la porcelaine blanche. Le travail d'incrustation en fait des objets de grand luxe, compatibles avec une culture bouddhiste qui favorise des dons de grande valeur, ce qui entretient la recherche de l'enrichissement et son exposition, mais est en contradiction avec les valeurs prônées par les confucéens de la dynastie suivante.

### Joseon(1392-1910)

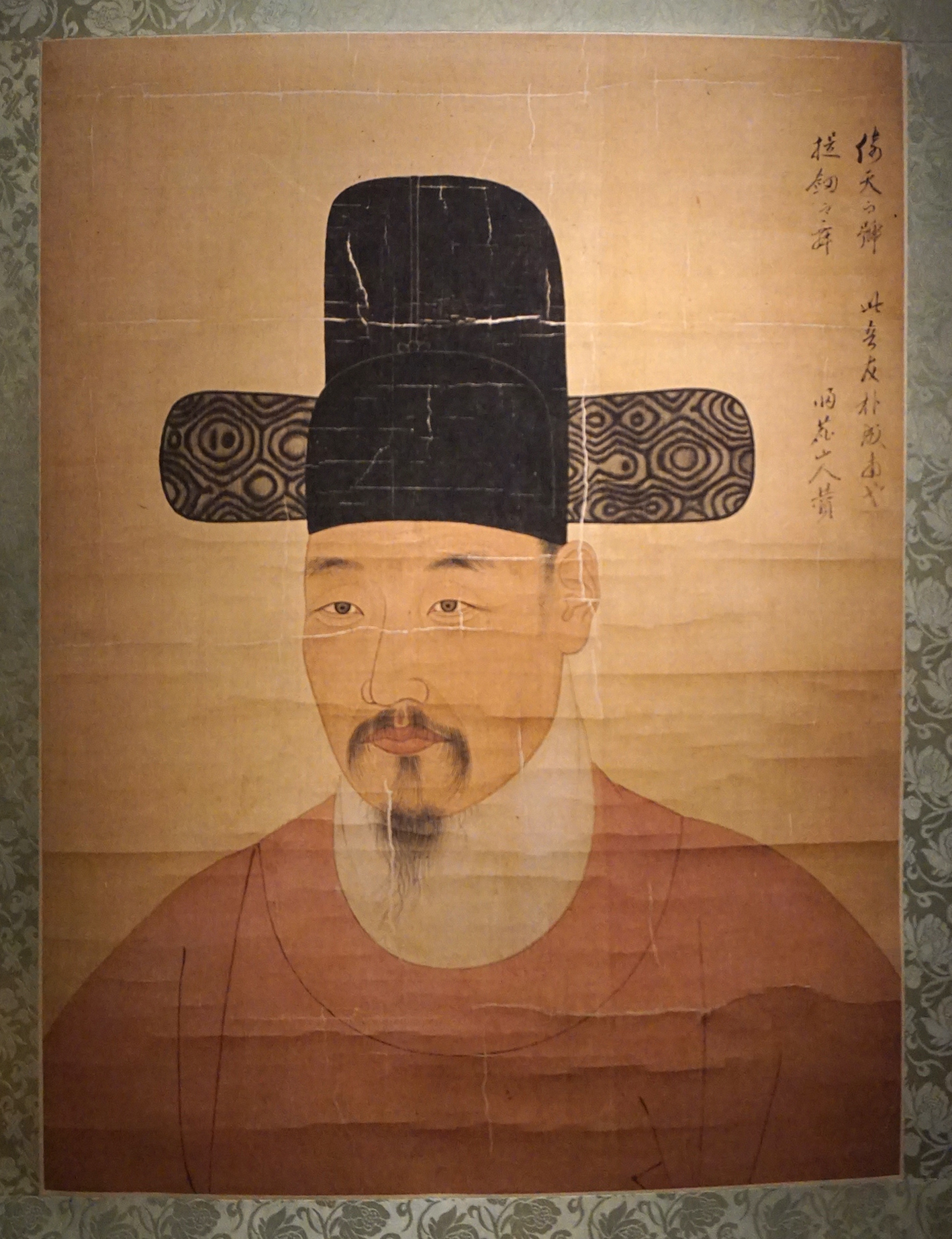
Portrait de Park Mun-su (1691-1756), célèbre pour avoir protégé la population coréenne contre les fonctionnaires royaux corrompus. Rouleau vertical, encre et couleurs sur soie. Musée national de Corée.

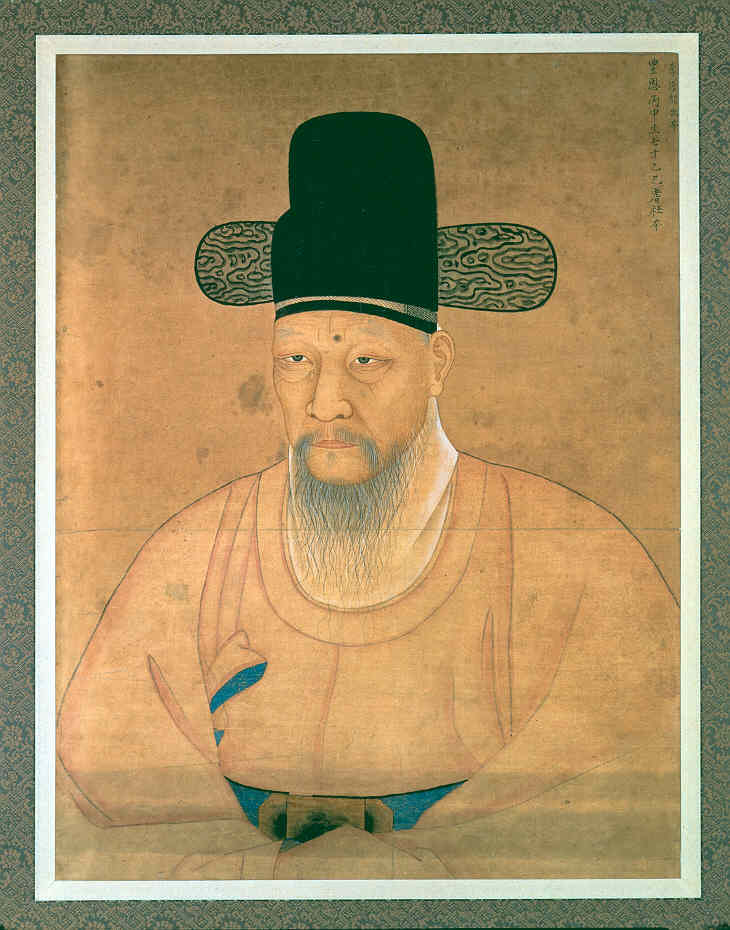
Portrait de Cho Man-Yong. 1845. Yi Han-ch'ol (1808-?). Couleurs sur papier, H. 51 cm. Musée Guimet

La période Joseon, qui s'étend sur cinq siècles, doit être perçue comme deux moments politiques et culturels séparés par des guerres de très grande ampleur. En conséquence, deux cultures artistiques se distinguent nettement l'une de l'autre au cours de cette période.

#### Première période,XVe–XVIesiècle
Après le départ des Mongols (Yuan, en Chine), le général Taejo prend les rênes d'un pays affaibli et instaure la dynastie Joseon. Celle-ci établit des relations très étroites avec la dynastie Ming chinoise (1368-1644). Aux XVe et XVIe siècles, le néo-confucianisme connaît un succès croissant, atténuant l'importance du bouddhisme. C'est sous son patronage que se développe une culture savante, de lettrés, sur le modèle chinois, qui apporte à la Corée ses plus grandes figures historiques et artistiques. Cette « Renaissance » est en partie fondée par la création des 28 lettres du système d'écriture coréen, le hangeul, par le roi Sejong le Grand (1397-1450). Le pays doit à ce souverain un grand nombre de décisions, qui ont été suivies d'effet immédiat et dont le royaume avait le plus grand besoin, depuis la redistribution des biens du clergé, le redécoupage de l'administration provinciale, l’élimination des pirates japonais avec, dans l'armée, un corps d'officiers recrutés au mérite, jusqu'au développement de l'usage d'engrais dans les campagnes, qui permet de réduire les jachères en assurant, plus souvent, une récolte par an, tandis que la consommation du riz et la culture du coton se répandent : en bref, le moment d'un apogée.
À côtés des portraits royaux, des portraits de lettrés méritants sont alors commandités en reconnaissance des valeurs confucéennes attribuées à la personne portraiturée. Le portrait de dignitaire coréen suit le code établi en Chine. Le portrait de Huizong des Song, du premier quart du XIIe siècle, en est un bon exemple. La figure, dépeinte à l'échelle 1, remplit l'espace en vue quasi frontale, le visage de trois quarts. Le mobilier est en vue cavalière. Seules des indications de modelé apparaissent fin XVIe siècle. Un trait ferme et très peu d'ombre permettent de construire le visage et le vêtement, les tissus constituant de larges aplats de couleurs vives sur le fond laissé vide. Broderies et brocards, selon le rang, sont rendus avec soin suivant la tradition chinoise. Le portrait témoigne d'abord du rang, de la fonction d'une personne, il ne s'agit pas de psychologie ; par contre les traits physiques sont respectés jusque dans les copies qui sont réalisées pour les différentes branches de la famille.
Dans le genre du paysage, la peinture de lettrés à l'encre s'attache à retrouver l'esprit des anciens peintres chinois. Les modèles chinois de l'époque Song se transmettent à cette nouvelle génération de peintres coréens, et ainsi aux suivantes.
Dans le domaine de la céramique, sous le règne de Sejong (1397-1450), attentif à la culture du petit peuple, le XVe siècle est le siècle du grès buncheong. Il en existe deux types : ceux à décors estampés, une deuxième à décors peints ou trempés. La simplicité des formes, l'aspect « naturel » des surfaces, aux irrégularités visibles dans les coups de pinceau, le tracé vif, rapide sont, pour beaucoup, le type d'objet d'art considéré comme le plus typiquement coréen. Puis, le luxe du céladon incrusté ayant disparu, les qualités des buncheong sont recherchées, même par la cour.
Les XVIe et XVIIe siècles voient le pays fragile et désorganisé, ce qui explique la réussite des campagnes militaires de Toyotomi Hideyoshi de 1592 et 1597, puis celles des Mandchous en 1627 et 1636. En 1637, le royaume est inféodé à la Chine de la dynastie Qing.

#### Deuxième période, seconde moitié duXVIIe–XIXesiècle
Au cours de cette période, dans le domaine de la céramique, on en vient à préférer, avec les valeurs confucéennes de pureté et de frugalité, la porcelaine blanche. Ce sont en particulier des formes épurées des jarres « Lune pleine », aux formes et à la matière colorée parcourues d'infimes nuances et dont la rotondité discrètement imparfaite renforce la puissance symbolique de ces « jarres de lune ». Enfin, c'est la grande période de la porcelaine peinte, dans un style propre à la peinture de lettrés alors en pleine vogue, où le bleu de cobalt, exceptionnellement aussi le brun de fer, sur la porcelaine blanche - précuite : aucune reprise n'est possible! - sont des équivalents de l'encre noire sur la feuille de papier du lettré. Peinture infiniment plus difficile à maîtriser d'ailleurs que l'encre.
Cette période est aussi l'âge d'or du portrait en Corée. Celui-ci est le support pour la célébration rituelle des défunts et des ancêtres. Le portraitiste se doit d'être fidèle, non seulement à la physionomie de son modèle (le portait pouvant être largement repeint si nécessaire, au cours des restaurations successives, cet aspect n'est pas l'essentiel), mais bien manifester son rang, son statut, sa fonction suivant la tradition chinoise, et si possible, son être, sa personnalité profonde. Les modèles occidentaux qui sont connus en Chine, avec les portraits de l'empereur et de la cour par Giuseppe Castiglione (Milan 1688- Pékin 1766), donnent l'occasion, aux artistes coréens des XVIIIe – XIXe siècle, de trouver des solutions originales. En effet, à cette époque, la Chine, en partie ouverte à des contacts avec le monde occidental transmis par les jésuites, sert de stimulus aux artistes coréens. La peinture de Joseon au cours de cette phase se modernise.
La peinture de paysage, qui suivait la tradition lettrée chinoise du shanshui, le paysage idéalisé, en vient, dès le XVIIIe siècle, à faire le « portrait » des sites les plus célèbres de Corée. La description des sites coréens connus et reproduits comme s'il s'agissait de portraits de figures respectées, correspond à l'intérêt suscité par les études du concret, silhak, études qui sont soutenues par le roi mais qui ne débouchent pas sur les réformes, pourtant nécessaires. Ceci est accompagné d'une floraison de peintures de genre, qui s'attache tant à la vie du peuple qu'à célébrer les jeunes femmes célèbres pour leur beauté.
Les arts populaires, minwha, donnent au XIXe siècle coréen une saveur particulière en raison des solutions qui sont utilisées ; le tigre se retrouve ainsi tordu, rabattu, aplati, les yeux exorbités, autant de procédés de l'art populaire qui nous paraissent « modernes ». Dans la peinture de paravent on rencontre d'autres solutions singulières. Ainsi le décor est composé de grands caractères calligraphiés, ou de motifs illusionnistes de bibliothèques avec leurs collections de « merveilles ». Ces « cabinets de curiosités » coréens sur paravents ont été peints en s'appuyant sur des modèles : la branche de corail, le vase chinois qui imite un bronze antique, les lunettes abandonnées sur le livre ouvert, chaque fois le peintre se plait à les réinventer.

## Céramique

### Trois Royaumes

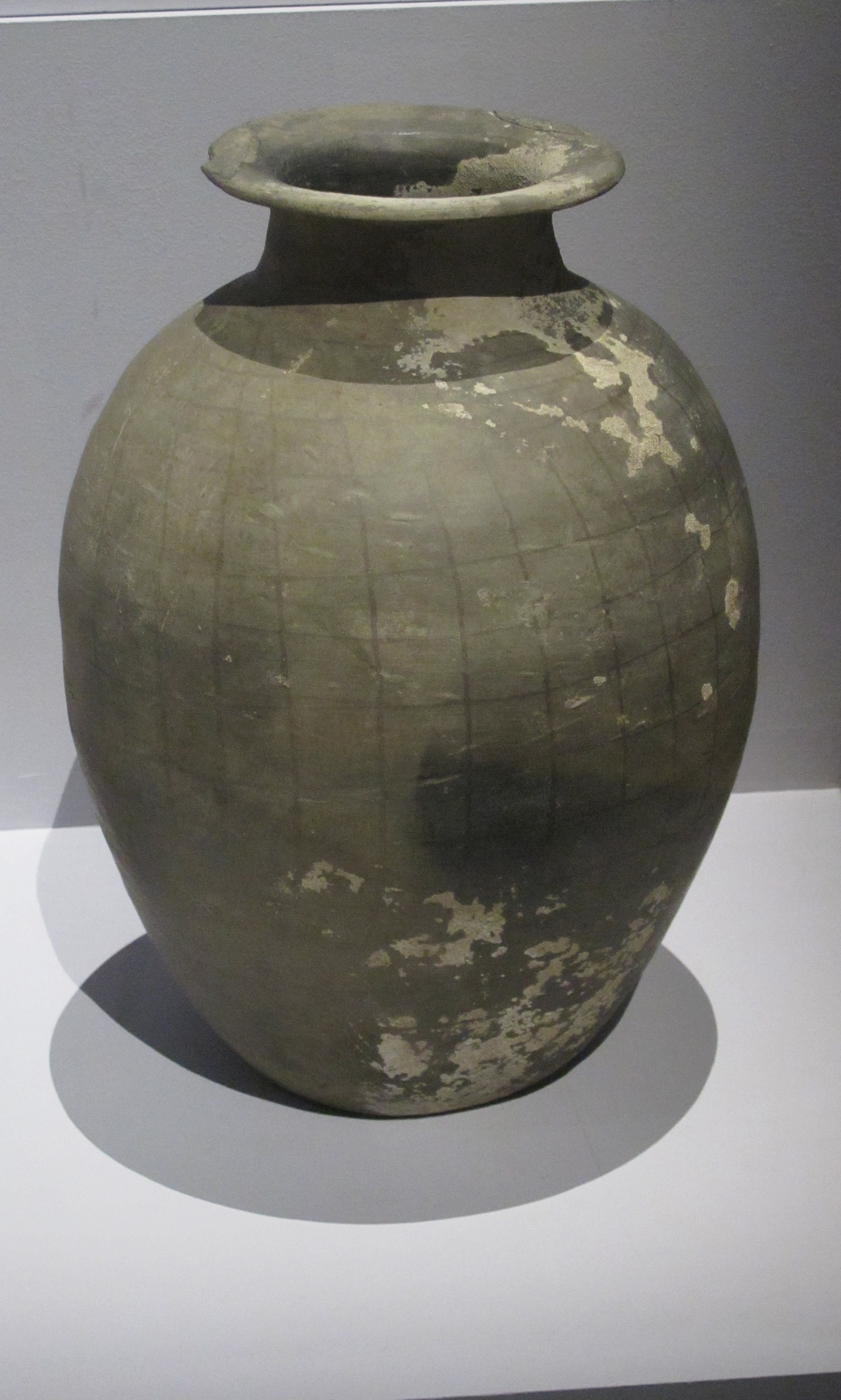
Jarre de Koguryo, VIe siècle. Grès patiné en couleur, à décor de filet. H. 35.7 cm. Musée national de Corée,

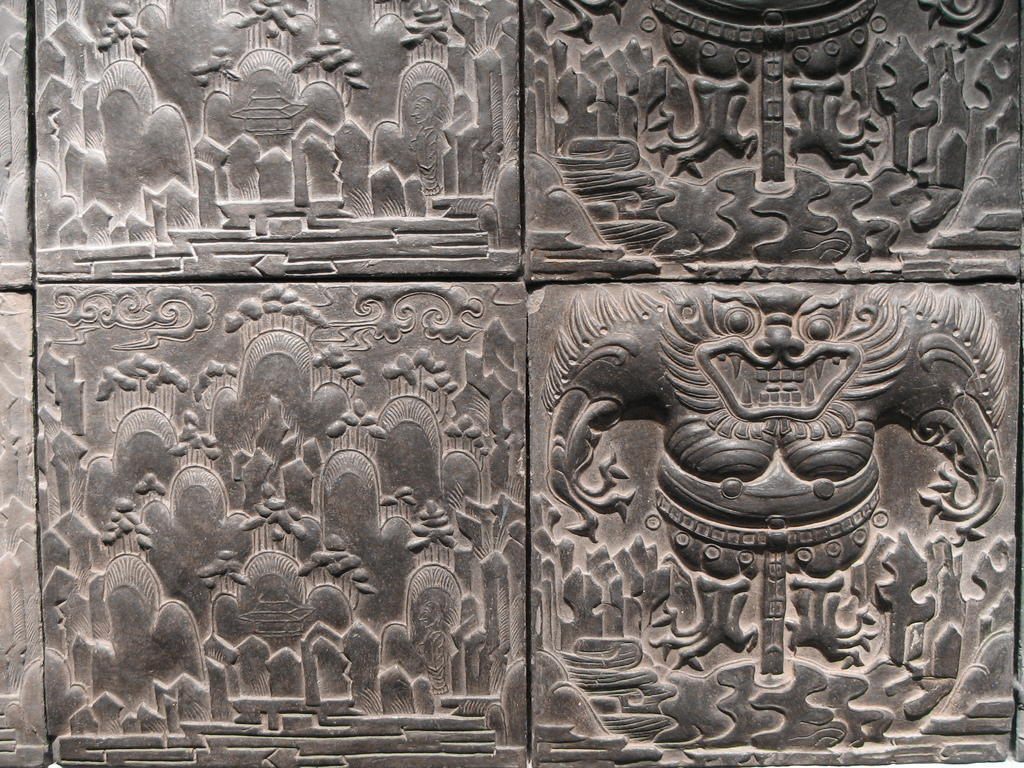
Briques de toit ou de terrasse. Terre cuite moulée à décor de paysage et de monstre H. 30 x P. 4.5 cm. env. Musée National de Corée, Séoul

Dans le royaume de Koguryo la céramique préservée est rare. Un décor étonnant sur une grande jarre en grès produit un effet de filet de pêche plaqué sur le vase. À partir du IVe siècle, dans Baekje, la cuisson à haute température s'applique à des vases dont la surface est souvent raclée doucement avec de petits outils qui produisent un bel effet de surface. Le goût de l'élite pour les produits en provenance de Chine invite à l'invention de nouvelles matières, comme ce grès patiné en noir et qui approche la douceur du laque. On transpose aussi dans des briques les peintures décoratives de l'époque, d'inspiration chinoise.

#### Confédération de Gaya,Silla(57 AEC - 935) etBaekje(18 AEC - 660)
Les céramiques du royaume de Silla et de la confédération de Gaya sont, souvent, très semblables.
La Confédération de Gaya est à son apogée dans les sites de Gimhae, avec cet étrange vase à glaçures de cendre, en forme de cavalier, modelé et au décor gravé.
La production du royaume de Silla se développe radicalement à partir du Ve siècle. Ce royaume n'avait d'ailleurs pas le nom de Silla auparavant mais celui de Saro. Il s’agit de grès, dont certaines jarres à haut col présentent une importante décoration incisée dont les motifs sont essentiellement géométriques mais aussi animalier, parfois. On trouve également des figurines plastiques, modelées avec spontanéité comme le dessin animalier aura été tracé sans esquisse. Au VIIe siècle, les glaçures à base de cendres font leur apparition. Les formes les plus courantes sont les bols à piédestal évidé et, toujours, les jarres à haut col. Ces pièces se trouvent en grand nombre dans les tombes de l’élite, ce qui suggère un usage plus rituel que quotidien. La création la plus originale est un récipient en forme de cavalier, comme à Gaya, avec toujours une certaine attention au détail qui nous renseigne sur l'équipement, mais elle présente aussi un personnage extraordinairement statique, chose étonnante pour un cavalier.

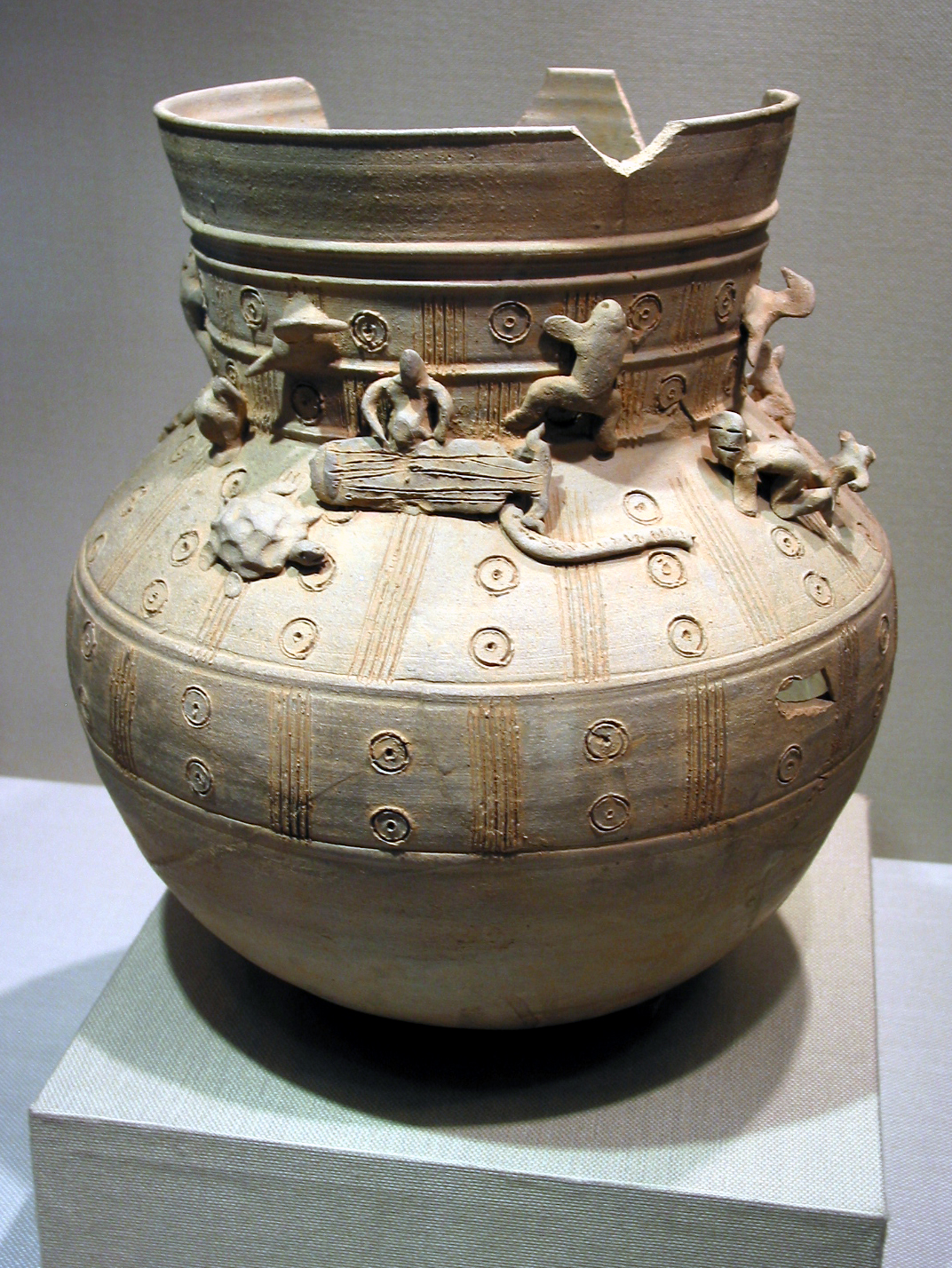
Jarre aux figurines humaines (musicien…) et animales. Ve siècle (Saro). Grès, H. 34 cm. Musée national, Gyeongju
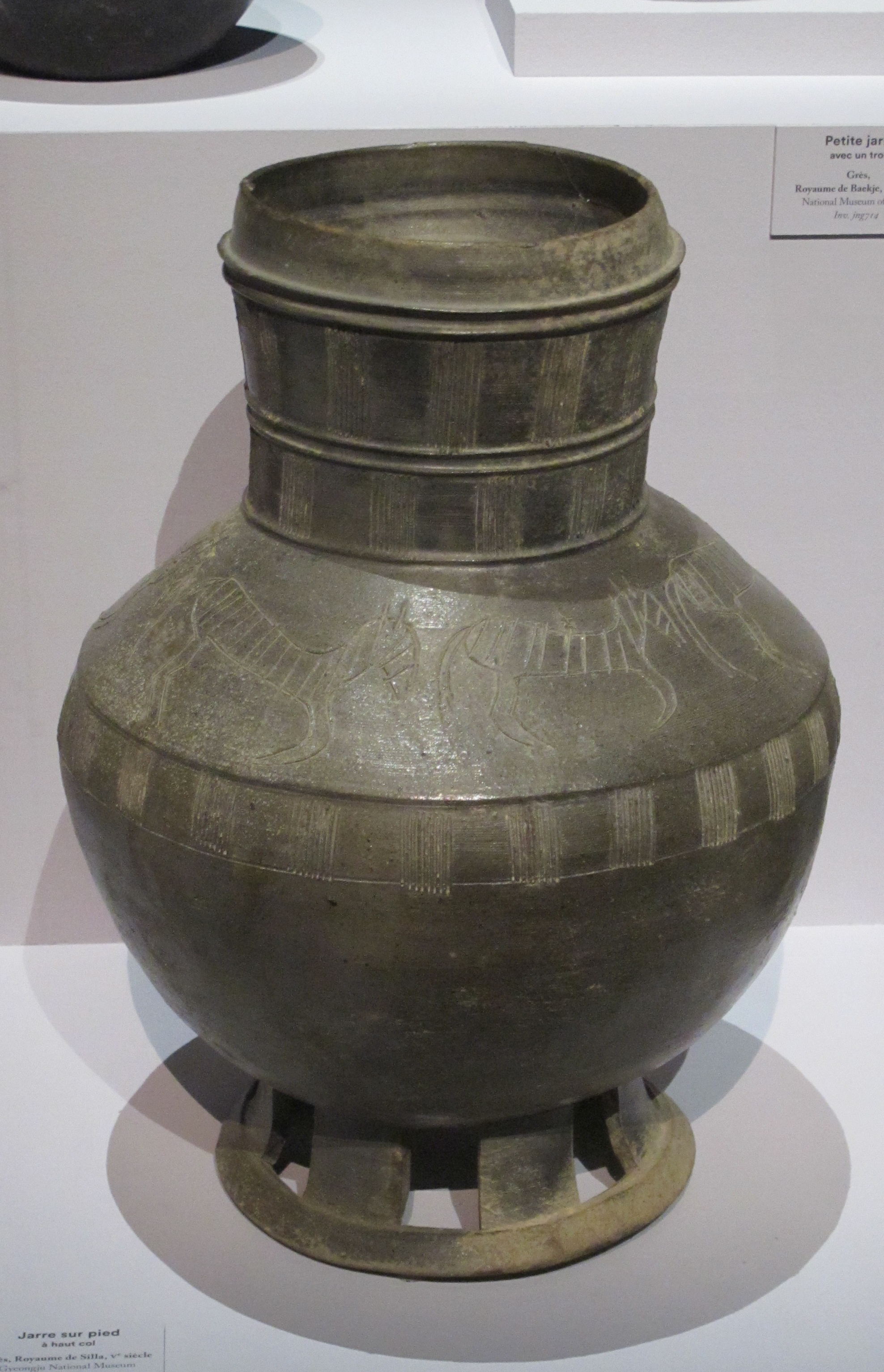
Jarre à long col, décor incisé (Équidés). Grès à glaçure de cendre, H. 42 cm. Ve siècle. Musée national de Gyeongju
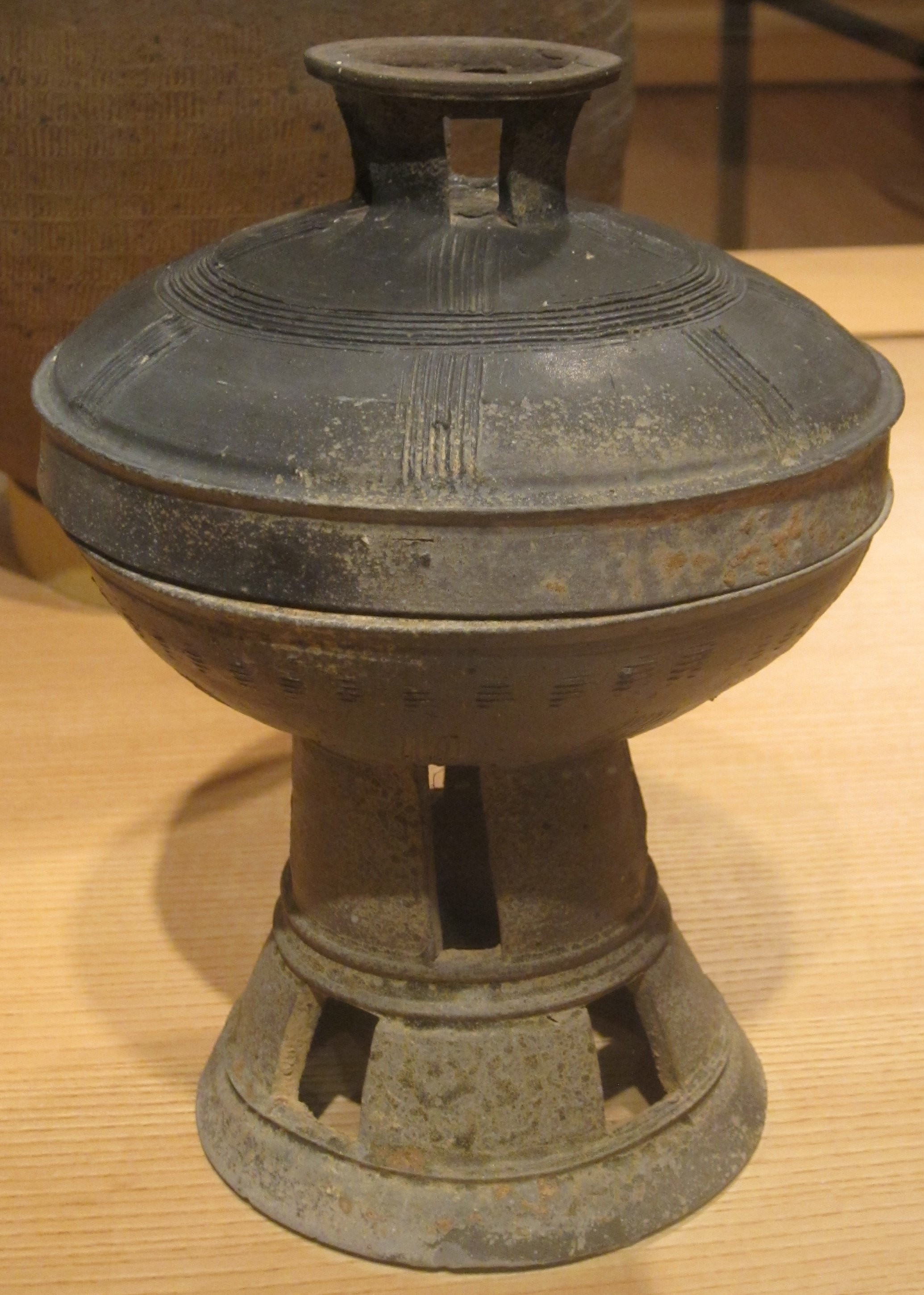
Coupe à couvercle sur piédestal ajouré. Grès à glaçure de cendre. Gaya. Ve ou VIe siècle. Honolulu Museum of Art
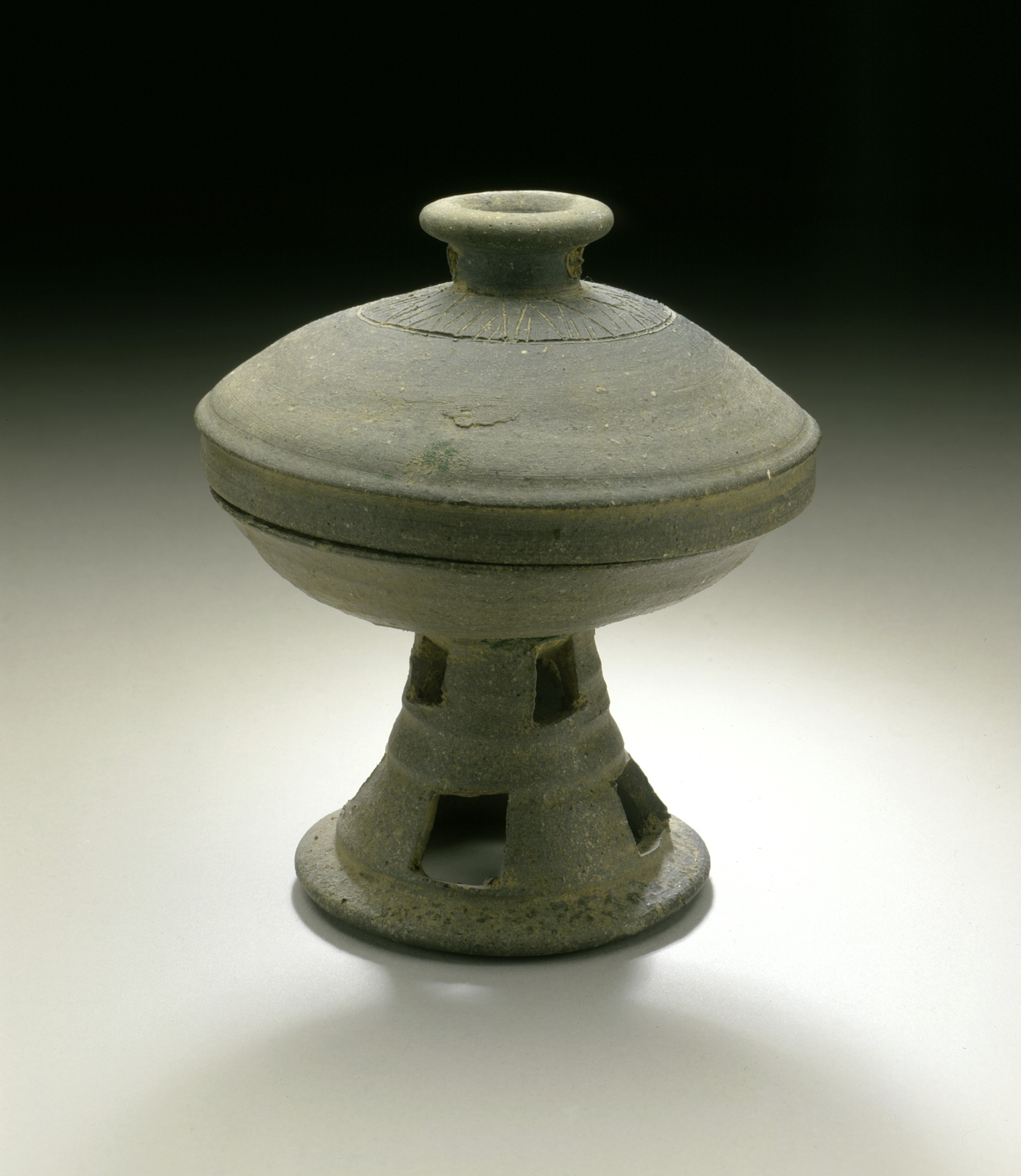
Coupe sur piédestal et couvercle[46]. Grès incisé, glaçure naturelle, H. 12,7 cm. Ve – VIIe siècle. Ancien Silla. LACMA
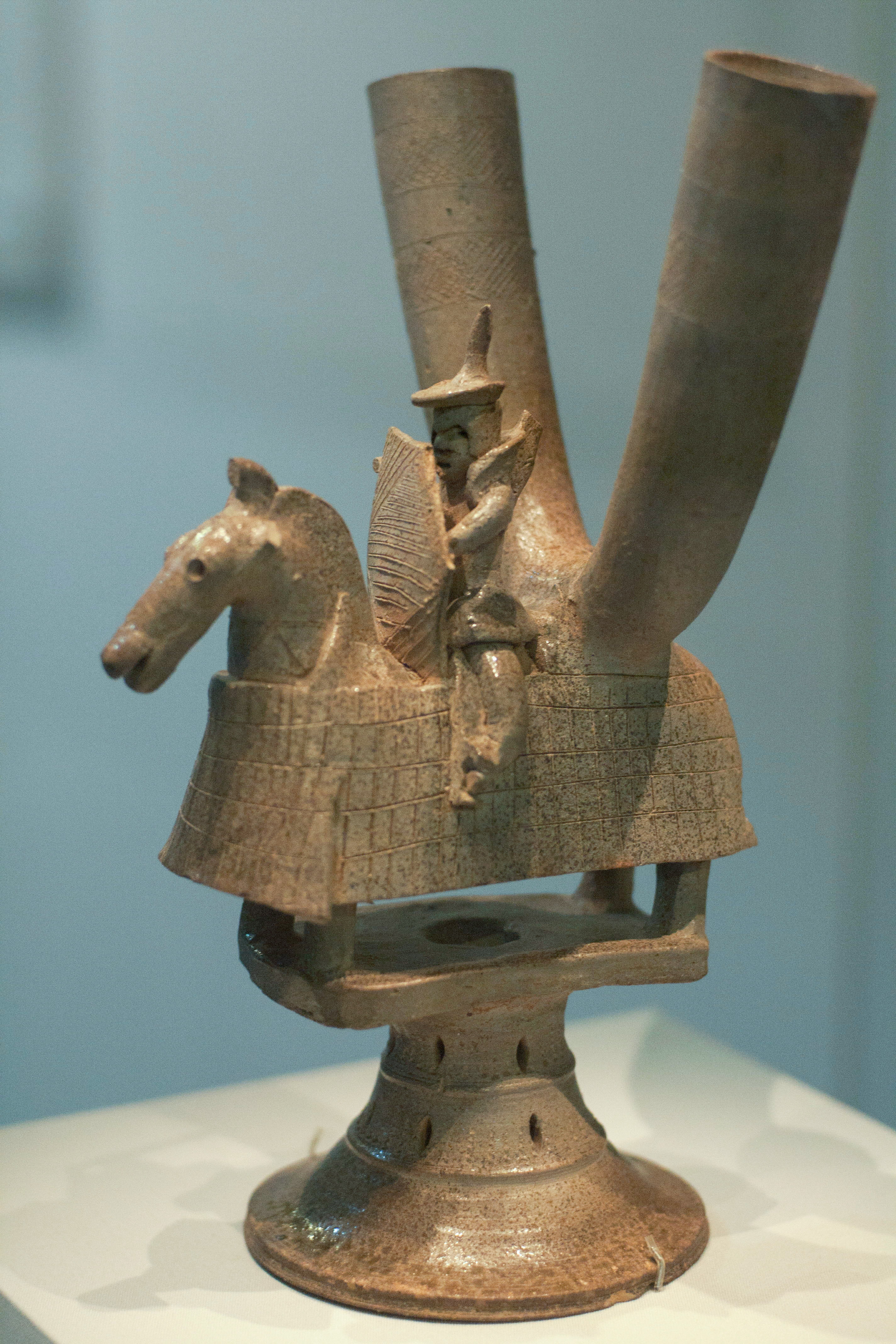
Double coupe à vin sur pied ajouré. Cavalier armé. H. 23 cm. Grès, Ve – VIe siècle. Confédération de Gaya. Musée national de Gyeongju
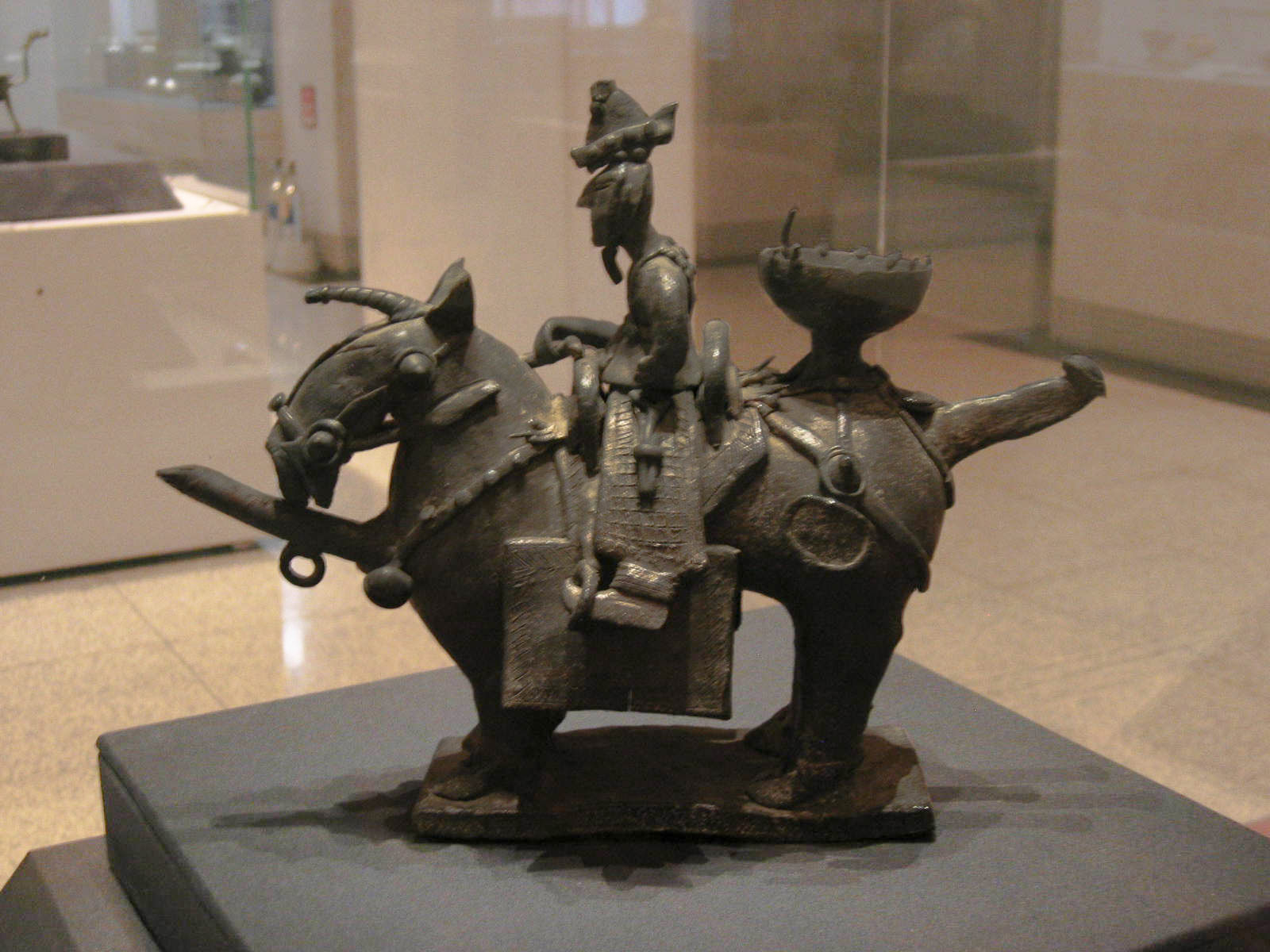
Vase et figurine appliquée : cavalier armé. Grès, H. 23 cm. Royaume de Silla. Musée national de Corée
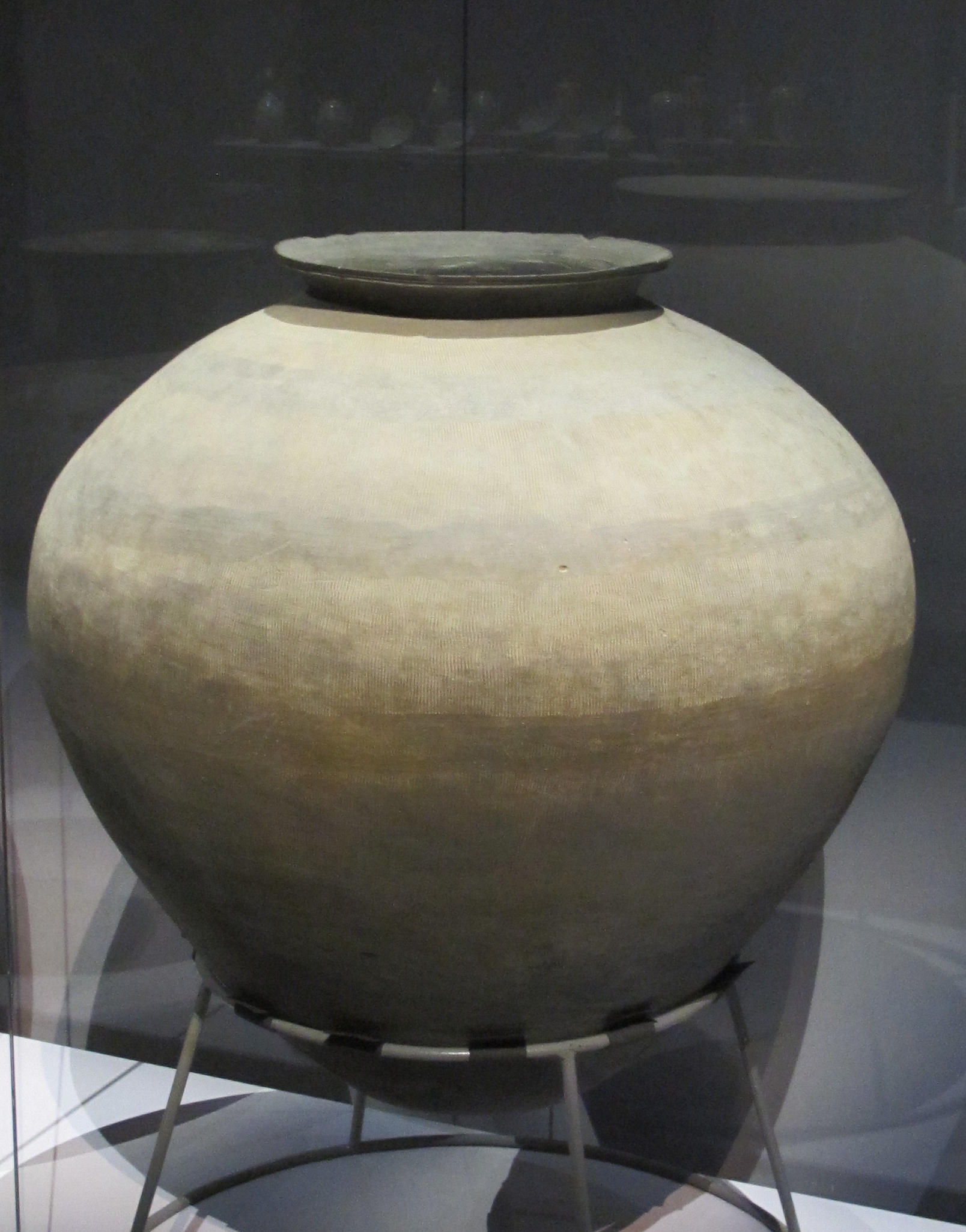
Jarre. Baekje. Grès, H. 70 cm. Musée National de Buyeo

### Goryeo(918-1392)

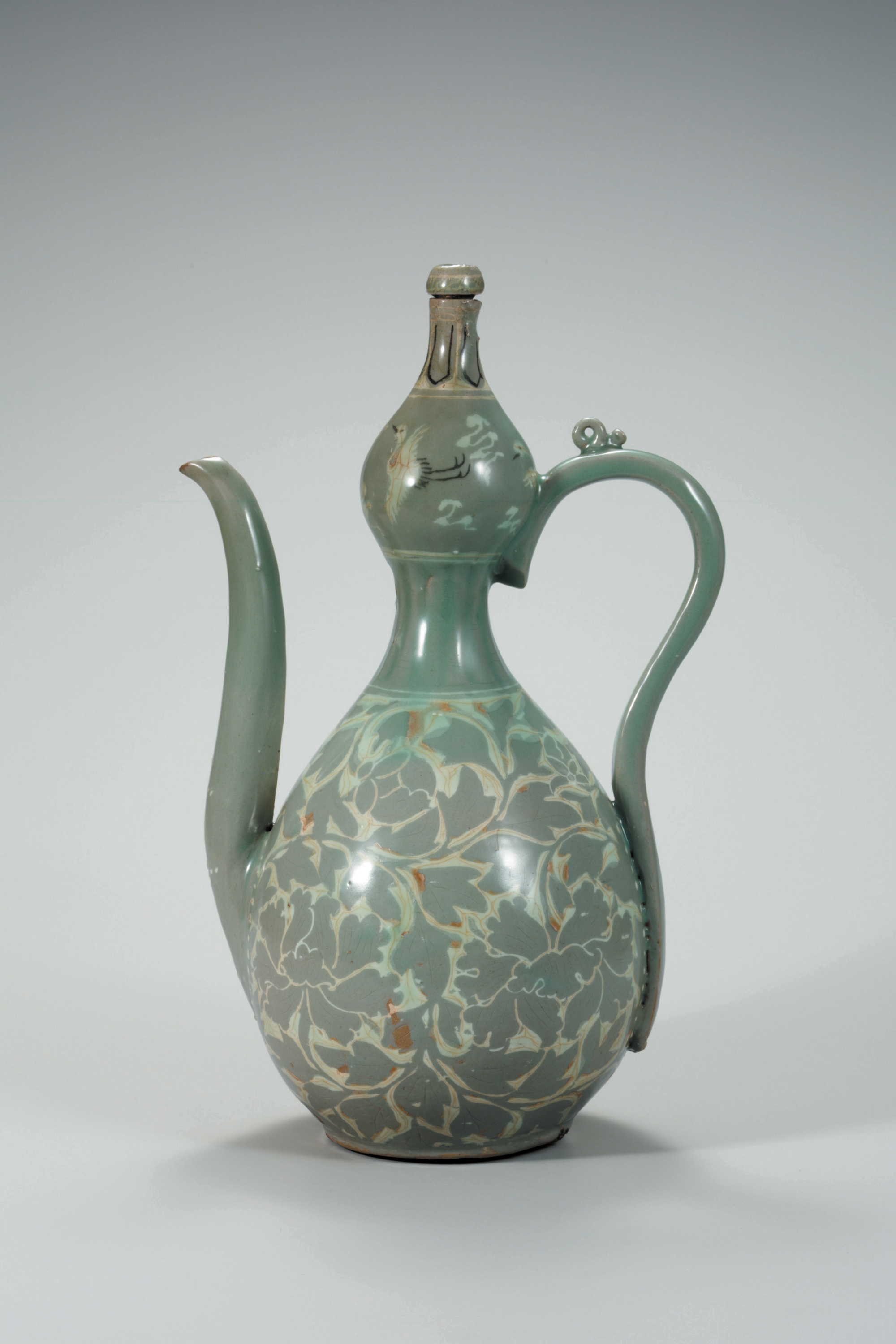
Verseuse double gourde. Céladon incrusté à décor de pivoines. H. 34 cm. Dynastie Goryeo, XIIe siècle.
Musée national de Corée, Séoul

La céramique de cette période témoigne d’un tournant dans la production, de plus en plus influencée par la Chine. Les grès anciens sont remplacés par des céladons d’une grande finesse qui reflète l’esthétique raffinée qui prévaut dans les milieux aristocratiques de la cour de Goryeo et dans les temples bouddhistes.
Les pièces en grès sont classées selon le type de glaçure, la plus courante étant la couverte céladon. Il faut également mentionner une couverte brune riche en fer et une couverte à base de cendres donnant un noir mat.
Les céladons sont les productions les plus recherchées et les lettrés de la dynastie Song les trouvaient d’ailleurs déjà supérieures aux pièces chinoises. Leur fabrication remonte au début du Xe siècle et montre une influence du nord de la Chine, en particulier des pièces Ding. Cependant, il ne s’agit pas de copies serviles mais bien d’une interprétation locale, de nombreux traits étant typiquement coréens : certains décors (canards sous un saule pleureur ou grues dans les nuées), les formes (plus bulbeuses) et la technique de l’incrustation. Cette dernière est une innovation autochtone qui apparaît vers 1150 et qui consiste à inciser les décors puis à remplir ces incisions d’argile blanche, noire (ou rouge). On applique ensuite par-dessus une couverte céladon particulièrement translucide et, après cuisson, les motifs vont se découper en blanc et noir sur fond clair. Il s’agit en fait d’une adaptation d’une technique courante en métallurgie. L’apparition de l’incrustation va faire disparaître les céladons monochromes, à l’exception de certaines pièces en forme d’animaux (canard, lion, dragon, singe) ou de végétaux (pousse de bambou, melon) produites aux XIIe et XIIIe siècles.
Pendant la période Goryeo sont également produites des porcelaines à glaçure vert pâle, aux décors incisés et aux formes évoquant des animaux, des fruits ou des anciens bronzes rituels chinois. On trouve également des porcelaines avec un décor brun de fer sous couverte.
Au XIIe siècle, on trouve également des objets présentant un décor à l’oxyde de fer (brun) ou à l’oxyde de cuivre (rouge) sous la couverte céladon, les premiers étant les plus courants. Ils sont produits au XIIe siècle et, comme la céramique chinoise, témoignent d’une rusticité populaire. Les formes sont simples (vases) et les décors stylisés (saule, prunier en fleurs, chrysanthème).

### Joseon(1392-1910)

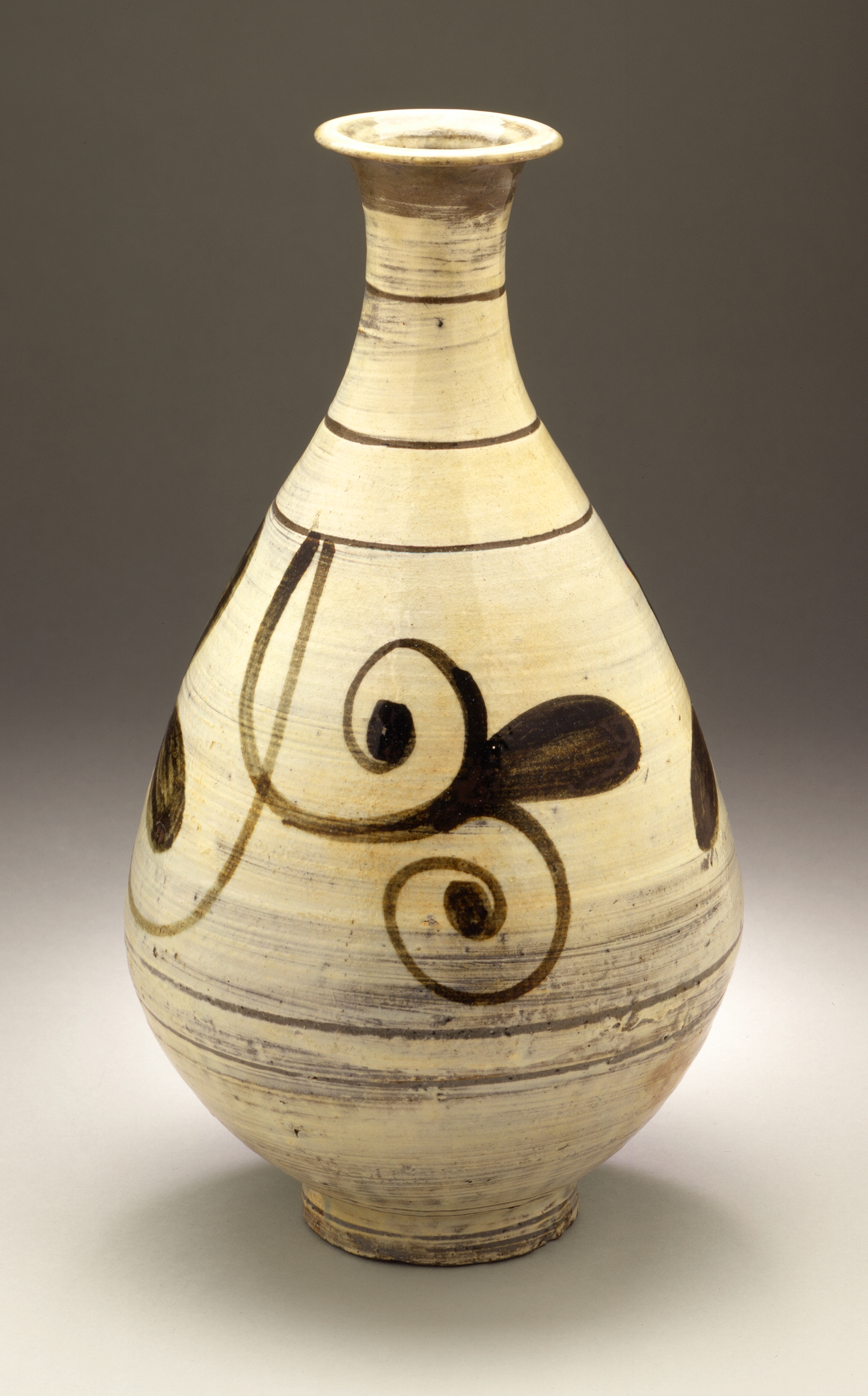
Bouteille au décor de tiges feuillues. Grès buncheong, peint à la barbotine et au brun de fer.. H 33 cm. LACMA, États-Unis

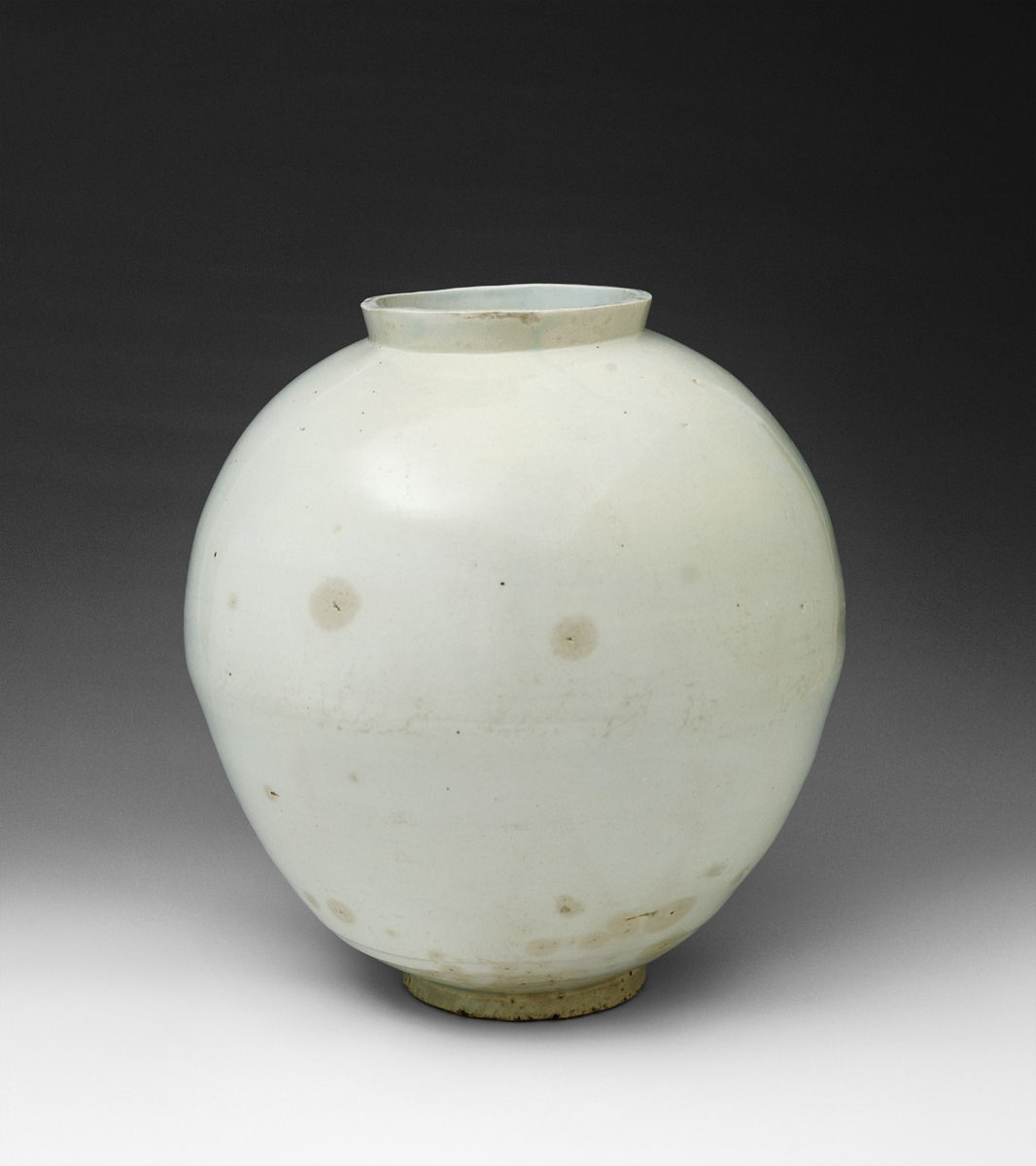
Jarre de lune. Porcelaine blanche, H. 36.8 cm. Joseon, v. 1700. Birmingham Museum of Art, Alabama, États-Unis

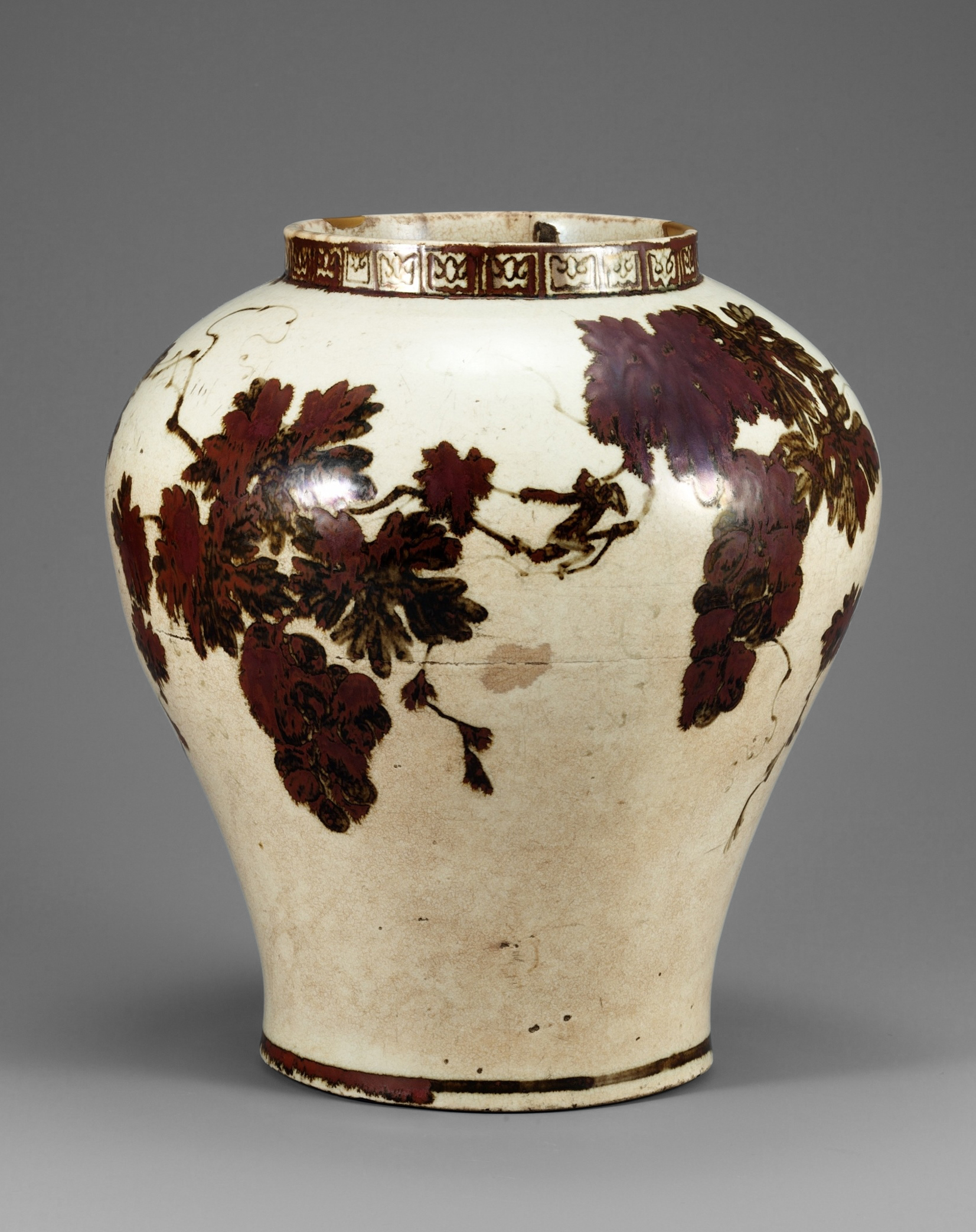
Un singe dans la vigne. Vase. Porcelaine blanche peinte en brun de fer. H. 31 cm. Période Joseon,. Trésor national, Musée national de Corée

Le confucianisme, remplaçant le bouddhisme comme religion d’État, va provoquer de profonds bouleversements dans la culture coréenne. Les grès buncheong (ou punchong) correspondent parfaitement à la simplicité recherchée où le geste du pinceau du potier correspond à celui du peintre lettré. Cette pratique disparaît après le XVIe siècle, après les invasions japonaises de 1592-1597 (Guerre d'Imjin), au cours desquelles bien des fours furent détruits et les potiers déportés au Japon. À l’époque suivante, ce sont les porcelaines blanches, associées aux valeurs confucéennes de l’élite dirigeante qui sont valorisées, en particulier pour les rites. Leur pureté et leur sobriété contrastent avec les productions de la période précédente mais surtout avec les productions contemporaines en Chine et au Japon. Il n’y aura jamais de porcelaines à émaux polychromes sur couverte, en Corée.
Si les céladons disparaissent au début de la période Joseon, des grès à glaçure verte très transparente (buncheong) poursuivent la tradition.
L'apport de la céramique coréenne à la culture japonaise, pendant cette période, est indéniable. Les campagnes militaires de Toyotomi Hideyoshi (Guerre d'Ōnin, entre 1592 et 1598) furent surnommées « guerres de la céramique » en raison du grand nombre de potiers déportés au Japon, après que les fours coréens eurent été détruits. Ces potiers introduisent alors une grande variété de techniques nouvelles et de styles qui furent particulièrement appréciés pour effectuer la cérémonie du thé. Très appréciés des maîtres de thé japonais, les buncheong furent collectionnés dès le XVe siècle et portent au Japon le nom de « céramique de Mishima » (du nom du port d’où les pièces étaient exportées vers le Japon). Les formes sont robustes, vigoureuses (vases, jarres, bols) et les motifs exécutés de manière assez libre (surtout des pivoines, des lotus, des poissons). Les décors sont soit incrustés, soit estampés puis soulignés par de l’argile blanche, soit dégagés par sgraffite (lien avec les céramiques chinoise du nord), enfin ils peuvent être peints (à l'oxyde de fer) ou obtenus par trempage. Ces grès coréens buncheong, peints d'un geste rapide, et les grès des fours populaires de Cizhou, en Chine, ont certainement joué un rôle décisif dans l'adoption, fin XVIe siècle au Japon, de grès à décors peints sous couverte, qui ont ouvert la voie aux décors peints sur porcelaine dans l'archipel. Par ailleurs, les emprunts japonais dans le domaine de la céramique s'étendent à d'autres procédés, comme l'usage de certains fours, et la Corée exporta des commandes japonaises précises depuis le port de Pusan et ses fours.
À cette époque, en Corée, la porcelaine est essentiellement produite dans des fours installés à proximité de Séoul, signe que la porcelaine de qualité est destinée à la noblesse mais de plus petits fours locaux fabriquent les pièces pour l'usage quotidien. Les œuvres les plus raffinées ne présentent aucun décor et se caractérisent donc par la pureté de leur forme et par la blancheur de leur couverte. Pourtant, de nombreuses techniques décoratives sont connues faisant intervenir des pigments minéraux sous la couverte.
Le cobalt sert à produire, dans des manufactures royales uniquement, des blanc-bleu à l'imitation des modèles chinois des Yuan. Les pièces les plus anciennes présentent des motifs de bambou, d'oiseaux ou de branche de prunier. Les formes les plus courantes sont les jarres, les plats de services et les goutte-à-goutte. Très importante aux XVe et XVIe siècles, la production va diminuer au XVIIe siècle avant de jouir d'un nouvel engouement au XVIIIe et XIXe siècles.
L'oxyde de fer est employé depuis le XVIIe siècle pour décorer des objets d'usage courant, comme des jarres, des bols et des bouteilles. D'abord figuratifs, les décors vont tendre vers la stylisation. Les pièces décorées à l'oxyde de cuivre connaissent une évolution similaire : de dépôts rituels dans les tombes, elles deviennent bien de consommation courante pour le peuple aux XVIIIe et XIXe siècles. Les décors sont appliqués de manière dynamique, à grands traits de pinceaux, ce qui leur confère un certain charme.

## Sculpture bouddhique
Les premières sculptures bouddhiques en Corée sont des statuettes. La pratique des petits bronzes pour la dévotion privée est attestée en Chine au IVe siècle. Le plus ancien de ces bronzes est celui du Musée national de Corée, provenant de Koguryo et daté 539. Il se distingue des modèles en usage dans le nord-ouest de la Chine. Le Bouddha se détache sur une mandorle couverte de flammes symbolisées par des spirales de feu. Sa robe aux longs plis tuyautés s'évase, suivant un modèle caractéristique des Wei du Nord après 494, lorsque la nouvelle capitale est déplacée à Luoyang.
La statue de Maitreya en méditation, bronze doré du Musée national de Corée, et qui daterait de la fin du VIe siècle ou du début du VIIe siècle, permet d'évoquer un autre aspect de la circulation des modèles dans le monde du bouddhisme. Ce type trouve, en effet, une "origine" dans la Chine des Qi du Nord, vers 560 Ce type de Maitreya en méditation a été repris dans l'archipel, au cours de la période Asuka, au moment de l'introduction du bouddhisme dans une belle sculpture en bois, initialement laquée, et conservée au Kōryū-ji. Cet aperçu permet de souligner la très grande proximité de ces trois cultures au début du VIIe siècle.
L'unification de la Corée par Silla ouvre sur l'un des très grands moments de l'histoire de la culture coréenne. L'État soutint le bouddhisme coréen qui devint florissant, voire envahissant, au point que le roi Aejang, en 806, dut interdire la construction de nouveaux monastères. De nombreux temples furent construits, dont les plus fameux sont ceux de Hwangnyongsa (dont il ne reste quasiment plus rien), ainsi que Bulguksa et Seokguram, soigneusement restaurés et mis en valeur. La statue monumentale de Bouddha est massive mais admirablement proportionnée. Le visage plein, les yeux mi-clos sous de grands sourcils arqués, ne reprend aucun modèle antérieur connu. Il semble une création proprement coréenne de Silla. Il mesure 3,5 m de haut et est assis sur un socle en forme de lotus mesurant 1,34 m de haut. La robe adhérant au corps est traitée avec un grand naturalisme. Un cercle de pétales de lotus, gravé sur le mur, dans son dos, à hauteur de sa tête accentue le rayonnement spirituel de ce monument immuable.

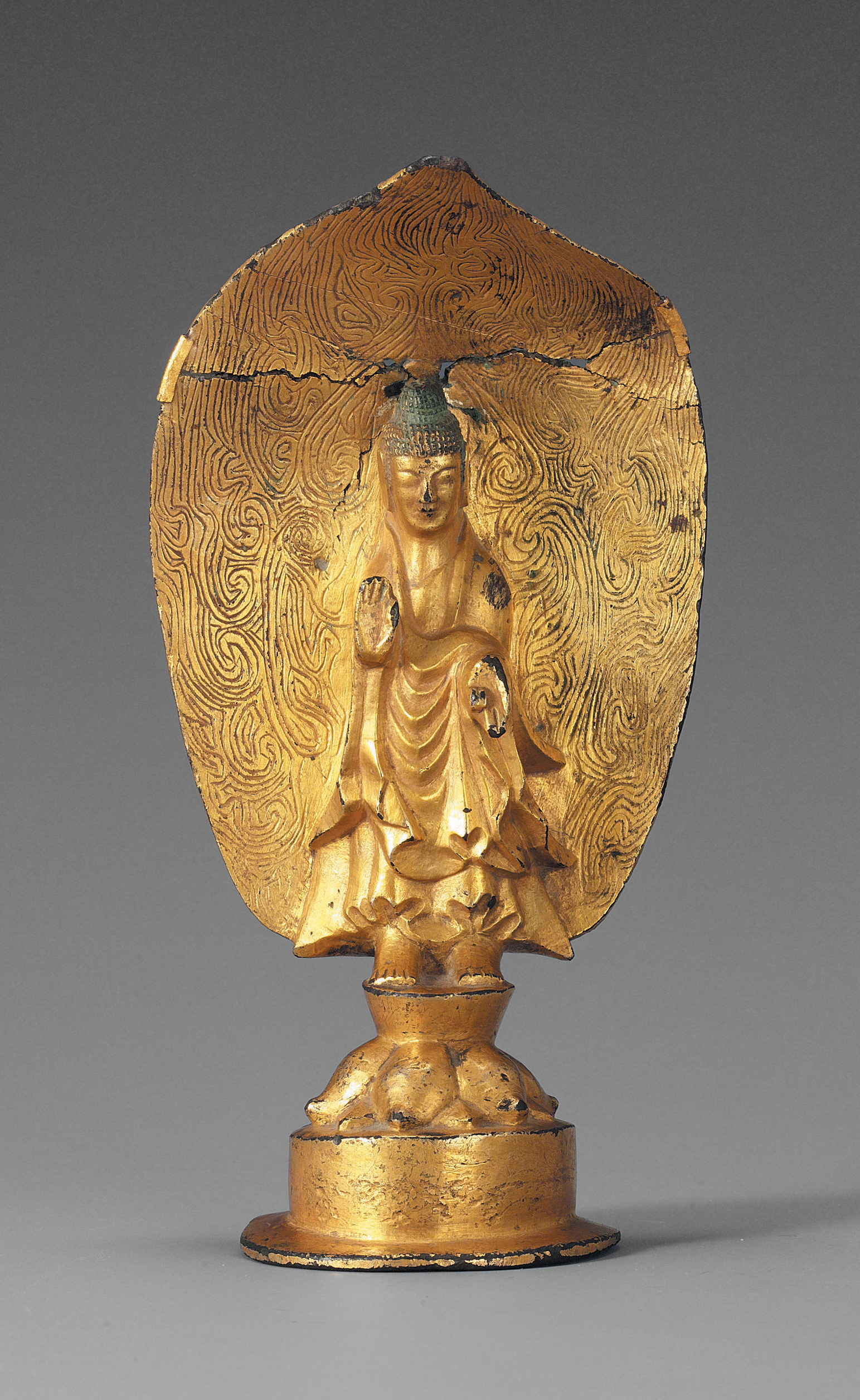
Yŏn'ga Bouddha[55] Bronze doré, H. 16,3 cm. Daté 539. Koguryo. Musée national de Corée
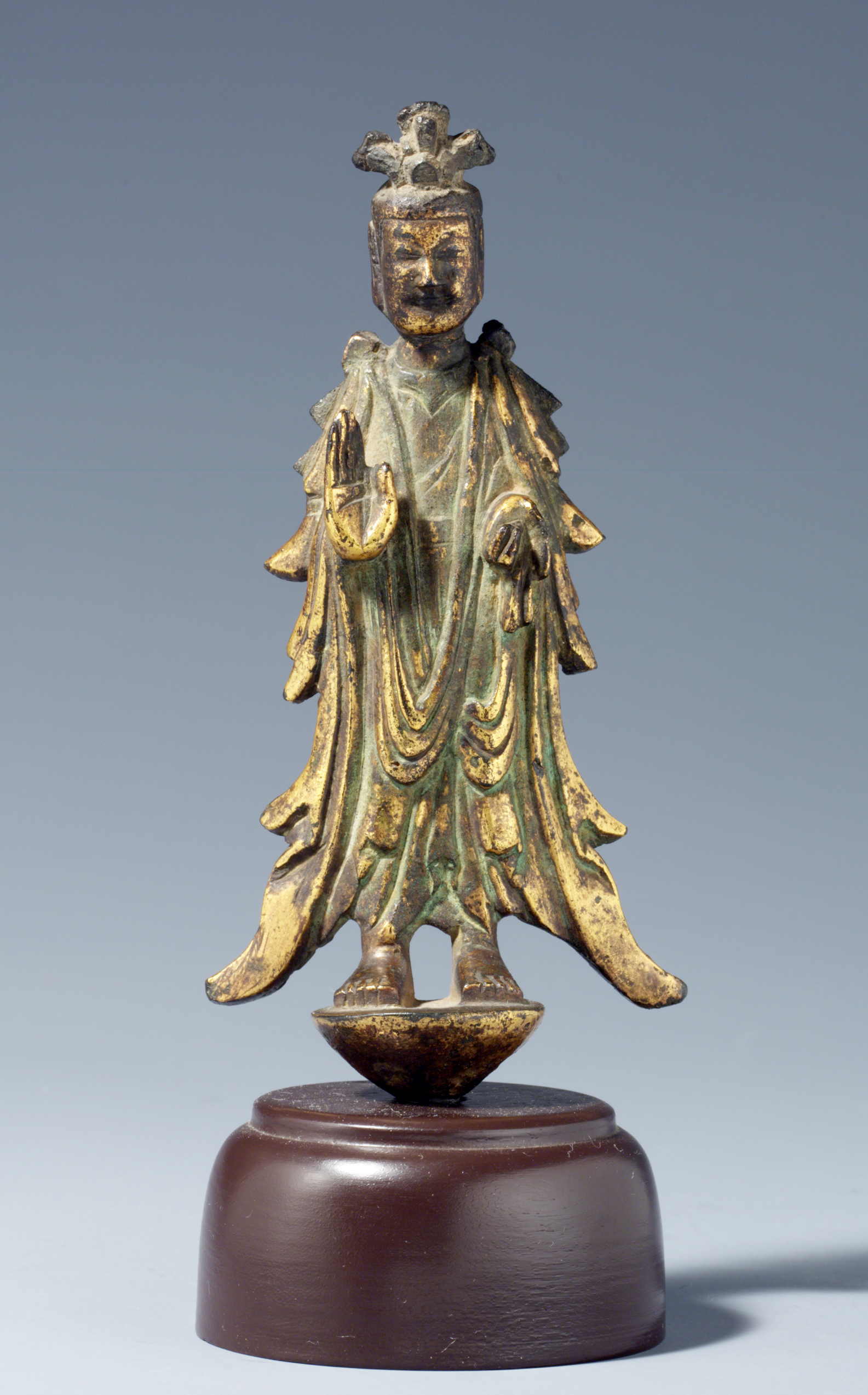
Bodhisattva debout. Bronze doré, H. 15,1 cm. Époque des Trois Royaumes, deuxième moitié du 6e siècle[56]. Musée national de Corée
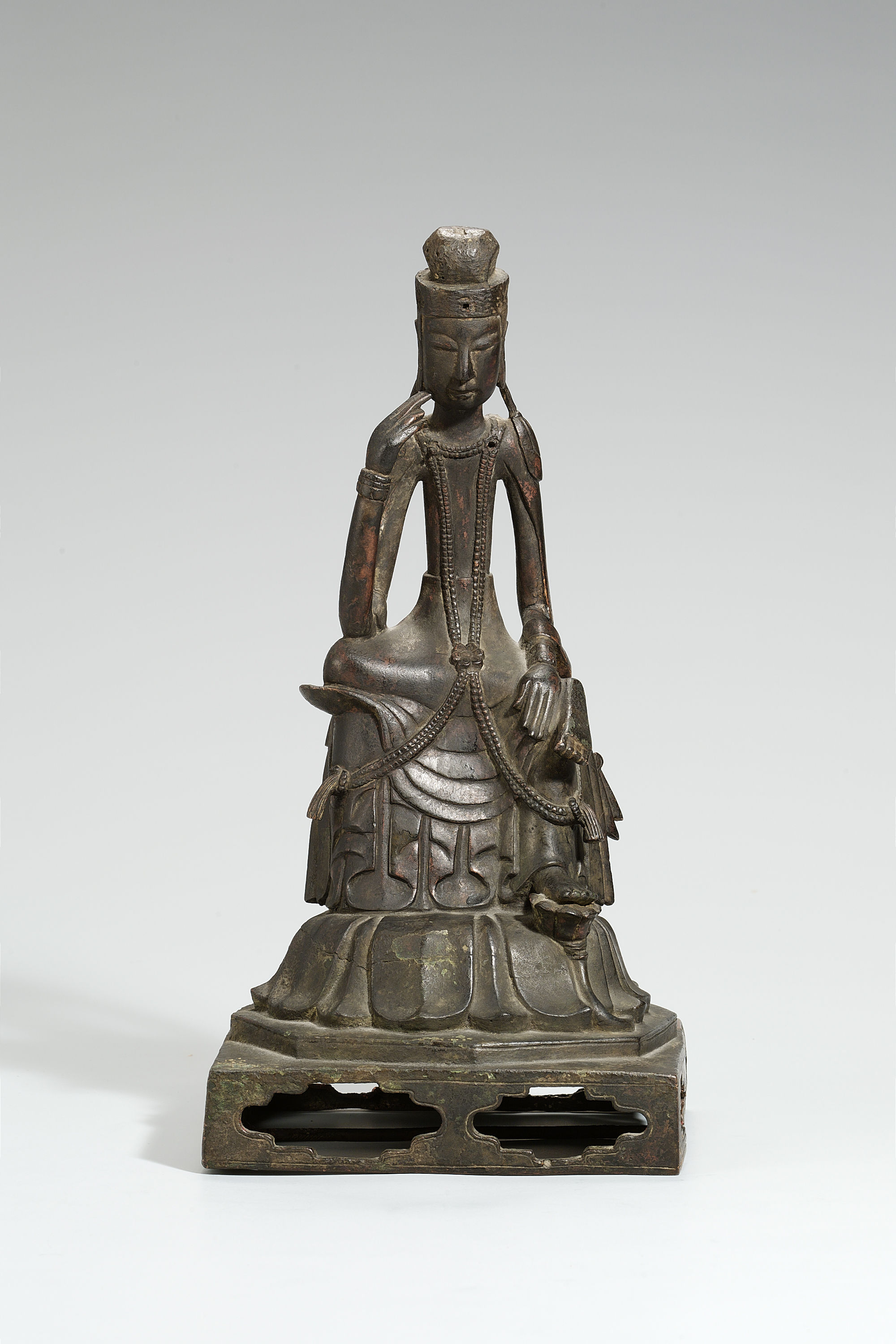
Bodhisattva Maitreya pensif. Bronze doré, H. 28,6 cm. Musée national de Corée
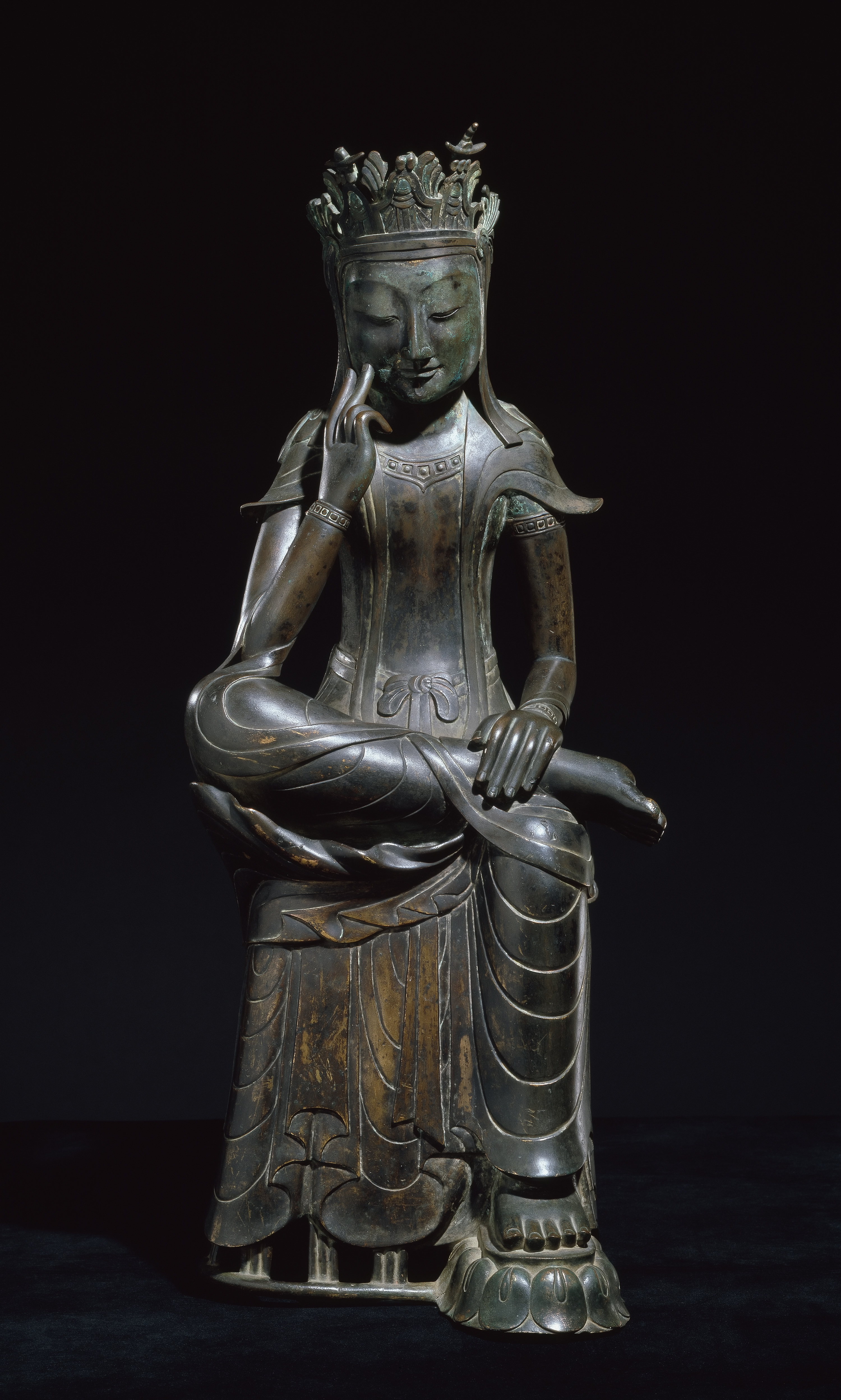
Statue en bronze doré de Maitreya méditant. Bodhisattva Maitreya assis, une jambe repliée. Trois Royaumes (Silla ?), fin VIe. Bronze doré, H. 83,2 cm. Musée national de Corée
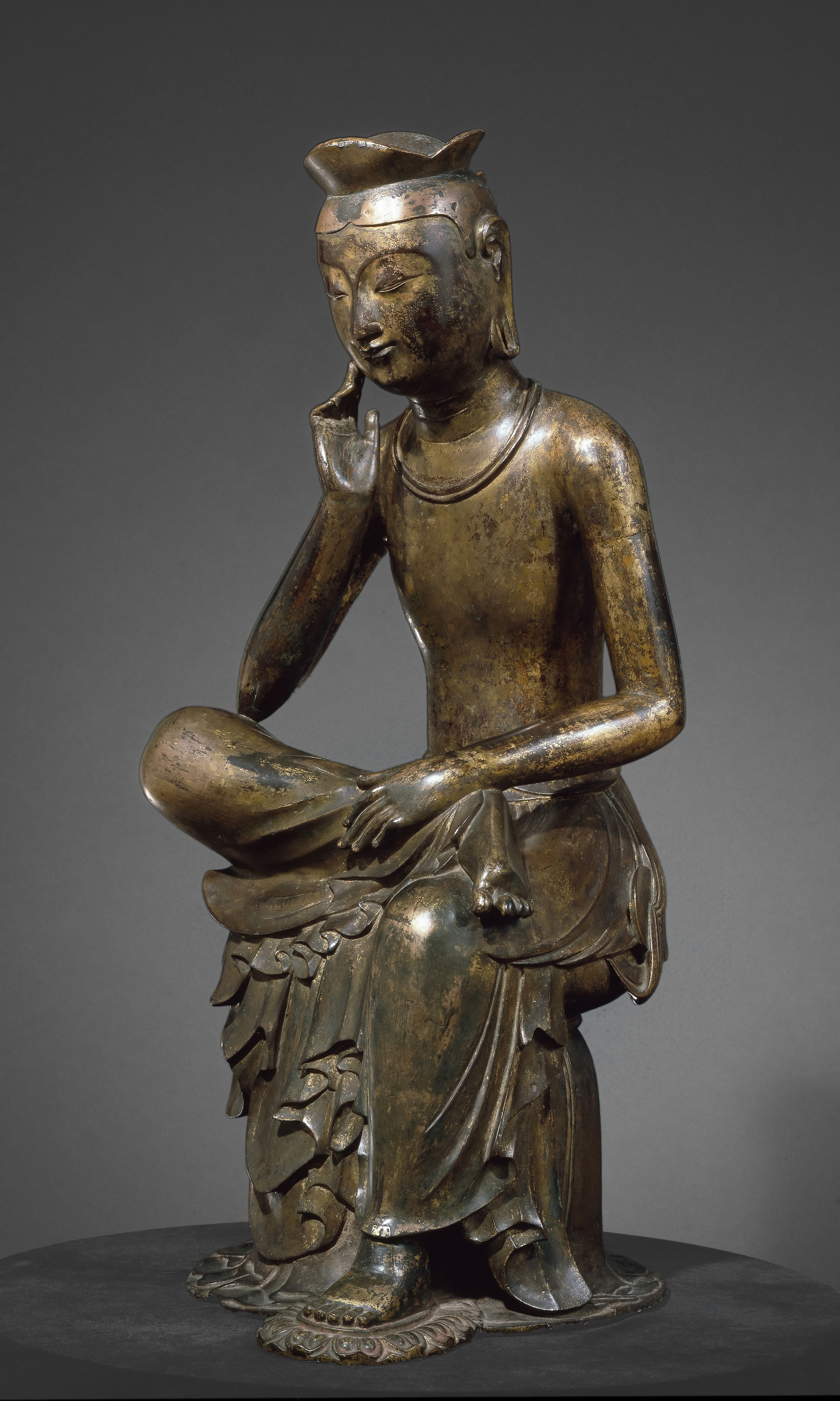
Maitreya en méditation. Bronze doré. 93.5 cm. Corée, fin VIe-début VIIe, probablement Silla en cours d'unification[57] Musée national de Corée
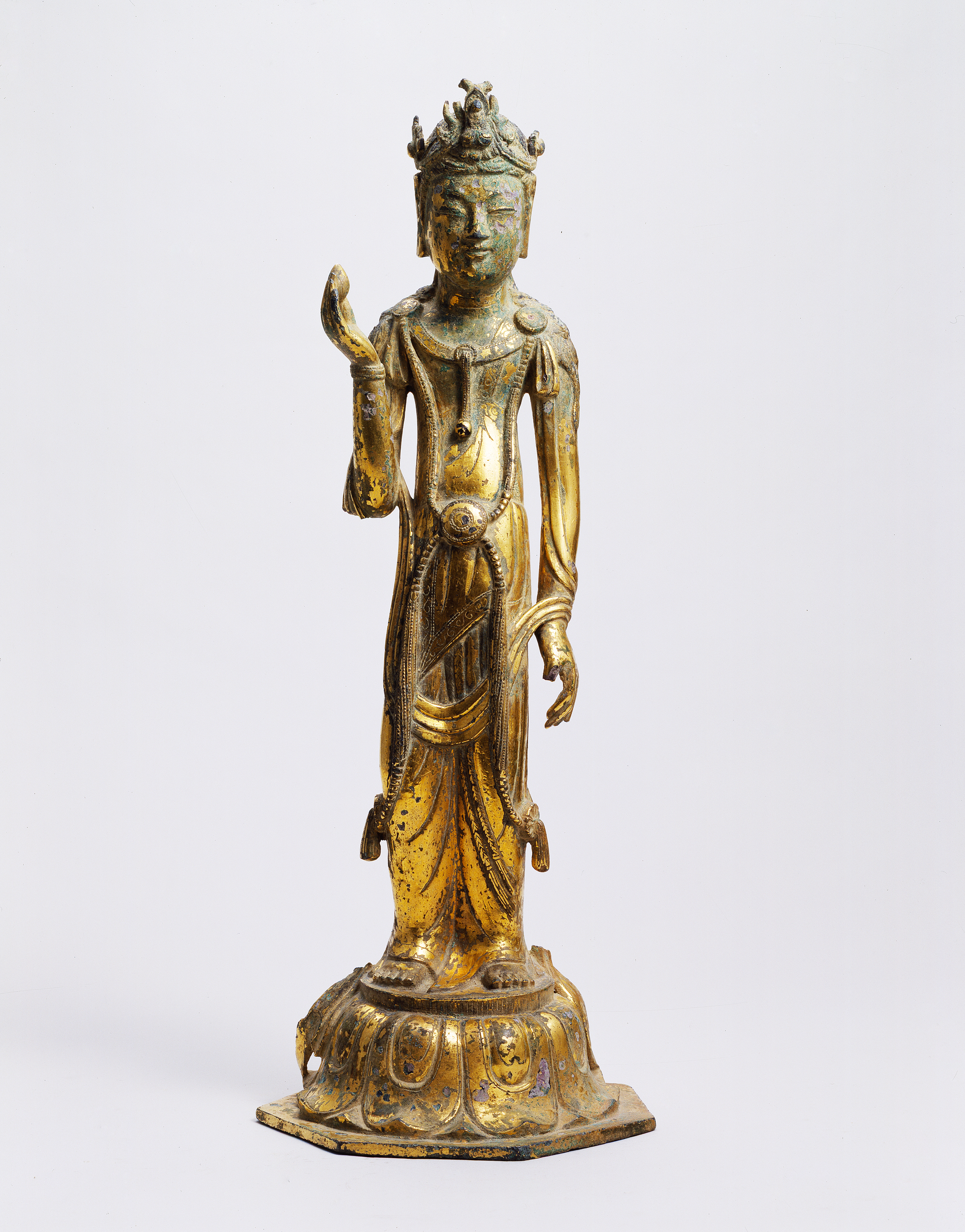
Le Bodhisattva Avalokiteśvara. Bronze doré, H. 32 cm. Première moitié du VIIe siècle. Musée national de Corée
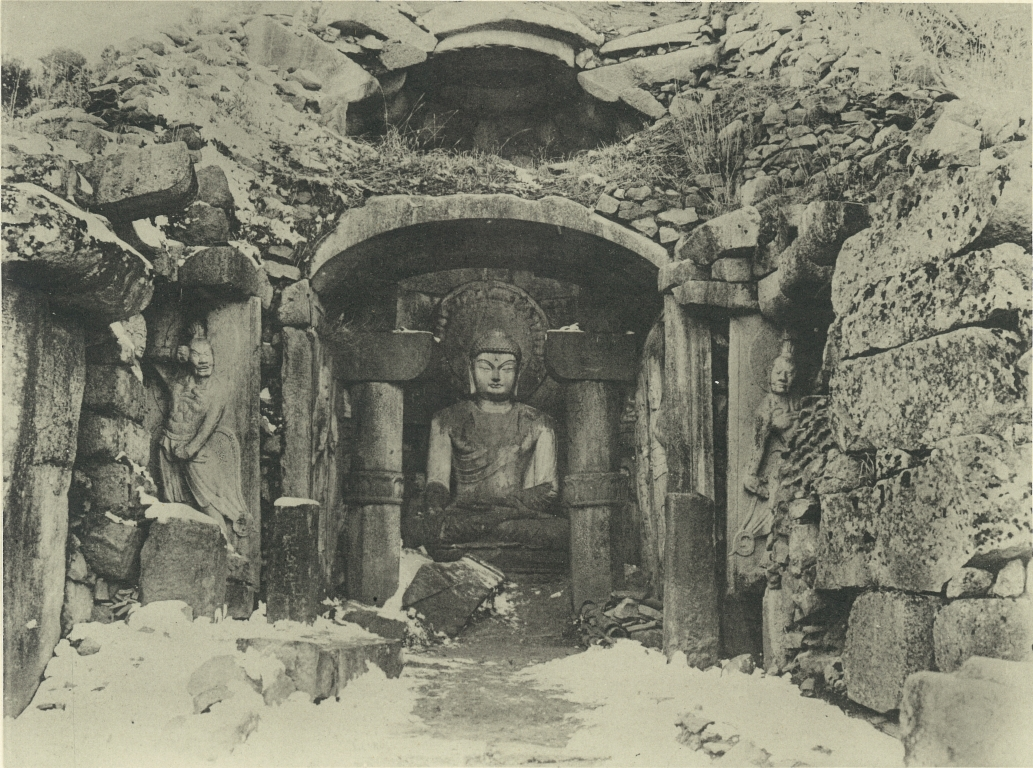
Seokguram avant 1938. Les gardiens de l'entrée, à d. et g, vers 751
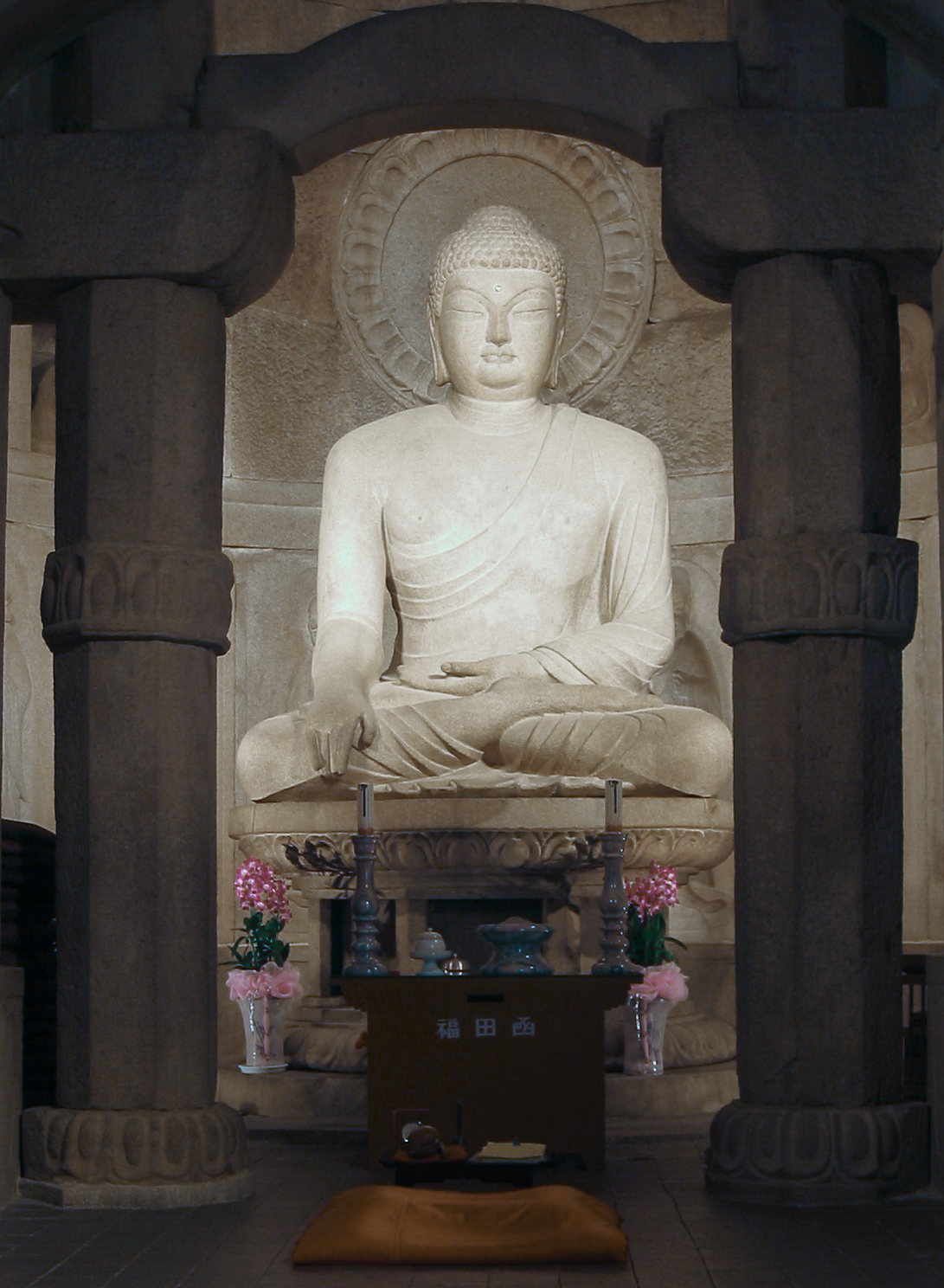
Buddha. Sanctuaire rupestre de Seokguram depuis le vestibule. v. 751. Granit, H. 3,60 m

## Laque
Il est probable que la Corée commence à laquer certains objets, en bois, en terre cuite, sous l'influence chinoise mais le moment précis est toujours sujet à débat car les conditions de préservation sont moins bonnes sur la péninsule et les témoignages archéologiques sont donc rares. Les plus anciennes pièces conservée (en 1998) remontent au Ve siècle, dans le royaume de Silla. Les techniques employées semblent être de même nature que celles employées dans la Chine des Han.

### Goryeo(918-1392)
Il faut cependant attendre pa période Goryeo pour voir la production de laque se développer, en parallèle avec la céramique. Les boîtes et éléments de mobilier réalisés en laque (il n'en existe plus que 14) sont, en général, réservés à la dévotion bouddhiste, comme les boîtes à sutra. La conception de ces incrustations, ainsi que les motifs et les compositions se développent en parallèle à la technique d'incrustation utilisée par les potiers sur les céladons, avec des compositions similaires. Les incrustations sont de nacre iridescente d'ormeau, et de minces lamelles d'or, d'argent. Comme sur les céladons on rencontre un décor tapissant de fleurs de chrysanthèmes, avec, ici, des fils d'argent et de cuivre. Ces boîtes laquées présentent des similitudes avec des laques d'époque Yuan. Datées des XIIIe et XIVe siècles, ces pièces ont connu un grand succès en Corée mais aussi en Chine et au Japon. Des boîtes à cosmétiques pour les dames de l'aristocratie présentent aussi des effets similaires aux incrustation des céladons. La nacre n'est, alors, pas iridescente et on a utilisé l'écaille de tortue, posée sur un fond de couleur rouge et jaune. L'unique boîte qui présente un décor de paysage, saules, canards et eaux courantes, au Musée national de Corée, en nacre blanche est enrichie de quelques rehauts d'or, comme sur certains céladons du XIIIe siècle.

### Joseon(1392-1910)
Les laques antérieures au XVIe siècle sont extrêmement rares. Les productions de la période Joseon, après le XVIe siècle, sont considérées comme moins raffinées mais plus expressives, utilisant de plus gros morceaux de coquillage. À partir du XVIIe siècle, les fragments de nacre ne sont plus insérés dans la couche de laque mais bien directement collés sur la base de bois[réf. souhaitée].
Même si elles utilisent des techniques proches, des couleurs identiques (noir et rouge surtout) et des motifs similaires, les laques coréennes de cette époque se distinguent des laques chinoises et japonaises par la sobriété de leur composition et de leurs formes. Ce sont habituellement des boites utilisées par l'aristocratie. Les compositions du début de la période poursuivent un décor en motifs répétés, mais plus aéré, aux éléments plus amples qu'auparavant. Après la reconstruction du XVIIe siècle, ils s'organisent souvent en grands effets de symétrie, ou autour d'une grande forme centrée dans une composition claire où le fond joue à plein.

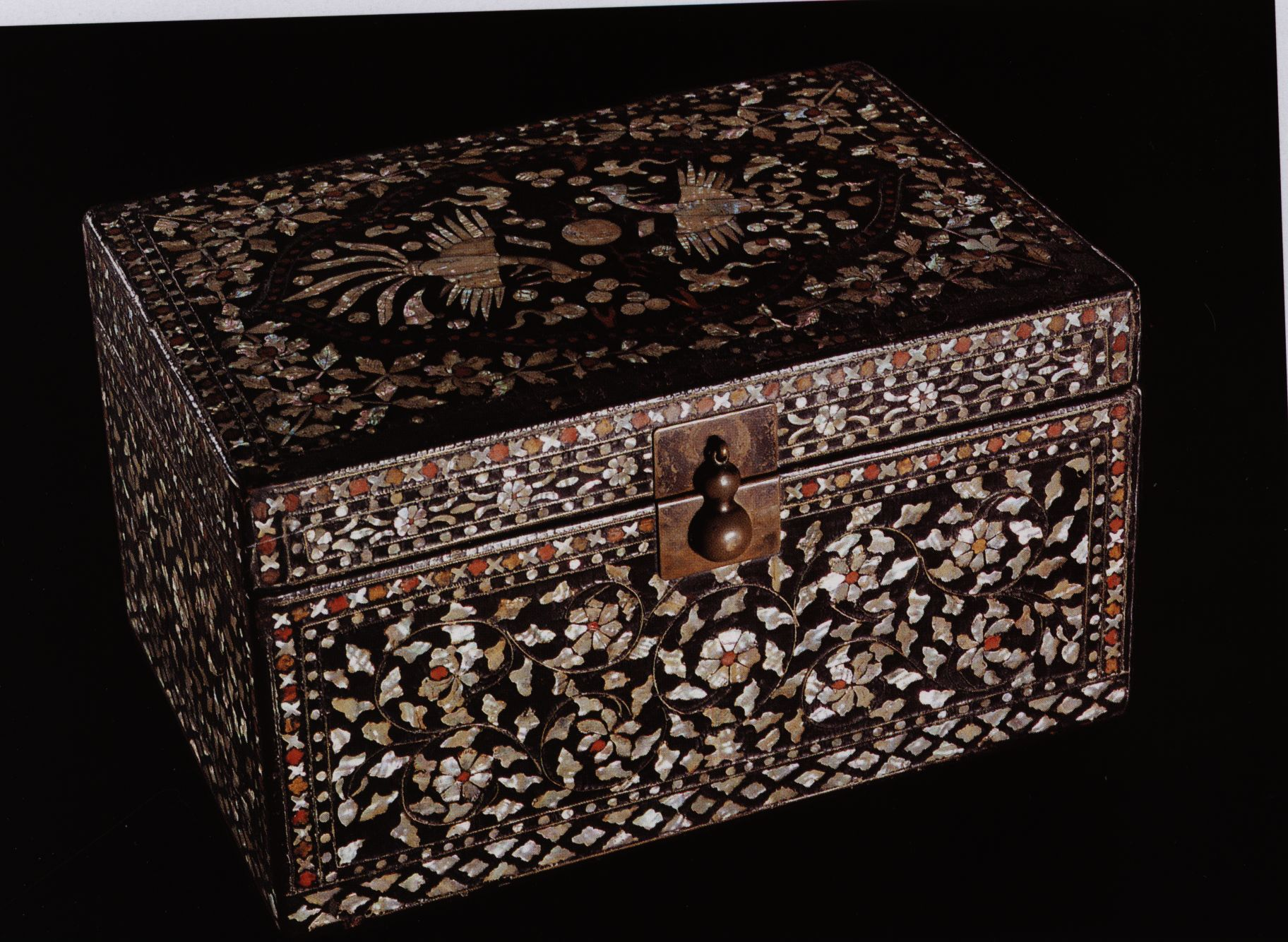
Boite décorative pour mariage. Bois, laque noire et incrustations de nacre, décor de rinceaux végétaux. 15 × 18 × 28 cm, période Joseon, début XVe siècle
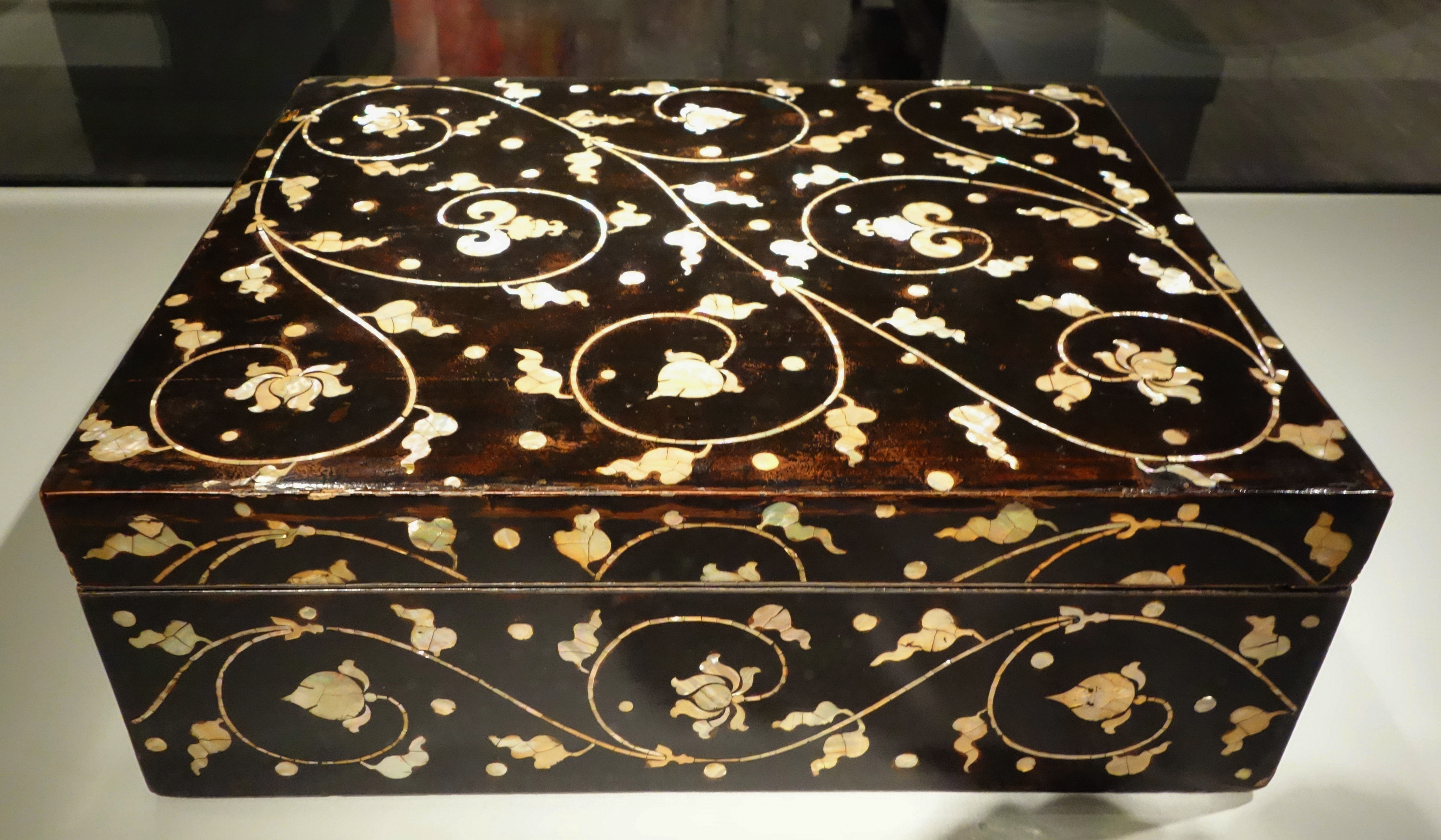
Boîte, laque, incrustations de nacre blanche. 1550-1650. Musée d'Art asiatique de San Francisco
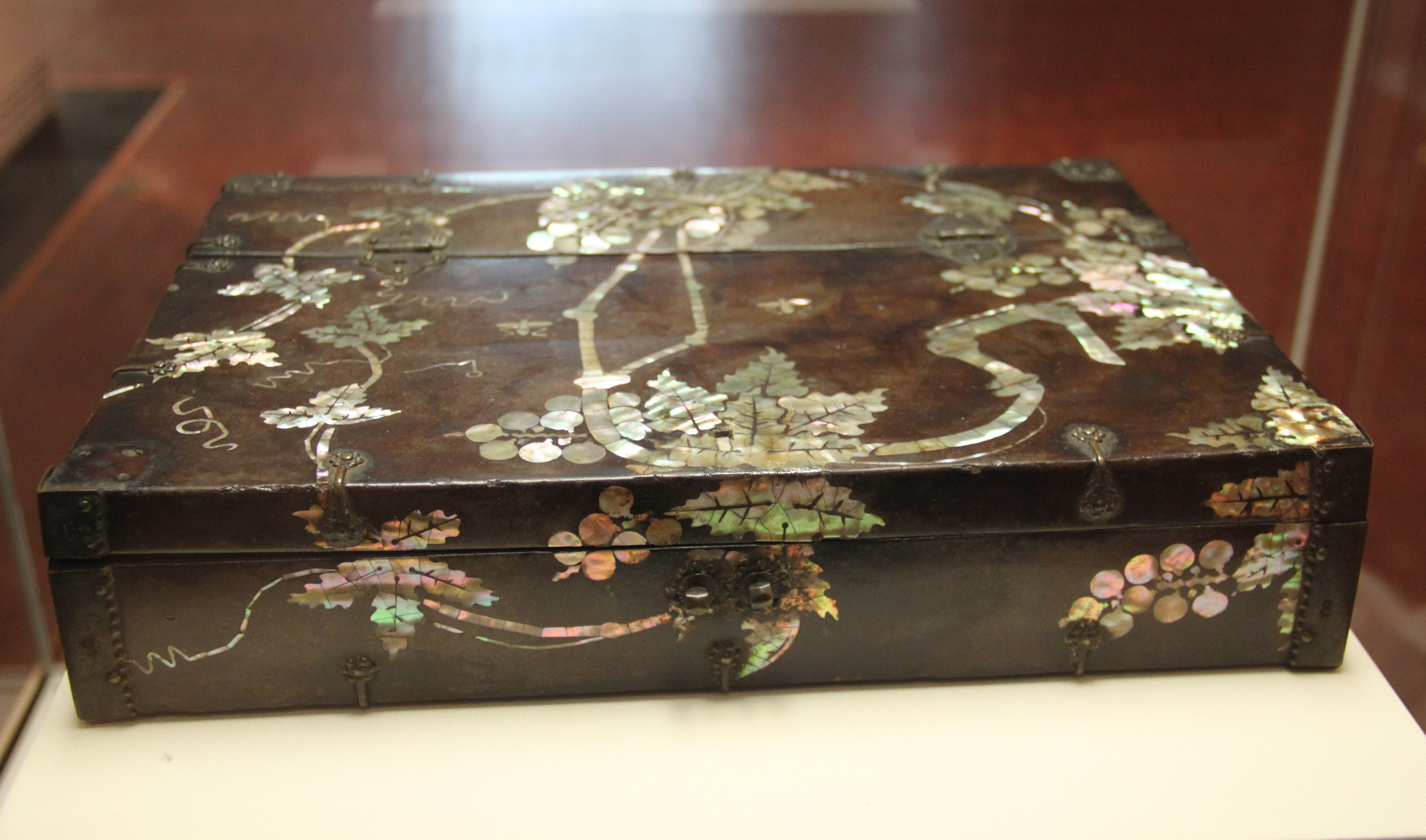
Boite à documents laquée et incrustée de nacre. Période Joseon, XVIIIe siècle. H. 7,6 cm. Musée national de Corée.
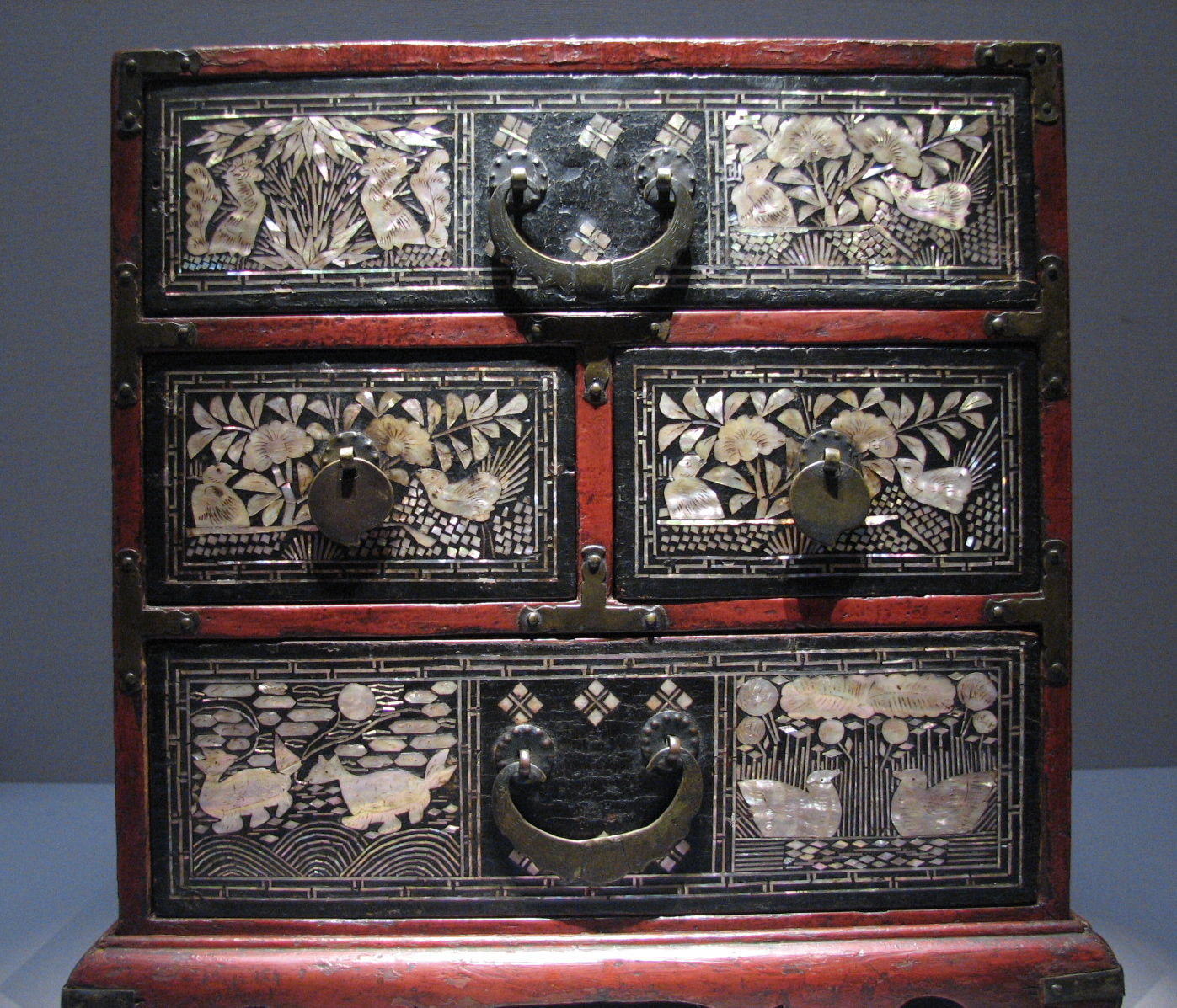
Petit dressoir à tiroirs. Bois, laque rouge et noire, incrustations de nacre. Musée national de Corée

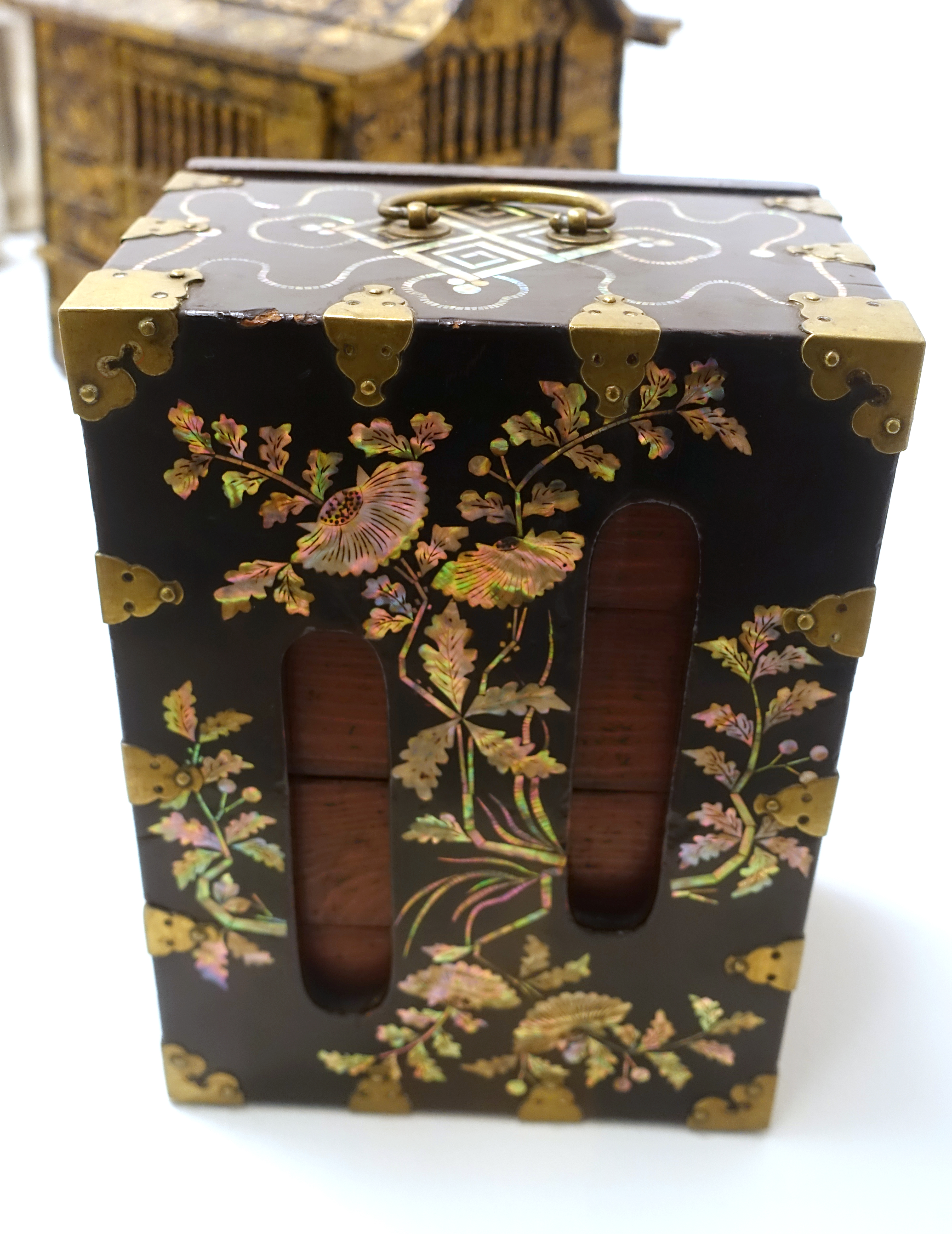
Boîte. Bois laqué, nacre, laiton. v. 1900. Linden-Museum - Stuttgart

## Peinture ancienne et classique
Rares sont les peintures qui ont survécu et qui sont antérieures à la période Joseon. Par contre cette dernière, par le foisonnement de ses pratiques, laisse supposer tout ce qui a été perdu du fait des guerres. Les grands musées de Corée, dont le Musée national de Corée, le Leeum, Samsung Museum of Art ou le Musée d'Art Ho-Am en rassemblent un très grand nombre, parmi lesquels des Trésors nationaux.

### Koguryo (v. 370-668)
Les tombes conservées sur le territoire de l'ancien royaume de Koguryo (seconde moitié du IVe siècle - 668) s'élèvent à environ 15 000, dont une centaine avec peintures murales. Elles sont pour une grande partie concentrées à Pyongyang, mais certaines se trouvent, actuellement en territoire chinois. Leur étude est donc une nécessité pour la culture coréenne ; la Chine se comporte, en effet comme si les anciens royaumes coréens de Koguryo et Parhae n'avaient été que des provinces de l'Empire du Milieu.
Dans cette période la tombe d' Anak (no 3), serait la plus ancienne, datée 357, mais l'authenticité de cette inscription à l'encre est en question. La communauté scientifique y voit le portrait du roi Kogugwon, mort au combat en 371. En dehors de cette représentation, selon les codes de la peinture de la dynastie Han, entouré de ses lieutenants et de sa femme, la plus célèbre peinture est celle des scènes de chasses de la Tombe des Danseurs, où des cavaliers Parthes sont saisis en pleine action. Les tombes du royaume de Koguryo voient des références complexes se combiner, de manière plus ou moins dense sur la totalité des murs et des plafonds. Les motifs des divinités protectrices des points cardinaux, motifs récurrents, donnent l'occasion de se jouer de ces combinaisons, mais aussi de figures hybrides et de la construction de jeux de courbes entrelacées à plaisir.

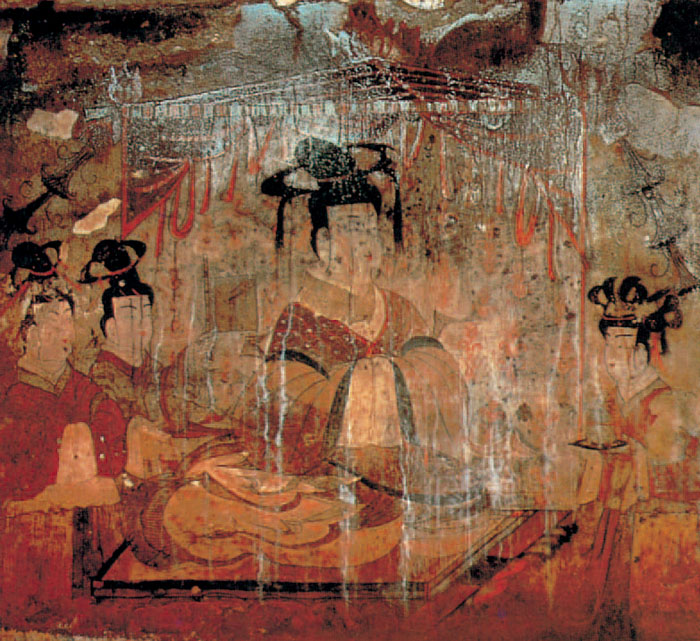
Peinture murale. La femme du roi et ses suivantes. Hwanghae du Sud, Corée du Nord
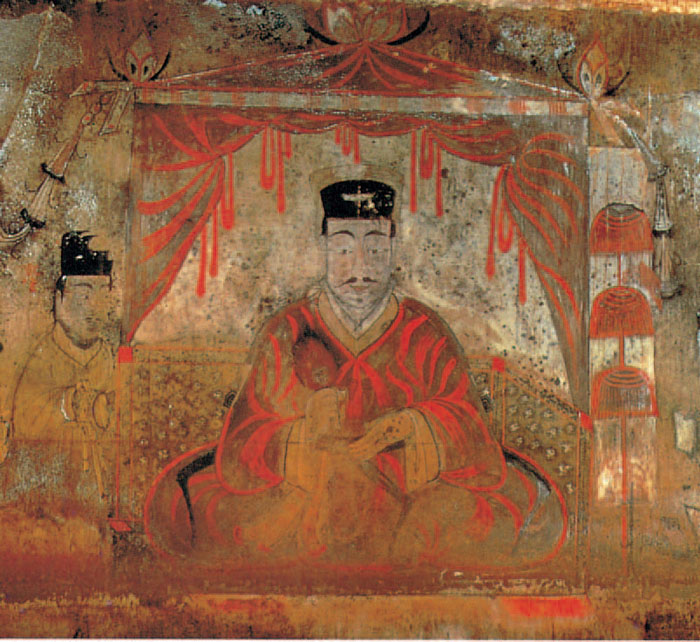
Un roi de Koguryo. Tombe d'Anak numéro 3, Hwanghae[72]. Probablement 371.
Peinture murale, scène de chasse. Tombe de Muyong, Koguryo. Ve siècle. Ji'an (Jilin), Chine
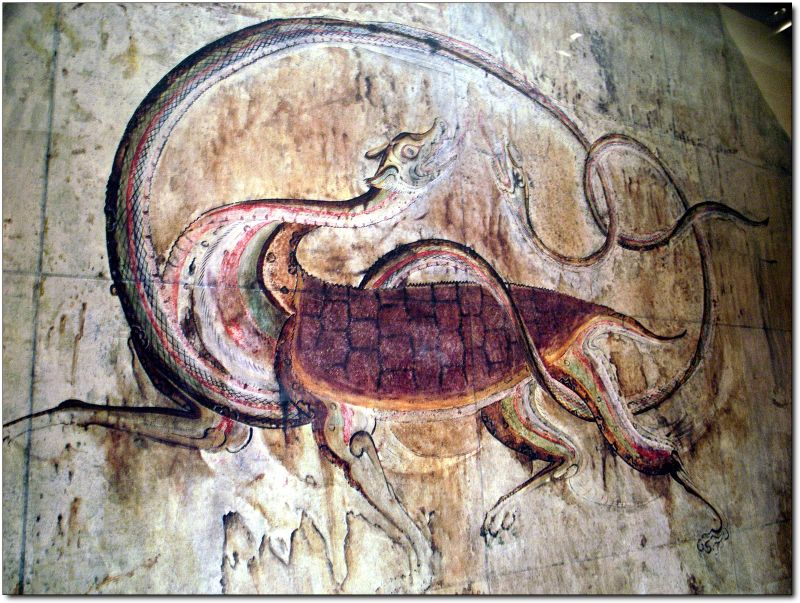
Tortue noire du Nord / Guerrier Noir[73]. Peinture murale, copie. Trois tombes de Kangso, ici Gangseo Daemyo[74]. Corée du Nord

La peinture et la calligraphie du royaume de Silla (57 AEC-935) ont totalement disparu.

### Goryeo (918-1392)

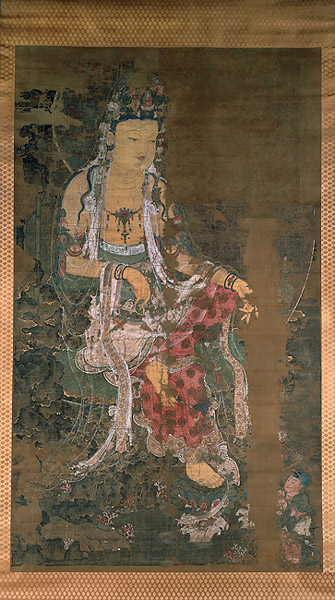
Bodhisattva Avalokiteśvara. Rouleau vertical, encre et couleurs sur soie. Goryeo, 1310. Temple de Kagami Jinjya, Japon
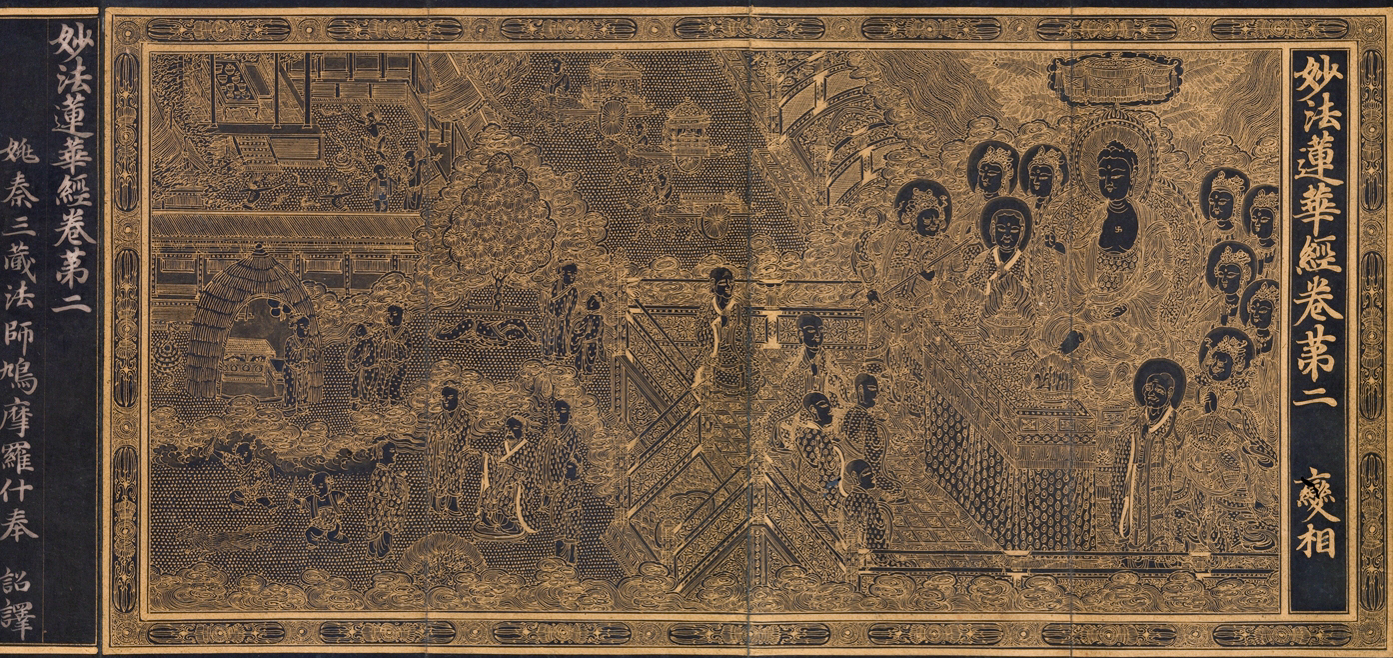
Sūtra du Lotus. Manuscrit, v. 1340, livre pliant, or et argent sur papier de mûrier teint à l'indigo. H. 11,4 cm. Met. USA
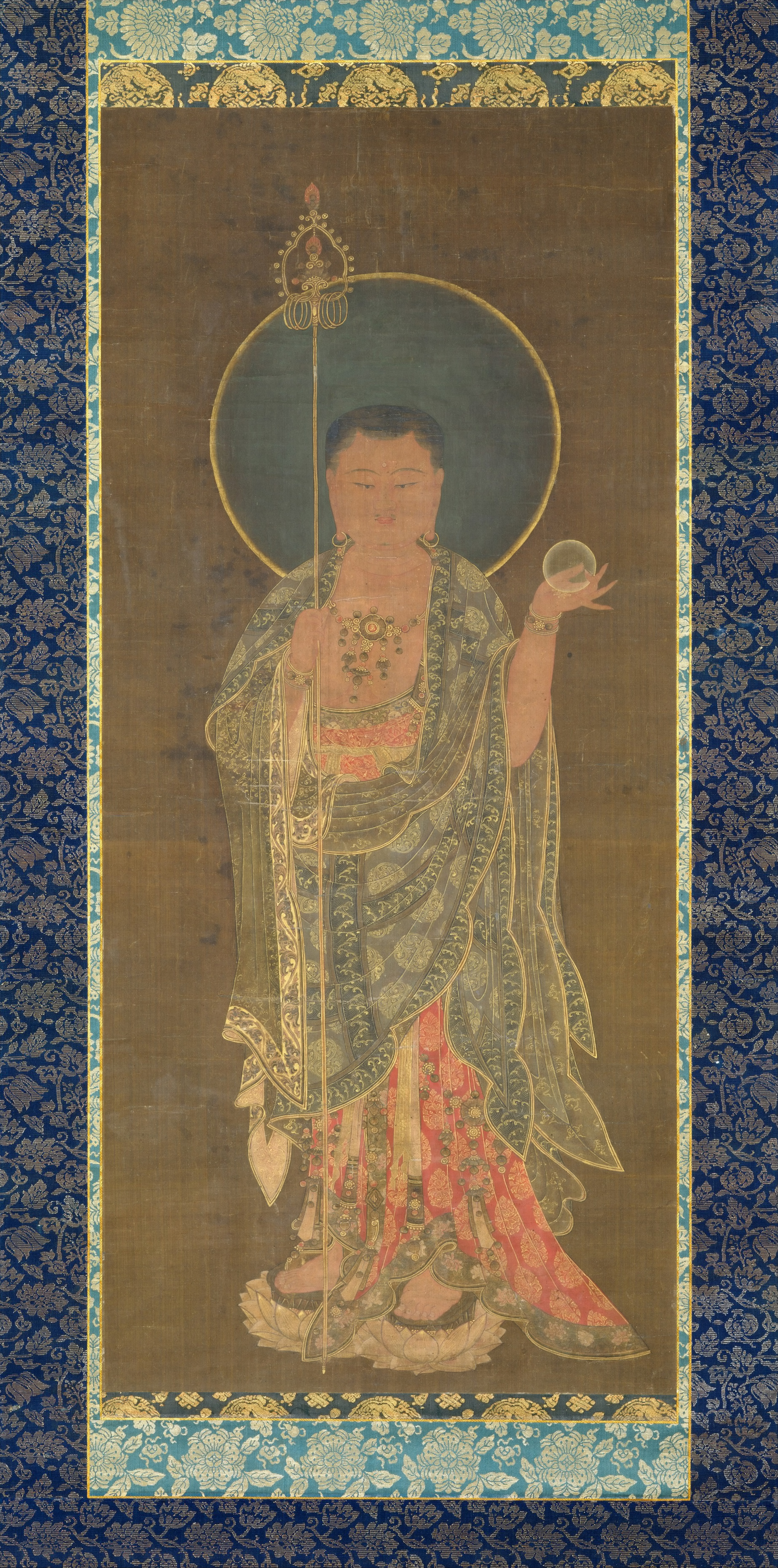
Kshitigarbha (Chijang). Rouleau vertical, encre et couleurs sur soie. H. 84,5 cm. Goryeo, première moitié du XIVe siècle. Met. USA

Les premiers temps de cette dynastie Goryeo sont marqués par une période de prospérité. Le bouddhisme y a une place prépondérante, voire omniprésente. La redécouverte des peintures bouddhistes coréennes s'est effectuée au cours des vingt dernières années du XXe siècle au Japon . Elles étaient autrefois considérées comme des peintures chinoises. Les rouleaux verticaux, peints en effet selon les traditions constituées en Chine, représentent le plus souvent Amitābha - en raison de la grande popularité du Bouddhisme de la Terre pure en Corée à cette époque - et des bodhisattvas Avalokiteśvara et Kshitigarbha.
De la peinture profane, dite de cours, rehaussée de couleurs, il ne reste quasiment plus rien. La peinture de lettrés chinoise, dite de l'École du Nord - celle des peintres du Xe siècle tels que Li Cheng et Guo Xi - a eu un impact certain sur la peinture des lettrés coréens. La peinture chinoise de l'École du Sud aurait été connue, elle aussi. Mais il ne reste presque aucune trace de cette ancienne peinture coréenne, les envahisseurs mongols d'abord, et japonais un siècle après, ayant tout détruit par des guerres d'une extrême violence, en raison de la résistance coréenne. Ils ont pratiqué la politique de la terre brûlée, les mongols plus particulièrement entre 1254 et 1258, puis les japonais au cours de la guerre d'Imjin (Guerre d'Ōnin), entre 1592 et 1598. Les destructions furent quasiment totales et le pays ruiné.

### Joseon (1392-1910): illustrations

Dynastie Joseon, jusqu'à la fin du XVIIe siècle
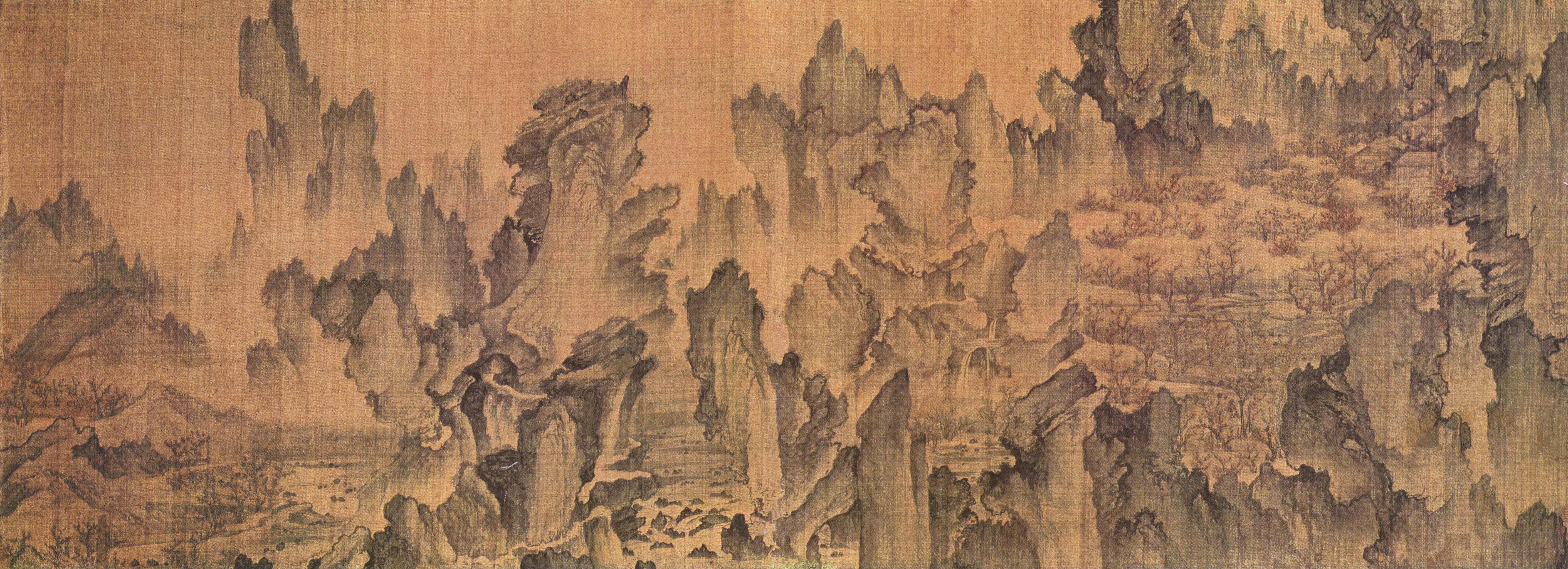
Voyage de rêve au pays de la fleur de pêcher. An Gyeon (? -?). Encre et couleurs sur soie, L.106,5 cm. 1447. Bibliothèque centrale de Tenri, Nara, Japon.
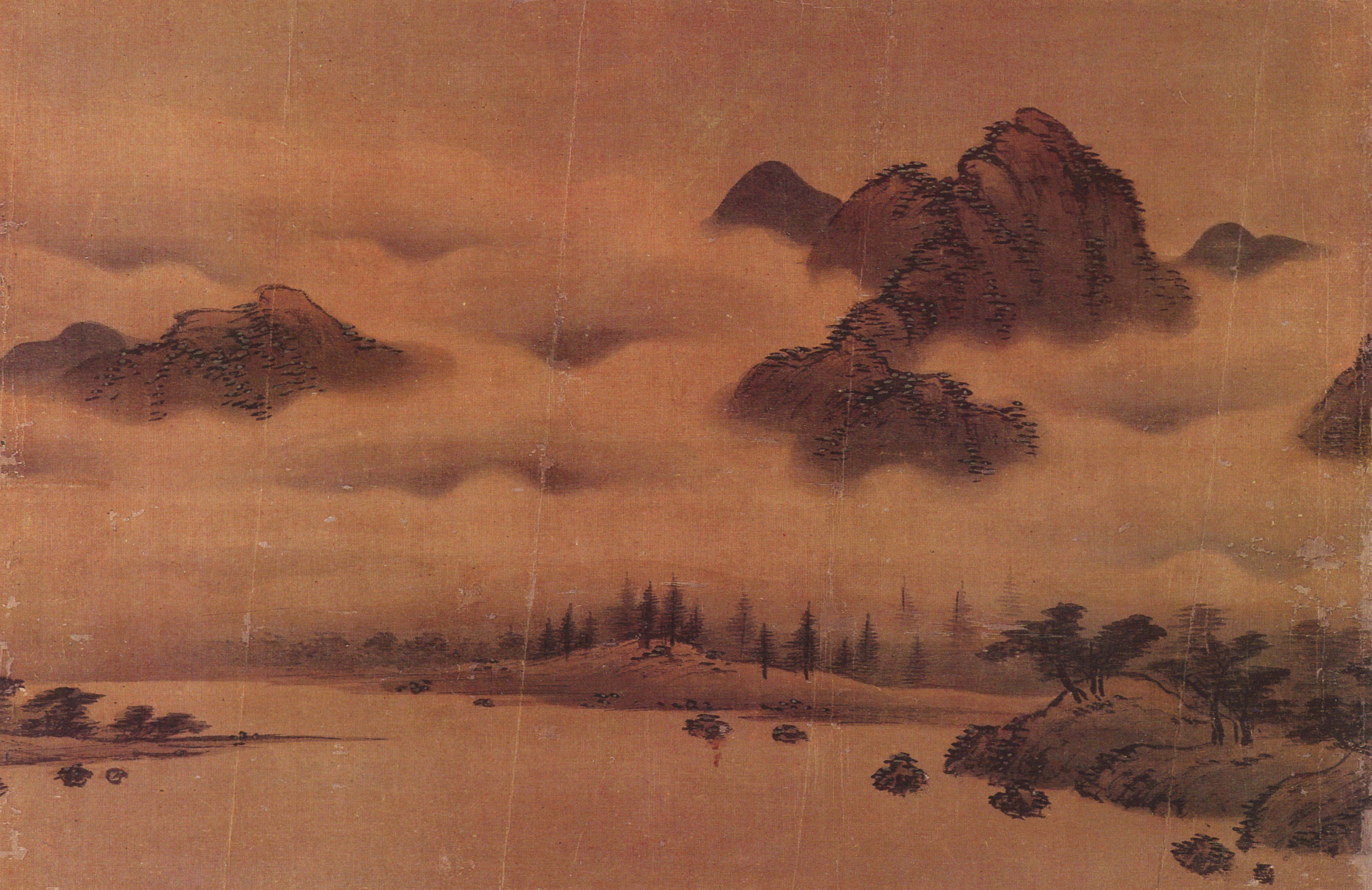
Seo Mun-bo[79]. Paysage. Encre sur soie, fin XVe siècle. Yamatobunkakan, Nara, Japon.
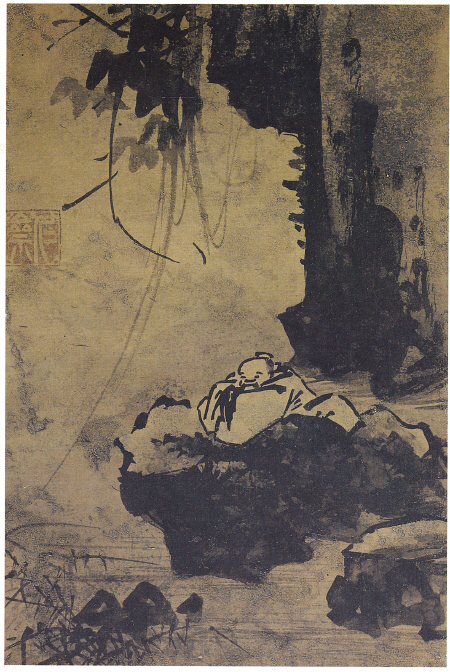
Lettré contemplant la rivière depuis un point élevé. Gang Hui-an, 1419-1467. Feuille d'album, H. 23,5 cm. Musée national de Corée.
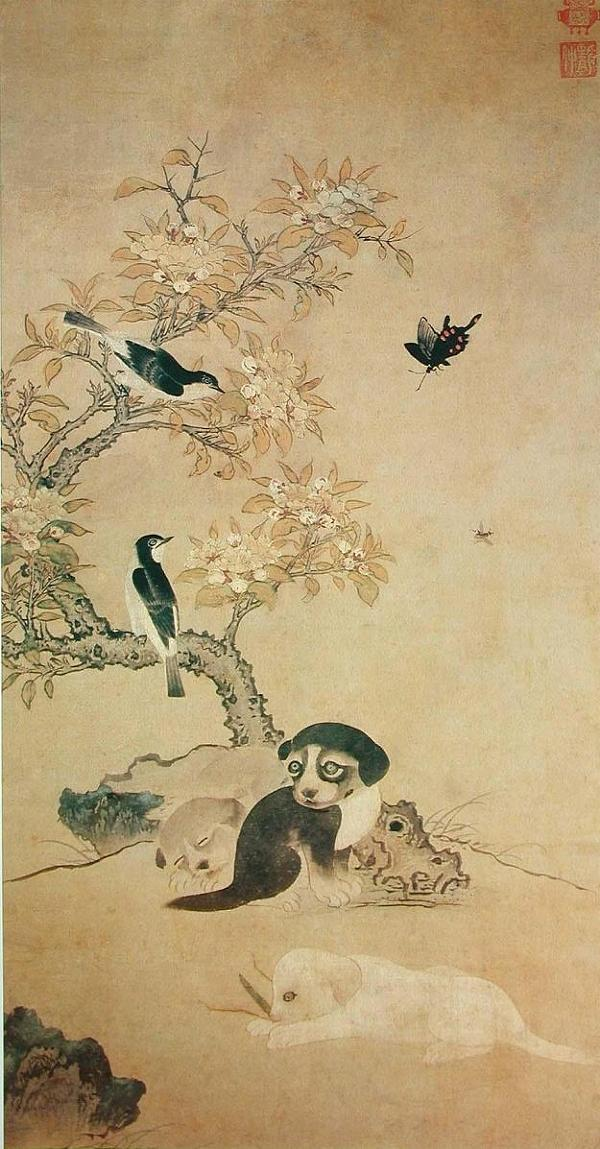
Yi Am. Petits chiots, fleurs et oiseaux. 1500-1550. Encre et couleur légère, papier H. 86 cm. Musée d'Art Ho-Am.

- Dynastie Joseon, XVIIIe et XIXe siècles

Dynastie Joseon,
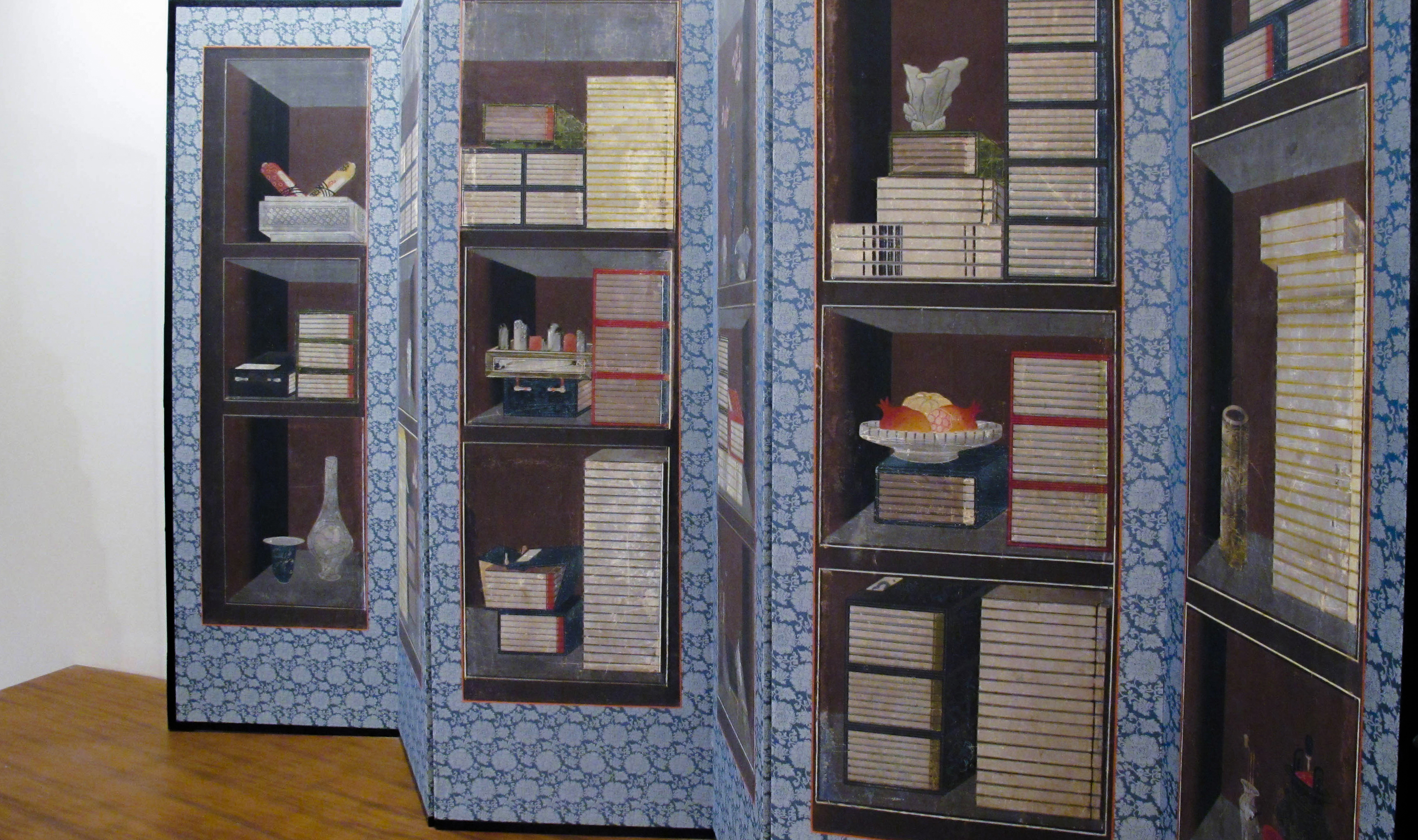
Bibliothèque. Paravent à 6 panneaux destiné à une chambre d'enfant ou à un bureau. Couleurs sur papier. H. 172 x L. 312 cm. Début XVIIIe. Musée Guimet
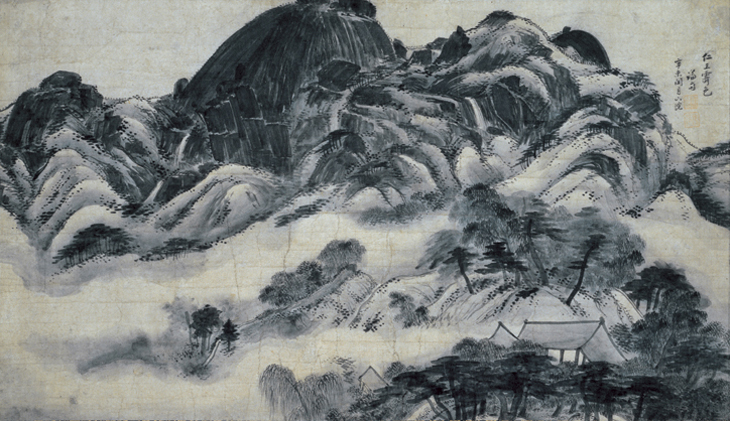
Le mont Inwang après la pluie. Jeong Seon, 1676-1759. Encre sur papier coréen, 1751. L. 138.2 cm. Musée d'Art Ho-Am[80].
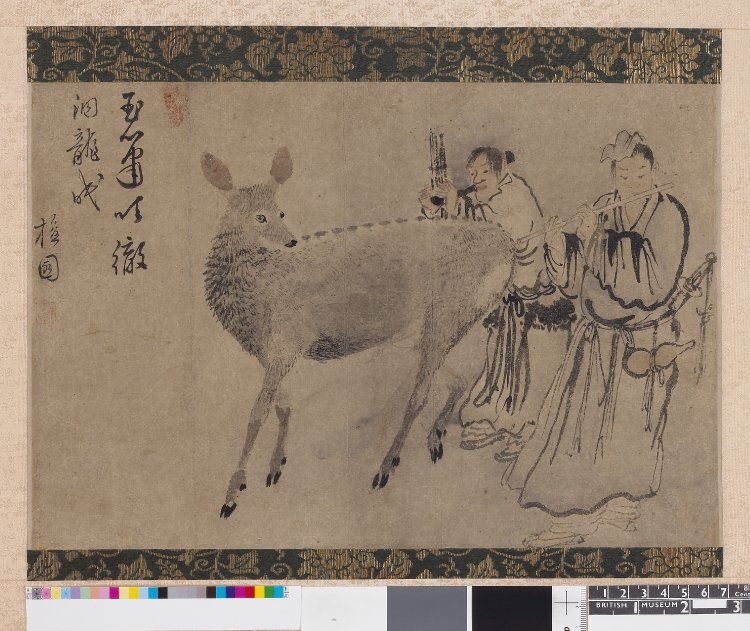
Deux immortels et un daim. Attribué à Danwon (1745-v.1806/18). Encre sur papier, L. 23 cm. Fin XVIIIe siècle. British Museum
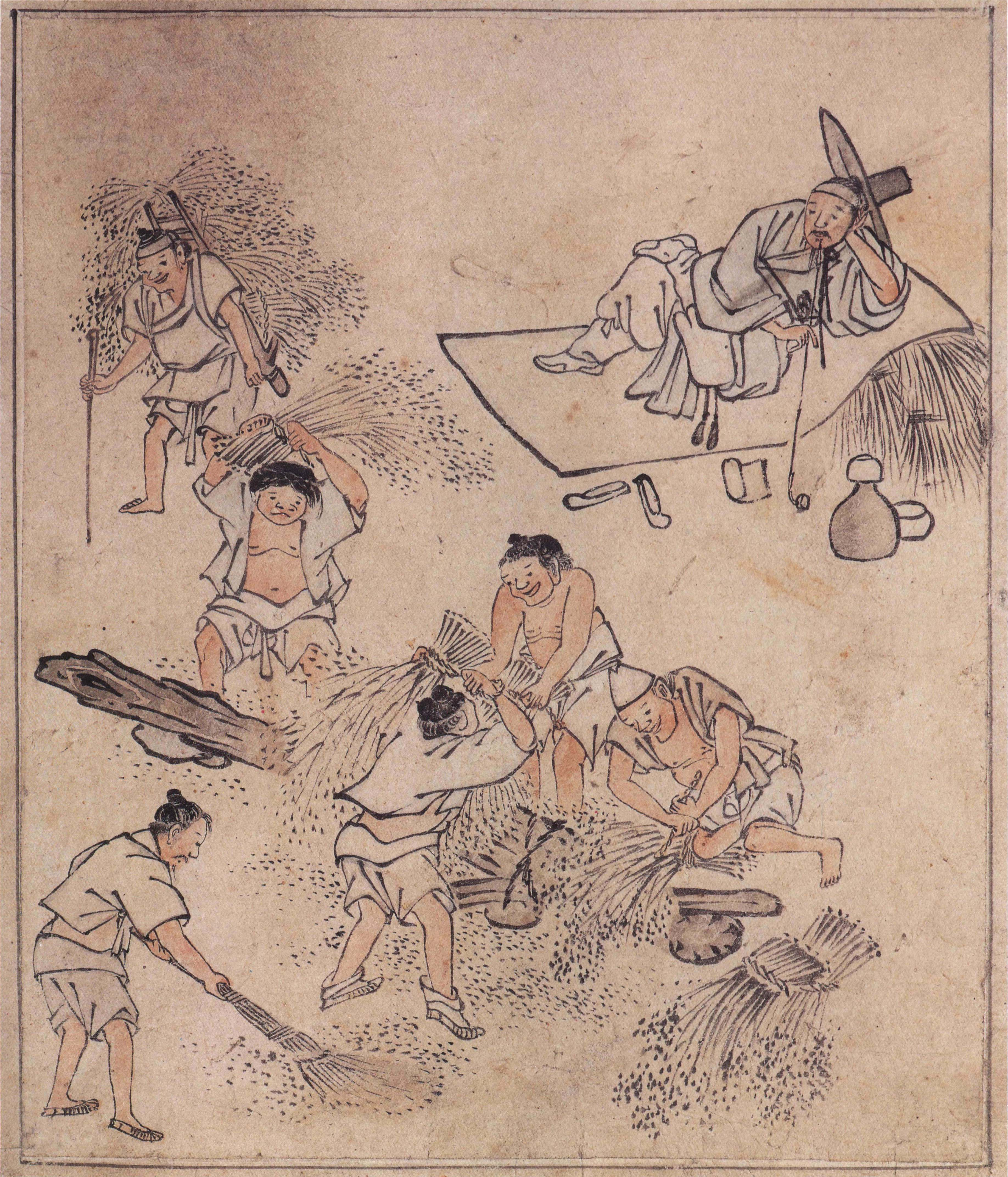
Le battage du riz. Kim Hong-do (1745-v.1806/18), nom d'artiste Danwon[81]. Feuille d'album, encre sur papier, H. 27,8 cm. Musée national de Corée
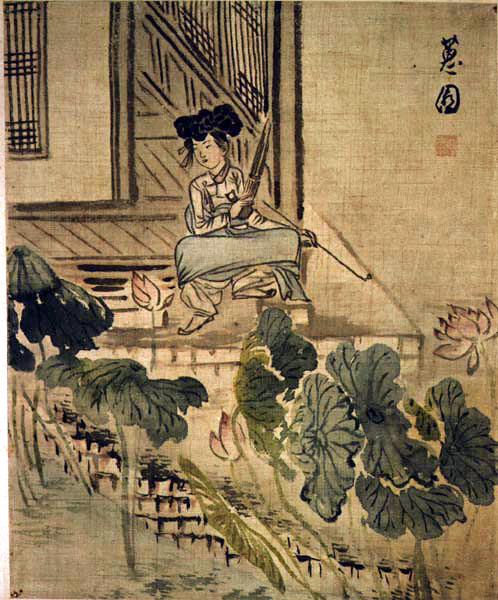
Jeune femme au jardin de lotus. Encre, couleur légère s. soie, H. 29,6 cm. Sin Yun-bok (v.1758-ap.1813). Scène de genre: femmes. 3 feuilles d'un album de 7. Musée national de Corée[82].
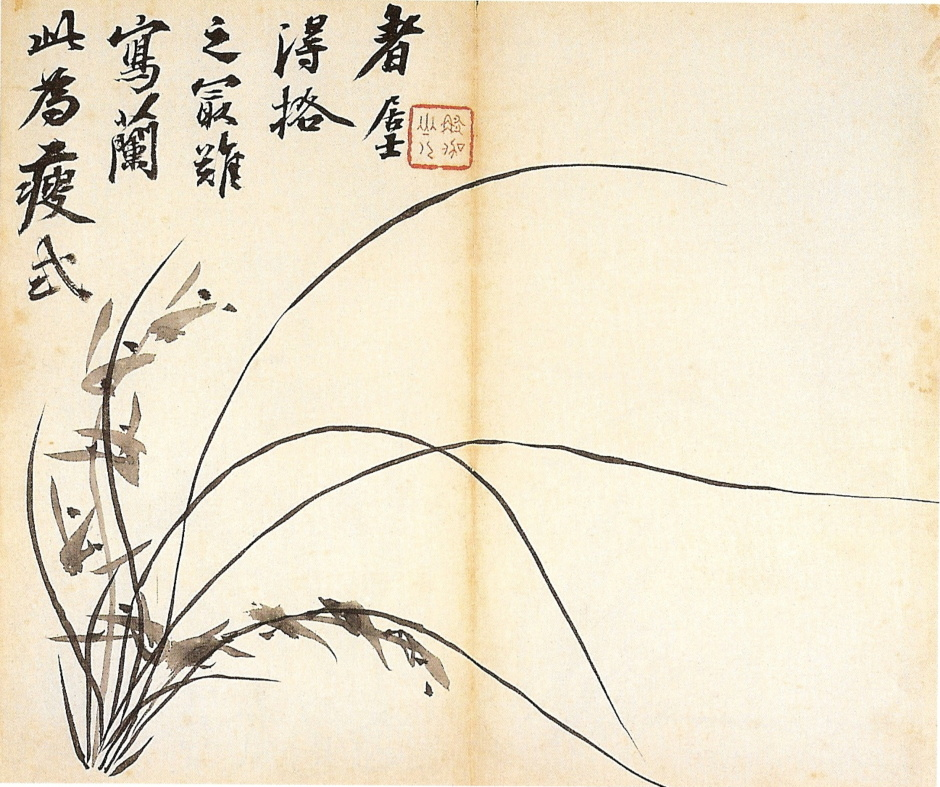
Orchidées. "Lumières à Seonran, Sumuk, île de Jeju" (en exil). Kim Chŏng-hui (1786-1857). 난맹첩 (Obtenir le résultat d'une formule simple, légère). Encre sur papier, 27,0 X 22,9 cm. Gansong Art Museum[83].
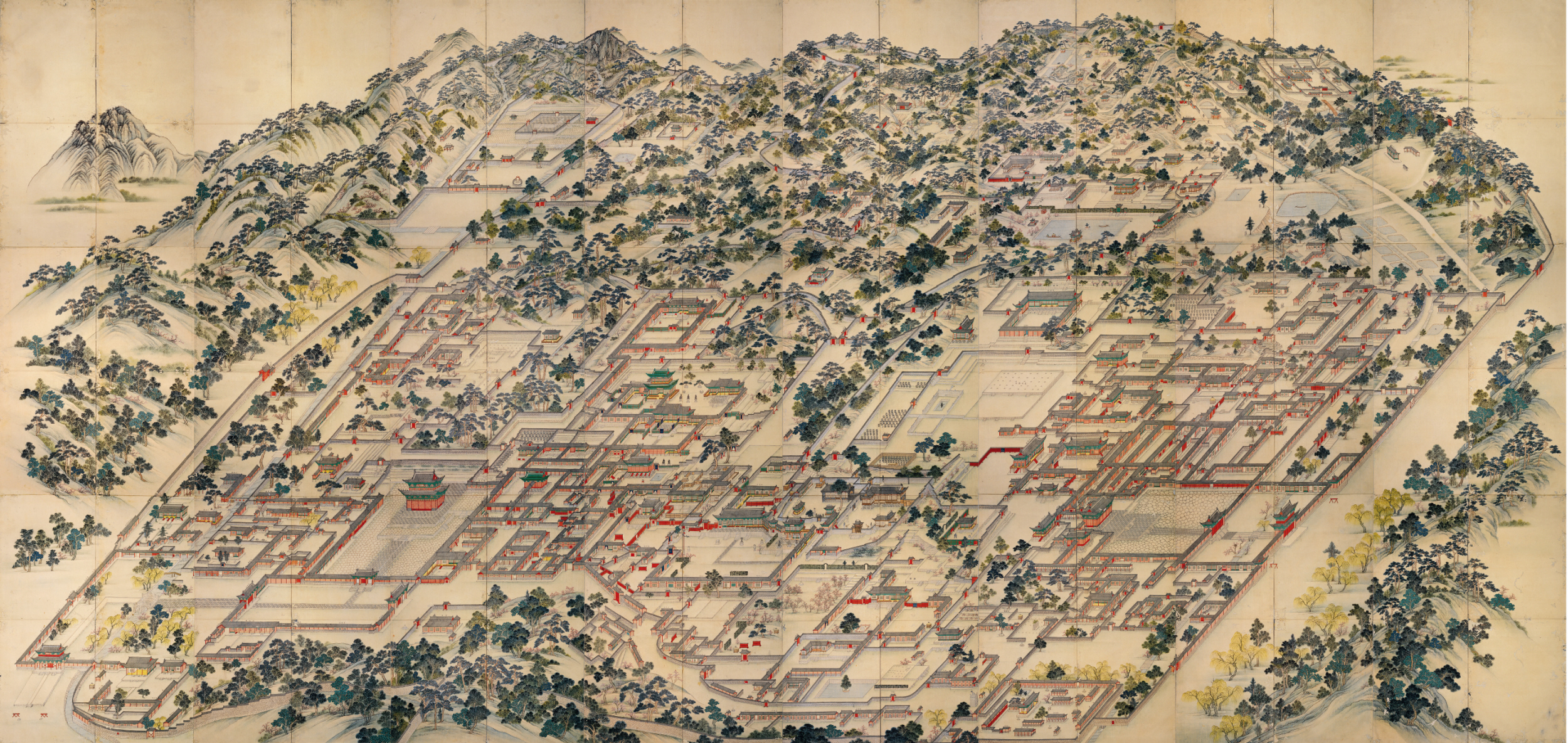
Les palais de l'Est, Donggwol-do. 1828-30. Paravent à 16 feuilles, couleurs sur soie, 274 x 578,2 cm. Musée de l'université Dong-A, Busan.

|  |  |

## Art moderne
L'art coréen des XXe et XXIe siècles est peu connu en dehors de la Corée, elle-même, et particulièrement en France qui n'a que très peu développé la recherche et la communication sur l'art coréen moderne et contemporain.

### Sous le régime de la colonisation japonaise
Les délégations à l'étranger, et la présence d'une colonie japonaise à la fin de la période Joseon ont mis au contact les coréens et l'art occidental. Le Japon, a été ouvert par la force, sous la pression des puissances occidentales, et en 1867 cette ouverture forcée est entérinée par l'abdication volontaire du 15e shogun Tokugawa régnant, Tokugawa Yoshinobu. Peu à peu les élites japonaises s'imprègnent de formes, de procédés et de valeurs occidentales, dont la conception de « l'art ». La Corée est annexée par le Japon en 1905. Une première école de calligraphie et beaux-arts est fondée en 1911. Le terme « beaux-arts », misul, est ainsi créé, correspondant à de toutes nouvelles représentations, qui s'imposent dans le cadre de la colonisation, au sein des élites Japonaises et Coréennes, en Corée même. Ces artistes, peintres dans la tradition de l'encre, vont absorber des éléments de perspective à l'occidentale. Par ailleurs, des jeunes gens issus de la classe dirigeante, comme Ko Hui-dong (1886-1965), vont faire leurs études à l'école des beaux arts de Tokyo, ou dans d'autres écoles d'art de Tokyo. Leur très grande maîtrise des nouveaux procédés et des nouveaux sujets qui se présentent dans l'espace des revues d'art internationales, les voient se confronter aux valeurs traditionnelles encore de règle en Corée, lorsqu'ils y retournent. Le Nu, pratiqué par Kim Kwan-ho (1890-1959), pourtant primé au Japon en 1916, crée un scandale en Corée. Leur représentation bannie des journaux coréens. Cependant, en 1921, un premier Salon est fondé par des artistes coréens nationalistes ; il perdure jusqu'en 1936. Les autorités japonaises créent un second Salon d'Art Joseon, où peuvent exposer des personnes pouvant attester leur présence en Corée depuis 6 mois seulement. C'est tout dire. Un instrument au service de la colonisation. Un bronze est significatif de cette époque : La flutiste de Yun Sung-uk, de 1937 (h. 148 cm.), conservé au Musée National d'Art Contemporain de Séoul.

### Spoliations
La domination japonaise en Corée a entraîné le vol de dizaines de milliers d'artefacts culturels par le Japon. La tentative de localiser ces objets a commencé pendant l'occupation du Japon par les États-Unis. En 1965, dans le cadre du traité sur les relations entre le Japon et la République de Corée, le Japon a renvoyé environ 1 400 objets en Corée et considéré que la question diplomatique avait été résolue. Ces objets spoliés non rendus à la Corée sont conservées au Musée national de Tokyo ou restent entre les mains de collectionneurs privés.
Selon le gouvernement sud-coréen, 75 311 objets culturels ont été dérobés en Corée. Le Japon en compte 34 369, les États-Unis 17 803. En 2010, le Premier ministre du Japon, Naoto Kan, a exprimé son "profond remords" pour le retrait de ces objets de leur pays d'origine et a préparé un plan initial pour rendre les Protocoles royaux de la dynastie Joseon et plus de 1 200 autres livres, restitution réalisée en 2011.
La France a, quant à elle, restitué en 2010 à la Corée 287 manuscrits pillés par la marine française lors de la campagne française de 1866.

### Peinture et gravure modernes

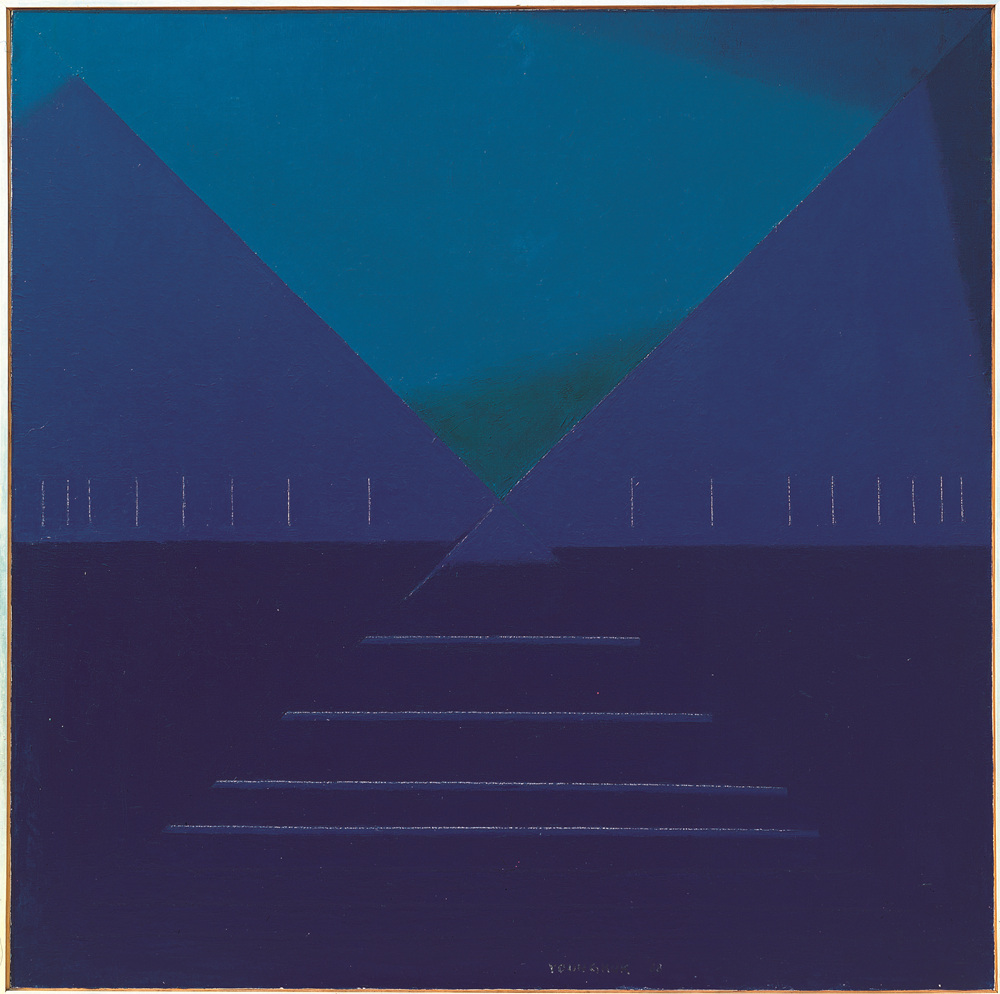
Yoo Youngkuk. Work, 1963, huile sur toile,

Une première vague de peintres coréens a occidentalisé sa pratique avec l'huile en tubes, et leurs sujets, devenus plus naturalistes, avec clair-obscur, perspective centrée et perspective colorée. D'autres se sont rapidement tournés vers des notions associées au premier cubisme, analytique, comme la construction de volumes géométrisés de Park Soo-keun (1914-1965). Ce cubisme géométrisé tend, avec Mondrian, vers la composition abstraite, et cette démarche permet d'intégrer, par exemple, le motif du paysage dans ce nouveau cadre, une abstraction paysagère, comme pour Yoo Youngkuk (1916-2002), rendu célèbre par ces larges aplats évoquant les montagnes de Corée. Par ailleurs, la richesse des effets de la matière picturale devient souvent aussi l'élément essentiel. C'est le cas de Ha Chong-Hyun et de Park Seo-bo (1931), dans les années 1950, avec de très hauts reliefs. Ces tendances artistiques se rassemblent alors au sein de l'Association des Artistes Contemporains de Corée, vers 1957.
En réaction à ces courants associés par la génération suivante à de l'Art pour l'art, c'est l'Art minjung qui apparait comme novateur dans les années 1980. Il s'agit d'un retour à la figuration, mouvement international alors, qui se cristallise en opposition au régime autoritaire du général Chun Doo-hwan (au pouvoir de 1980 à 1988). La peinture, pour se faire comprendre du plus grand nombre, se retourne vers des solutions un peu oubliées par la vague moderne : les gravures sur bois bouddhistes, la peinture bouddhiste et ses figures souvent caricaturales, les scènes de genre, enfin, saisies avec humour par les peintres de la période Joseon, fin XVIIIe début XIXe siècle, comme Danwon. Les images colorées du Pop art et l'imagerie de la pop'culture des années 1970 étaient passées aussi par la Corée. Dans un style voisin, le graveur sur bois O Yun (1946-1985) renoue, dans les années 1980, avec l'expressionnisme et ses images percutantes (Grand-mother, 1983).
La distinction éventuelle entre un art moderne, ou contemporain, sous-entendu « international », et un art proprement « coréen » a favorisé la reconnaissance d'une peinture à l'encre ou encre et couleurs, dite Hanguk-hwa. Cette peinture figurative, parfois d'un réalisme détaillé mais ailleurs avec de puissants jeux d'eau ou d'encre peut aboutir à une évocation de paysage quasi-abstrait, une abstraction paysagère. Elle est toujours pratiquée en 2016.
Lee Ungno (1904-1989), pratiquait depuis ses débuts la tradition de la peinture à l'encre. Il a étudie au Japon puis trouvé un nouveau souffle à Paris à partir de 1958. Son appropriation de la figuration et de l'abstraction dans une peinture singulière, et des moyens traditionnels, encre et papier coréen, converge dans cette démarche artistique avec le dynamisme de la Corée des années 1980, années de démocratisation, et au-delà, avec tout un pan de l'art contemporain coréen pour laquelle peinture à l'encre et modernité se renforcent, se complètent.

## Art contemporain

### Quelques noms
- Nam June Paik (1932-2006) est considéré comme le premier artiste du mouvement d'art vidéo, mais il a aussi fait appel à d'autres médias. Dès le début des années 1960 il participe au mouvement artistique Fluxus. Il a réalisé de nombreuses installations en détournant des médias, produits de consommation courante : postes de télévisions, auxquels il veut redonner un cerveau dans la grande salle du Musée Georges Pompidou[104], Bouddha contemplant un écran de télévision (dé)réglée sur « la neige »[105], accumulation de postes de radio des années 1930 recevant des émissions actuelles du monde entier, etc[106]… Cette démarche, critique de la communication et des médias actuels, va bien au-delà car si les objets que détourne Paik font, habituellement, du consommateur un être passif, un simple récepteur, les actions, les détournements, les installations de l'artiste en font, tout au contraire, un homme remarquablement créatif, actif dans un monde d'images et d'information, celui qui s'impose dans la culture moderne depuis les années 1960. C'est une incitation à ne pas rester passif. L'œuvre de Nam June Paik a bénéficié d'une reconnaissance mondiale.
- Lee Ufan (1936), est une figure essentielle de l'art contemporain. Il participe aux textes fondateurs, à Tokyo, du Mono-ha (1968-1975)[107]. Selon Nobuo Sekine, avec lequel Lee pense le Mono-ha, « La matière naturelle non modifiée et les objets bruts n'ont pas été considérés comme de simples matériaux, mais en eux-mêmes, signifiants et autonomes. » Lee met en relation ces matériaux, mais aussi ces matériaux et l'espace environnant pour solliciter le spectateur. Selon les mots de l'artiste, ces travaux peuvent paraître différents à chaque fois qu'on les voit. Ce que le site du musée Lee Ufan développe : « Un spectateur peut voir une œuvre composée d'une pierre et d'une plaque d'acier comme "une pierre et une plaque d'acier qui parlent entre elles" tandis qu'un autre peut penser que "la pierre tourne le dos à la plaque d'acier et regarde au loin". »[108]. De là une réflexion, voire une méditation est toujours possible sur les relations entre la matière naturelle, non modifiée et l'objet, brut, mais néanmoins produit par l'homme avec la matière naturelle transformée. Et tout ce que cela implique dans les relations des hommes avec la matière, des hommes avec la nature.
- Park Seo-bo (1931)[109]
- Hwang Kyu-tae (1938)[110]
- Kim Soun-Gui (en) (1946)[111]
- Song Hyeon-sook [ou] Song Hyun-Sook (1952)[112]
- Bae Bien-U (1950). Photographe[113]
- Kim Tai-ho (1953)[114]
- Lee Bae (1956)[115]
- Kimsooja (1957)[116]
- Kang Ik-joong (1960)[117]
- Do-ho Suh (1962)[118]
- Lee Bul (1964)[119]
- Kyungah Ham (1966)[120]
- IM Heung-soon (1969)[121]
- Haegue Yang (1971)[122]
- Lee Hyun-joung (1972)
- Nam Hwa-yeon (1979)[123]

## Arts coréens du textile

### Hanboketchogori,hwalotet broderies
Les textiles sont, traditionnellement la ramie, le chanvre et, plus tard, le coton. La soie, produite en Corée a été importée de Chine. Elle reste un luxe. La liste des vêtements coréens (en) est longue, et non seulement les différentes pièces de vêtement mais aussi les accessoires du costume font l'objet d'une certaine passion auprès du public actuel. Les costumes traditionnels étant souvent reconstruits avec les textiles d'aujourd'hui. Le costume et les broderies servaient autrefois à distinguer le rang au sein de l'élite et des classes supérieures, leurs nuances étaient donc particulièrement significatives. À l'époque Joseon le costume traditionnel est nommé hanbok. Pour les femmes il est constitué d'une jupe, chima et d'une veste chogori. Les hommes portent un pantalon, paji et une veste longue. Il peut se couvrir d'un manteau, durumagi. Les fonctionnaires de haut rang se distinguent par plusieurs robes de soie teinte, par un carré de broderie sur le devant de l'une d'elles, et par un panneau rapporté sur le dos de la robe d'apparat, jobok, à l'époque Joseon. Le hwarot (ou hwalot), « robe à fleurs », est une robe de mariées pour les familles de la cour ou des classes supérieures à l'époque Joseon. « Le rouge associé aux forces vitales et à la prospérité, y domine le plus souvent ».

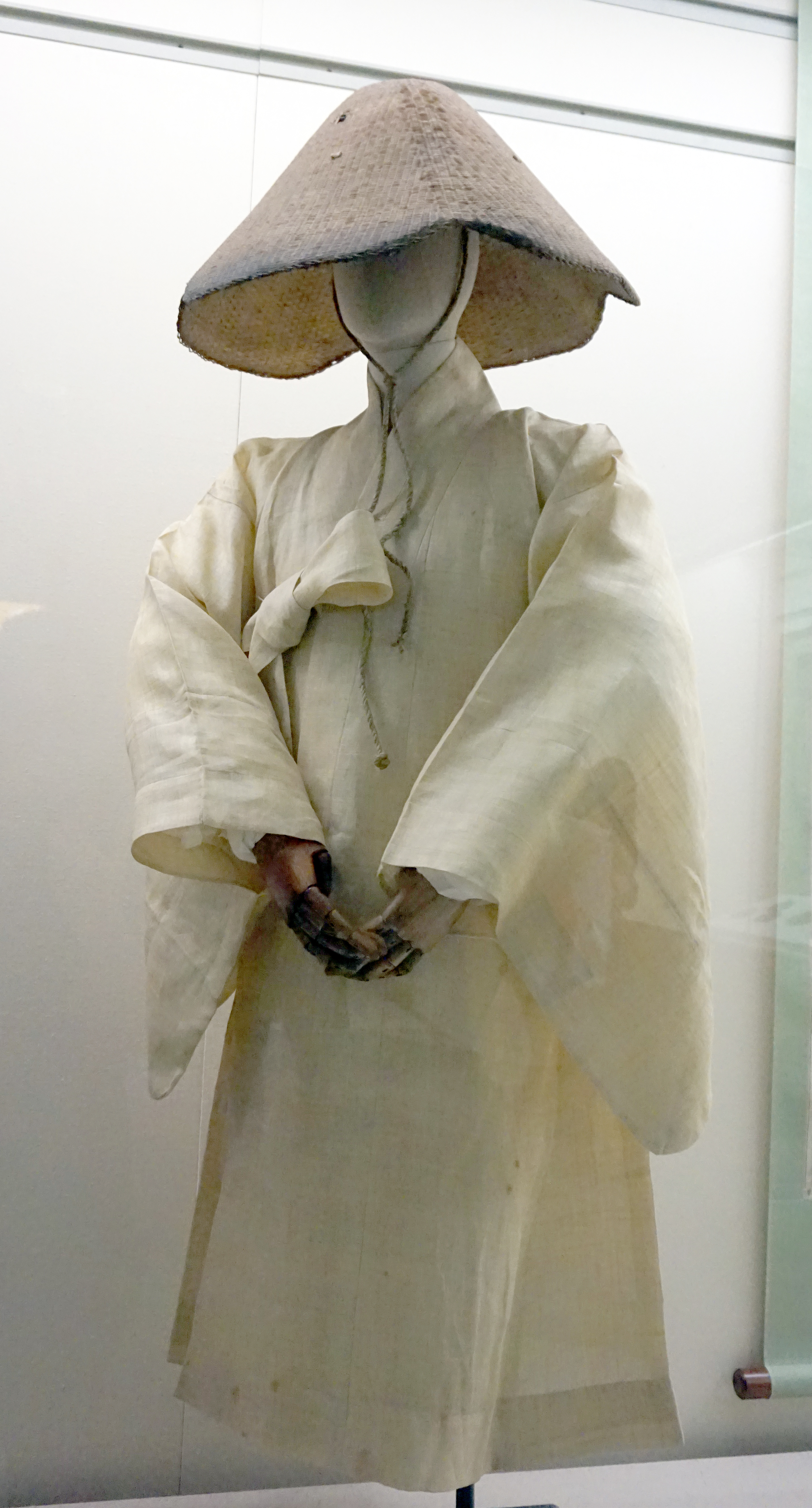
Corée du Nord. Costume de deuil traditionnel et satgat, chapeau. Joseon final. Musée national folklorique sud-coréen
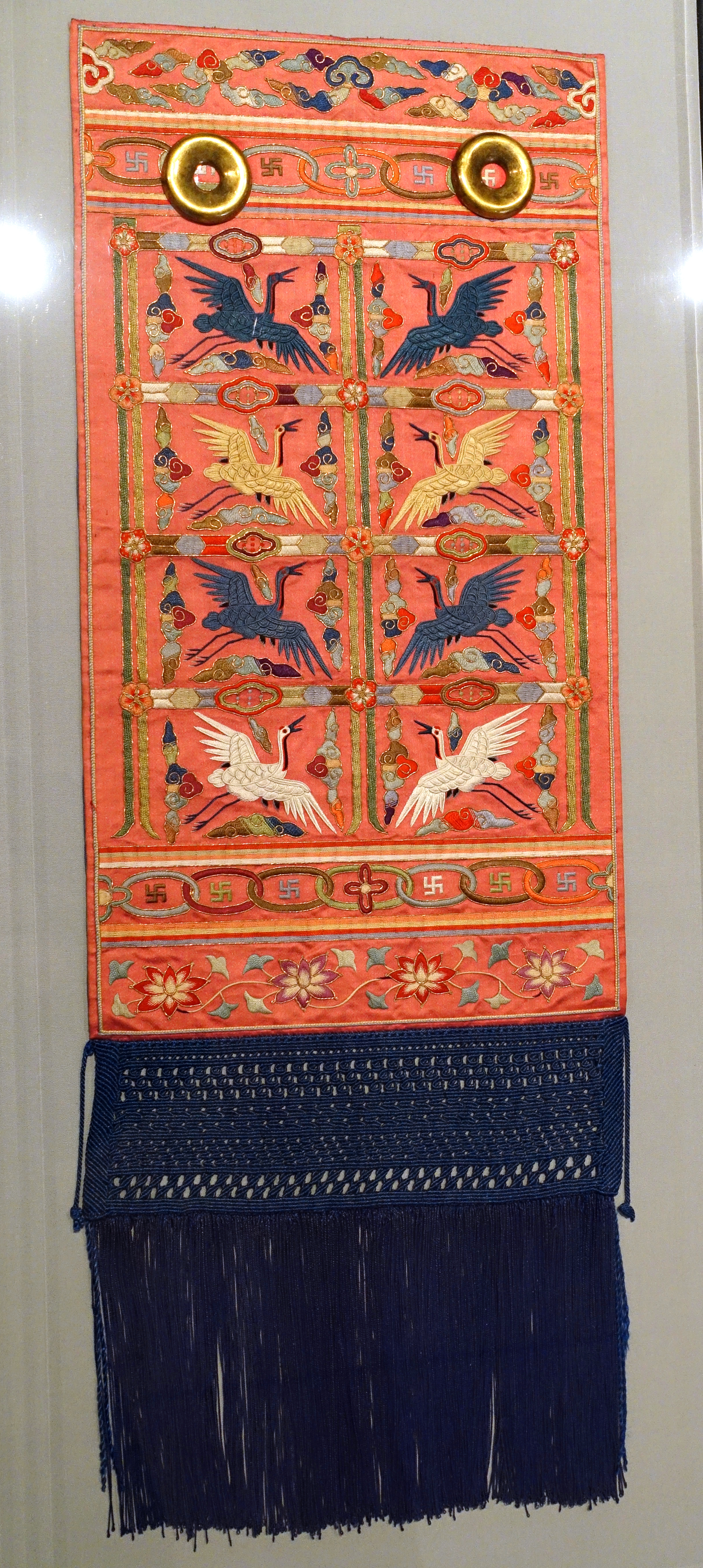
Panneau de broderie aux grues et nuages[126]. Fin XIXe siècle. Soie, anneaux en laiton. Musée du textile, George Washington University
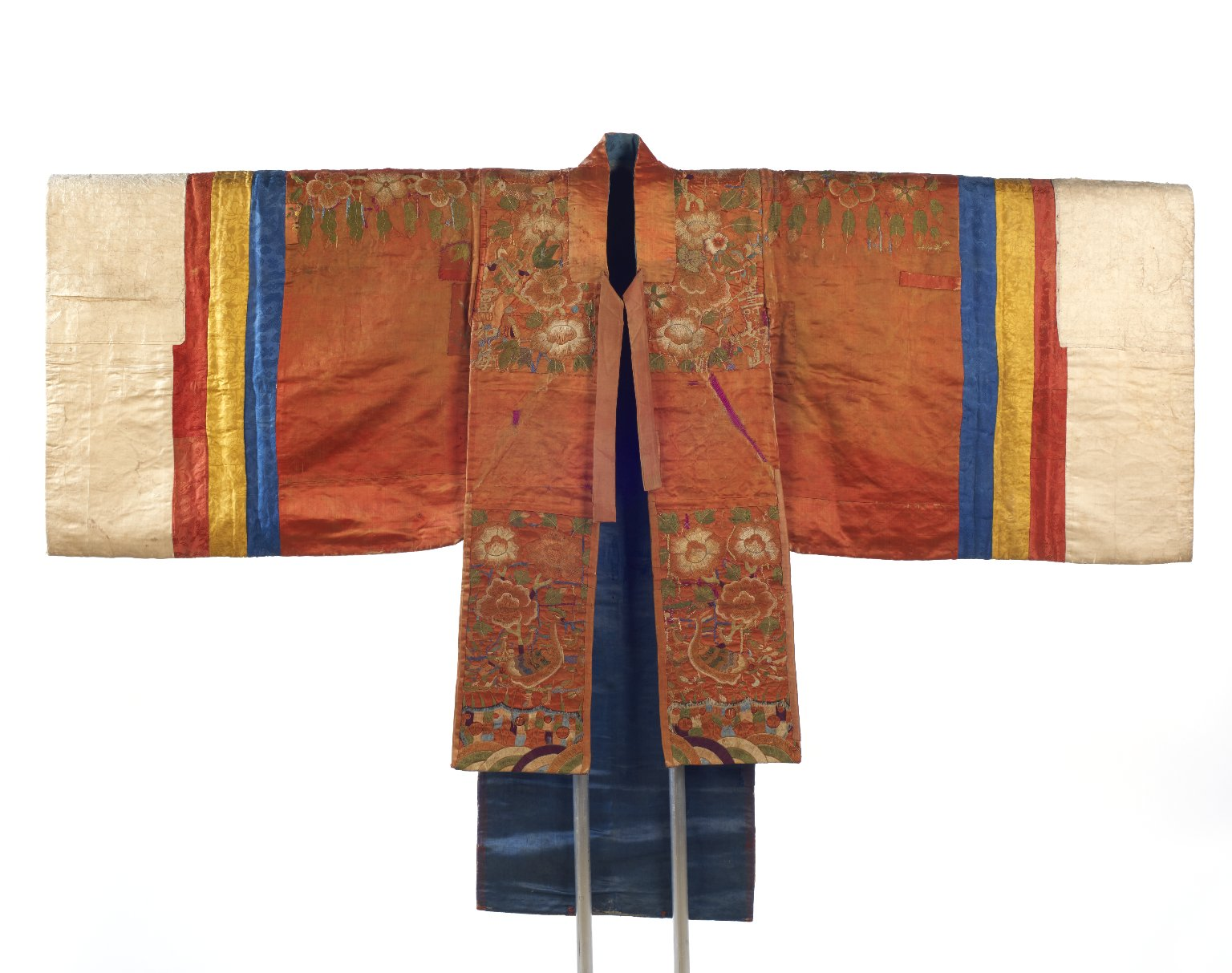
Hwalot, vêtement de mariée. XIXe siècle. Panneaux de soie brodés, fil d'or, doublure en papier. L. 180 cm. Musée de Brooklyn
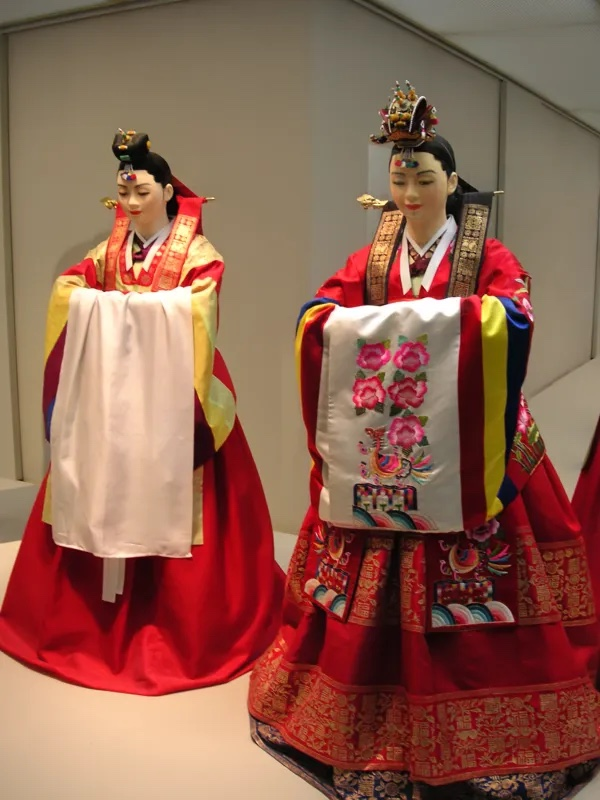
Hwalot, vêtement de mariée. Les couronnes sont appelées jokduri sur le modèle de gauche et hwagwan à droite. National Folk Museum of Korea
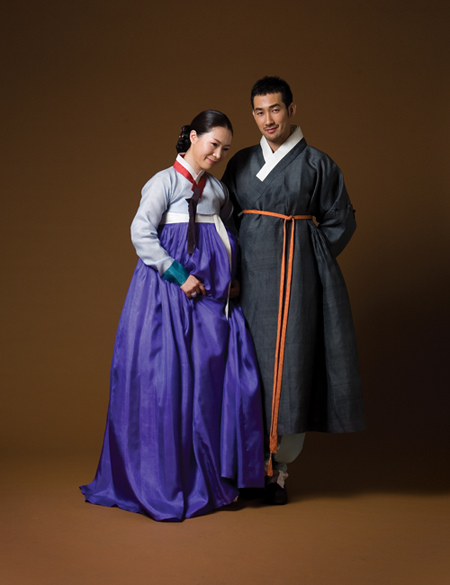
Hanbok (costume traditionnel): Une femme portant un jeogori (veste) serré et une chima (en) (jupe) / Un homme en durumagi (manteau traditionnel)
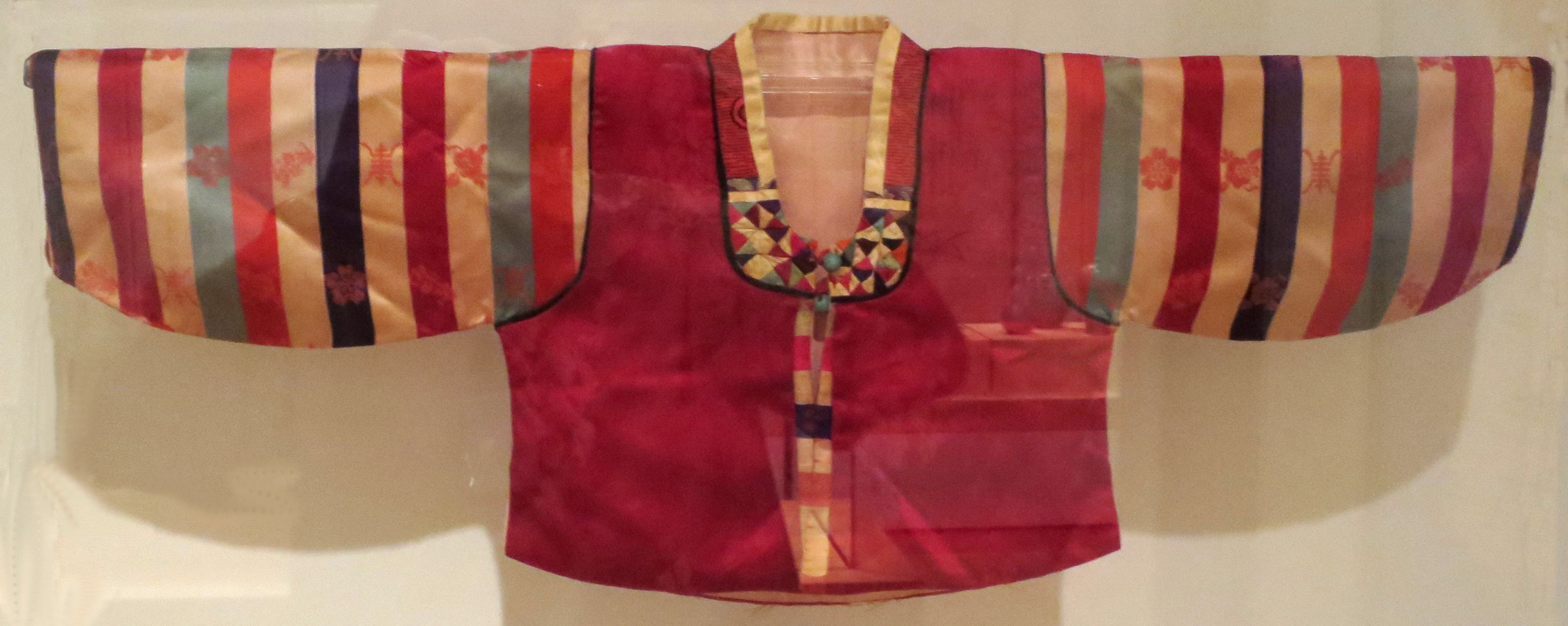
Blouse de fille, chogori, XXe siècle, soie, damas et tissages de satin avec brocart de trame supplémentaire. Honolulu Museum of Art
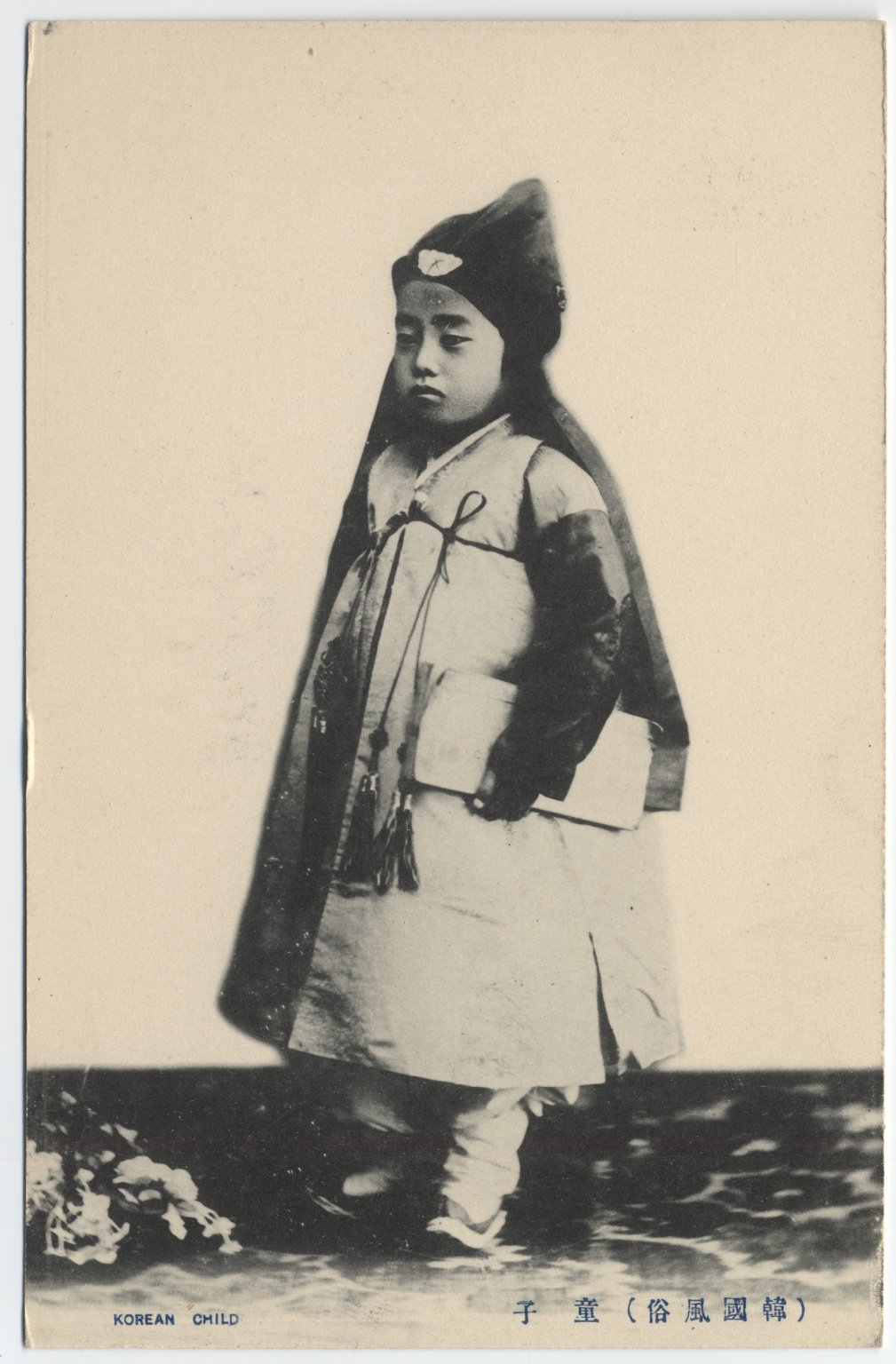
Un écolier en 1904[127].
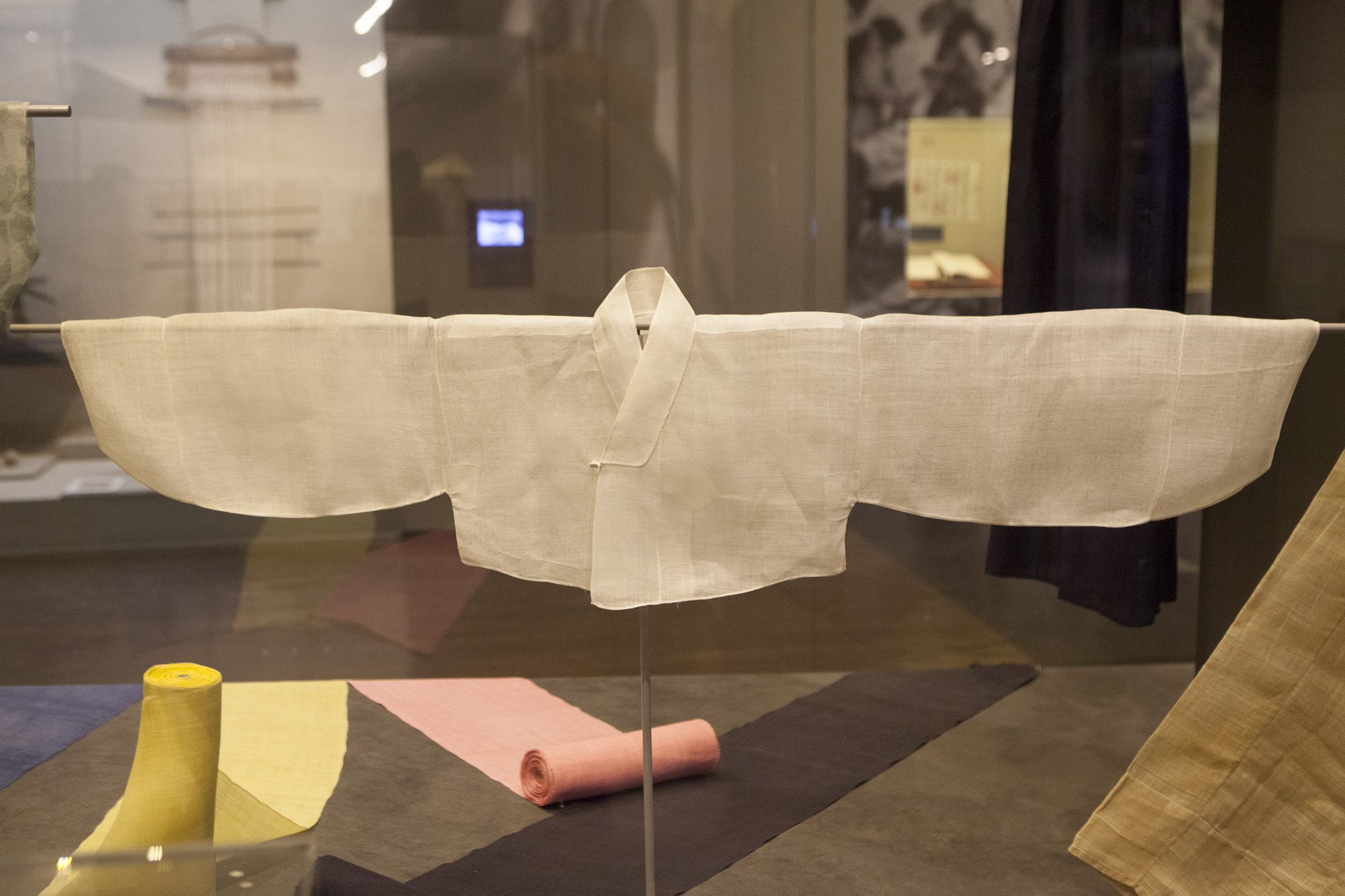
Jeoksam. National Institute of Korean Language
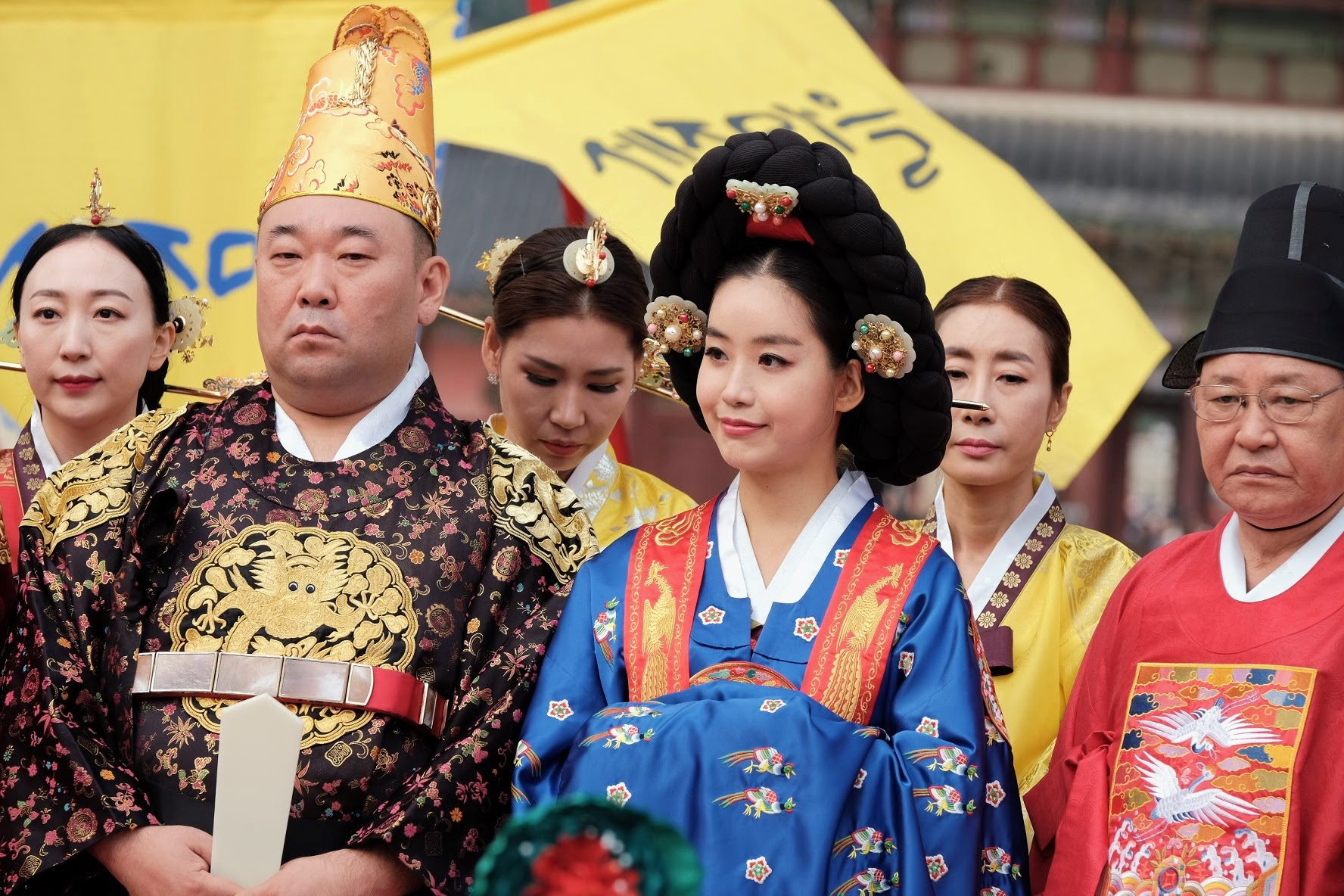
Groupe de personnes en tenues traditionnelles

### Bojagi
Les bojagi sont conçus pour envelopper les objets, les stocker, recouvrir les tables, servir d'écran aux fenêtres, protéger l'autel bouddhiste ou celui des ancêtres, et envelopper les cadeaux de mariage. Les bojagi (parfois transcrits pojagi), réalisés par assemblage de petites chutes de tissus, offrent des compositions géométriques infiniment variées où les coréennes se jouent des contraintes imposées par le choix limité des tissus disponibles dans leur environnement. Généralement carrés, ils peuvent être brodés. Ils constituaient un élément central de la cérémonie de mariage à la fin de l'époque Joseon, on les utilisait alors pour envelopper un canard en bois, kirogi, sculpté et peint souvent de couleurs vives. Enfin, s'ils étaient très utilisés pendant l'époque Joseon, on a continué d'en réaliser au XXe siècle, et ce, en particulier, pendant le long après-guerre, pour faire, à bon marché, les petits sacs d'écoliers, avec art.

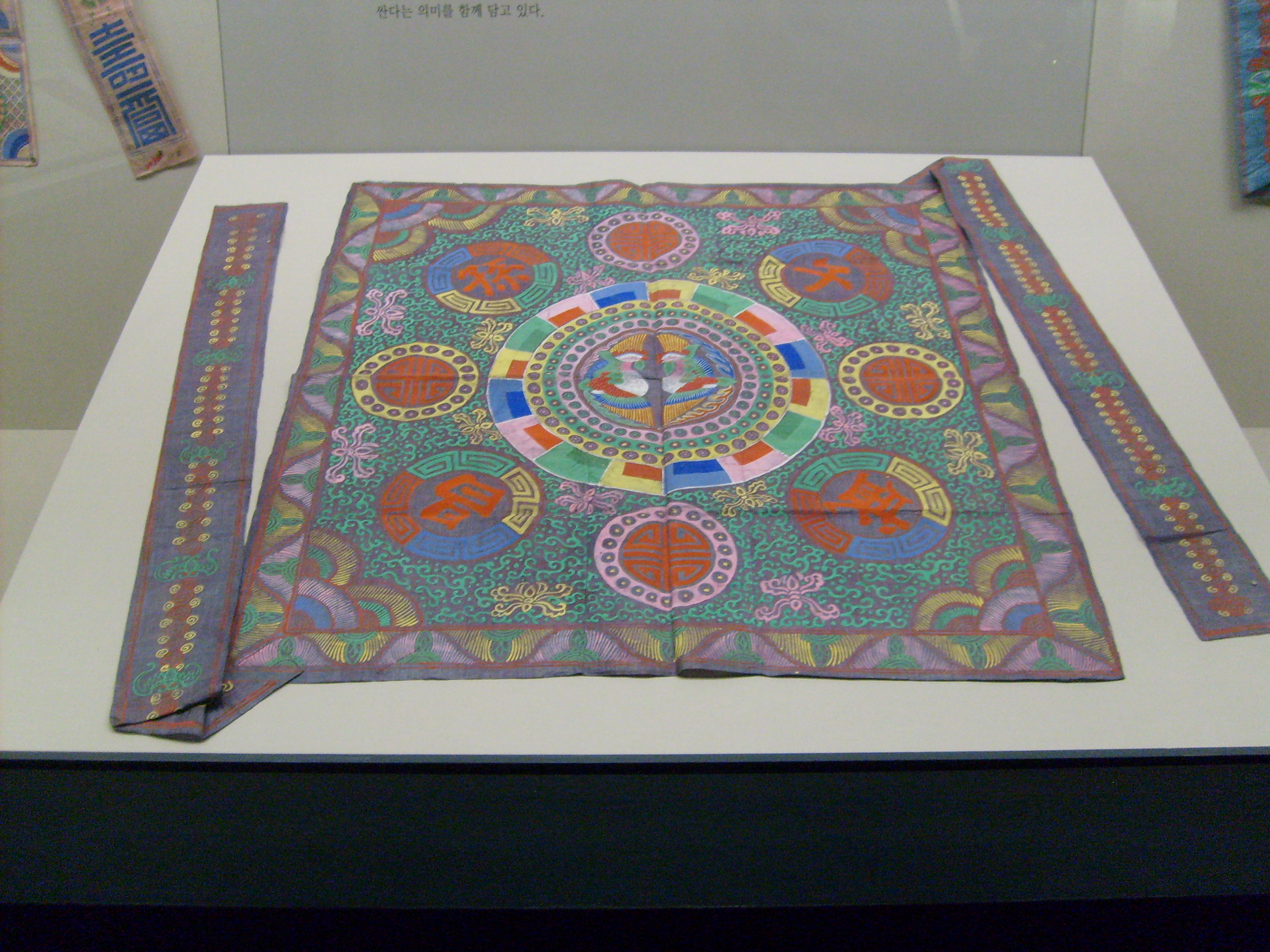
Bojagi pour une reine. Époque Joseon.
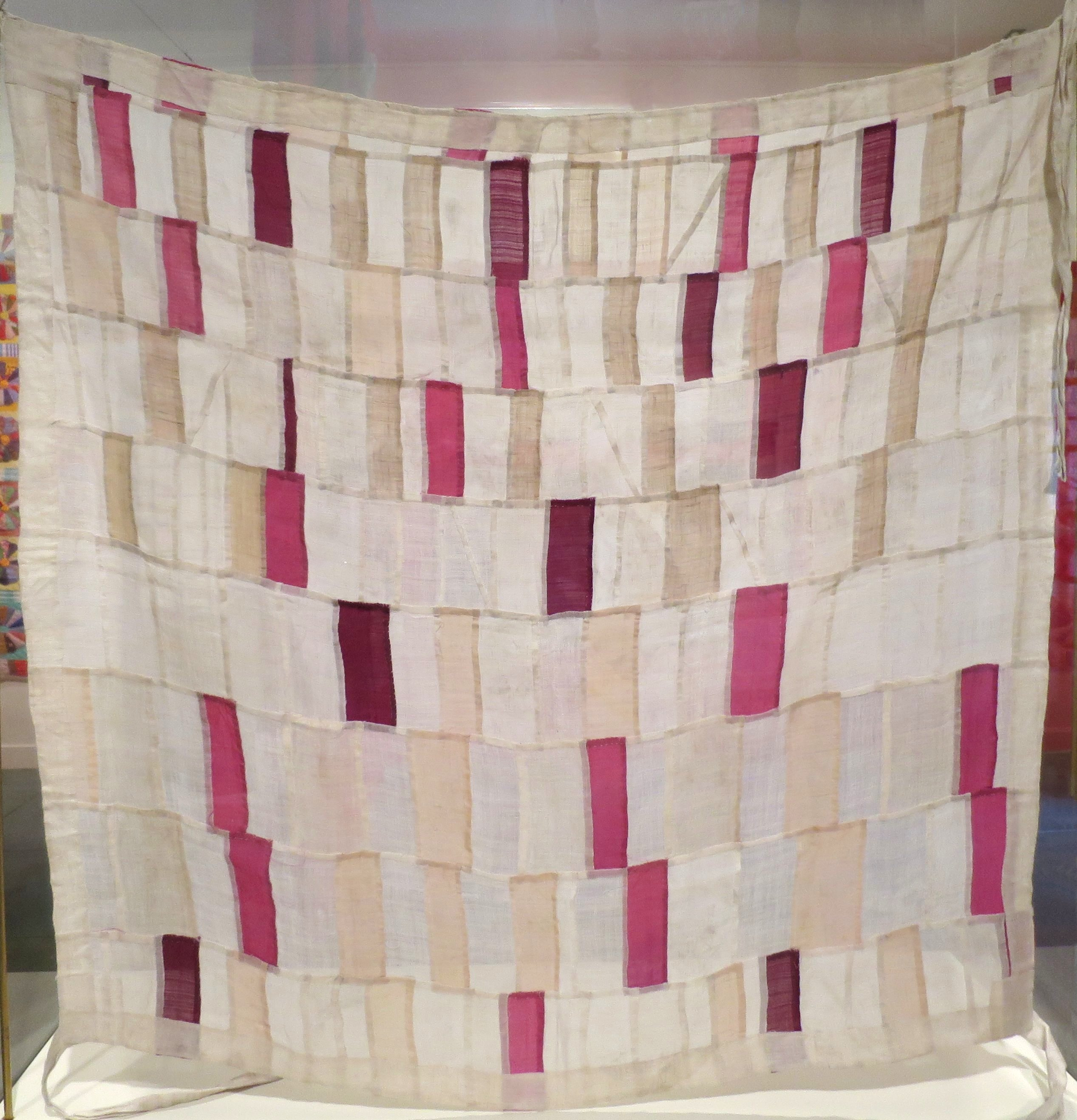
Bojagi, XXe siècle[130]. Honolulu Museum of Art
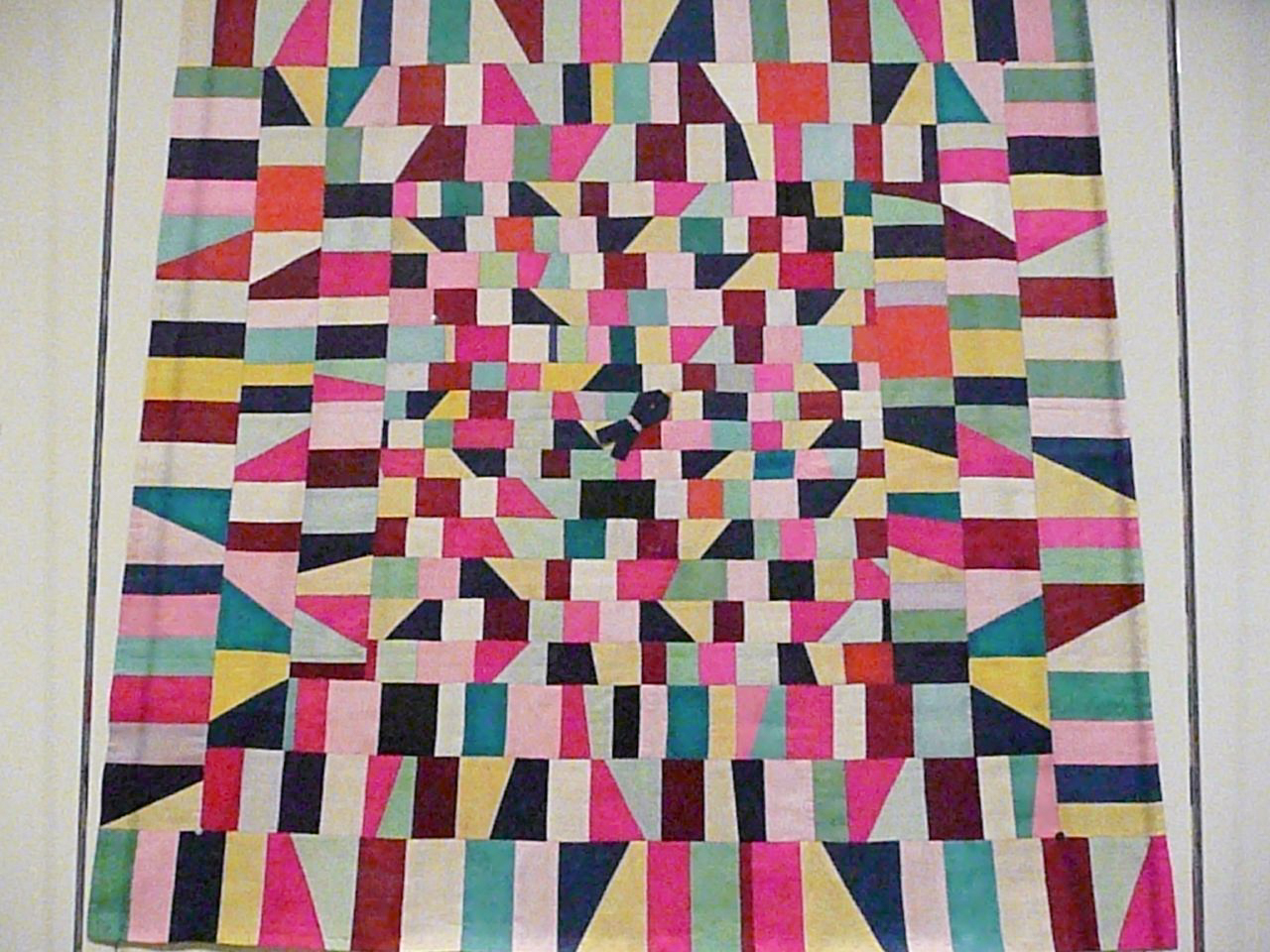
Bojagi, années 1950-60. Soie et patchwork. Asian Art Museum of San Francisco

#### Histoire et culture
- Béguin, Gilles, L'art bouddhique, Paris, CNRS éditions, 2009, 415 p., 32 cm. (ISBN 978-2-271-06812-5, BNF 42102420)
- (en) Mark E. Byington (éditeur scientifique), The History and Archaeology of the Koguryŏ Kingdom, Korea Institute, Harvard University, 2016, 520 p. (ISBN 978-0-9886928-5-5)
- (en) Byington, Mark E. (éditeur scientifique), Early Korea 1 : Reconsidering Early Korean History Through Archaeology, Korea Institute, Harvard University, 2008, 239 p. (ISBN 978-0-9795800-1-7)
- (en) Byington, Mark E. (éditeur scientifique), Early Korea 2 : The Samhan Period in Korean History, Korea Institute, Harvard University, 2009, 208 p. (ISBN 978-0-9795800-3-1)
- Pascal Dayez-Burgeon, Histoire de la Corée : Des origines à nos jours, Paris, Tallandier, 2012, 478 p., 21 cm. (ISBN 978-2-84734-835-4, BNF 42770959)
- (en) Hyung-yu Park, An Ethnographic study of Changdeok palace : heritage tourism and symbolic representations of national identity, Séoul, Jimoondang, 2010, 252 p., 23 cm (ISBN 978-89-6297-017-3, 89-6297-017-1 et 978-89-6297-002-9)
- (en) Kim, Jinwung, A History of Korea : From "Land of the Morning Calm" to States in Conflict, Indiana University Press, 2012, 720 p. (ISBN 978-0-253-00024-8)
- (en) Michael J. Seth, A concise history of Korea : from the neolithic period through the nineteenth century, Rowman & Littlefield Publishers, Inc., 2006, 256 p. (ISBN 978-0-7425-4005-7 et 0-7425-4005-7, présentation en ligne)

#### Art coréen: vue d'ensemble
- Pierre Cambon, L'art de la Corée, Paris, Nouvelles éditions Scala et Musée national des arts asiatiques - Guimet, coll. « Sentiers de l'art », 2015, 127 p., 20 cm (ISBN 978-2-35988-150-9 et 979-10-90262-25-6, BNF 44411463)
- Gabriele Fahr-Becker (dir.), Les Arts de l'Asie de l'Est, t. 2, Cologne, Könemann, 1999, 406 p. (ISBN 978-3-8290-1743-5), p. 350-380.
- (en) Portal, Jane, Korea : Art and Archaeology, British Museum, 2005, 240 p., 25 cm. (ISBN 978-0-7141-1487-3)
- (en) Jane Portal, Suhyung Kim et Hee Jung Lee, Arts of Korea : Art and Archaeology, Museum of Fine Arts, Boston, 2012, 188 p., 23 cm. (ISBN 978-0-87846-788-4)
- Romane Sarfati et Cité de la céramique Sèvres et Limoges, Roman d'un voyageur : Victor Collin de Plancy : l'histoire des collections coréennes en France, Carbonne (Haute-Garonne), Loubatières, 2015, 262 p., 31 cm (ISBN 978-2-86266-719-5, BNF 44340765)

#### Art ancien
- (fr + en) Pierre Cambon (trad. du français), L'art coréen au musée Guimet, Paris, Réunion des musées nationaux, 2001, 384 p., 28 cm (ISBN 978-2-7118-4027-4, BNF 37638166)
- Pierre Cambon (dir.), Tigres de papier : Cinq siècles de peinture en Corée, Gand et Paris, Snoeck et Musée national des arts asiatiques - Guimet, 2015, 227 p., 30 cm. (ISBN 978-94-6161-255-7 et 979-10-90262-28-7, BNF 44441313)
- Pierre Cambon et Lee Ufan, Nostalgies coréennes : collection Lee Ufan, peintures et paravents du XVIIe au XIXe siècle, Paris, Musée national des arts asiatiques - Guimet, 2001, 217 p., 28 cm (ISBN 978-2-7118-4307-7, BNF 37716006)
- Pierre Cambon et Joseph P. Carroll (Catalogue de l'exposition), Poésie de l'encre : Tradition lettrée en Corée 1392-1910, Paris, Réunion des musées nationaux, 2005, 277 p., 28cm. (ISBN 978-2-7118-4866-9, BNF 39968032)
- (en) Byungmo CHUNG, ed. & Sunglim KIM, ed. et al., Chaekgeori : the power and pleasure of possessions in Korean painted screens, Dahal Media, Séoul, 2017 (SUDOC 228278473).
- (en) Burglind Jungmann, Pathways to Korean Culture : Paintings of the Joseon Dynasty, 1392-1910, Reaktion Books, 2014, 392 p., 26cm. (ISBN 978-1-78023-367-3 et 978-1-7802-3367-3)
- Kim, Chewon et Kim, Won-Yong (trad. Edith Combe), Corée. 2000 ans de création artistique. [Version française par Madeleine Paul-David], Fribourg, Office du Livre, coll. « Bibliothèque des arts », 1966, 288 p., 28 cm
- (en) Lee, Soyoung and Patry Leidy, Denise et al., Silla : Korea's golden kingdom, Metropolitan Museum of Art and Yale University press, 2013, XV-219 p. (ISBN 978-1-58839-502-3 et 978-0-300-19702-0)
- (en) Lee, Soyoung et al., Art of the the Korean Renaissance, 1400-1600, Metropolitan Museum of Art (et) Yale University Press, 2009, XII-128 p., 28 cm. (ISBN 978-1-58839-310-4, 1-588-39310-0 et 978-0-300-14891-6, lire en ligne)
- (en) Judith G. Smith (coordinatrice) (Catalogue de l'exposition), Arts of Korea, Metropolitan Museum of Art, 1998, 510 p., 32 cm. (ISBN 978-0-300-08578-5)
- (en) Woo, Hyunsoo (éditrice scientifique), Choi, In-Sook ; Kim, Hongkyung ; Kim, Woollim ; Lee, Rose E. et al., Treasures from Korea : arts and culture of the Joseon Dynasty, Philadelphia Museum of Art, in assoc. w. Yale University Press, 2014, XV-332 p., 31 cm. (ISBN 978-0-87633-248-1 et 978-0-300-20412-4)

#### Peinture
- (en) OH Ju-seok, Special Lecture on Korean Paintings, Hollym, 2011, 161 p., 22 x 17 x 1 cm (ISBN 978-1-56591-314-1) : Conférences vivantes et précises. Un petit livre passionnant. Nombreux exemples, illustrés avec des détails commentés, parmi les plus représentatifs de la peinture coréenne.

Voir aussi : Peinture coréenne : bibliographie

#### Art moderne et contemporain
- Bibliographie
  -  Jin-sang Yoo [et al.], « La scène coréenne (dossier) », Art Press, no 437,‎ octobre 2016, p. 55-72.
  - (en) Charlotte Horlyck, Korean Art : from the 19th century to the present, Londres, Reaktion Books, 2017, 264 p., 26 cm (ISBN 978-1-78023-736-7, BNF 45292153), p. 169-173
  -  (en) Kim, Youngna, Modern and contemporary art in Korea : tradition, modernity, and identity, Séoul, Elizabeth (N.J.), coll. « Hollym International Corp. », 2005 (réimpr. 2010), 110 p., 25 cm (ISBN 978-1-56591-215-1, 1-565-91215-2 et 1-565-91217-9)
  - (en) Kim, Youngna, Lee, Sook-Kyung et Rajchman, John, Korean art : the power of now, Londres, TransGlobe publishing et Thames & Hudson, 2013, 304 p., 30 cm (ISBN 978-0-9567942-4-6 et 978-0-500-97045-4)
- Documentaires
  - (en) Jinyoung Anna Jing, « The Story of Modern Korean Art : To Paint The Unspeakable ( dont Lee Quede, 1948 ) », sur Charles B. Wang Center, 2021 (consulté le 6 juin 2023).
  - (en) Jinyoung Anna Jing, « The Story of Modern Korean Art : What's Modern? Modernism Through the Lens of Lee Jung-Seob's Bulls », sur Charles B. Wang Center, 2022 (consulté le 6 juin 2023).

#### Céramique
- (en) Kang, Kyung-sook, Korean Ceramics : Korean Culture Series 12 (relié), Séoul, Korea Foundation, 2008, 232 p. (ISBN 978-89-86090-30-7)
- Koo, Ilhoe et al. (trad. de l'anglais), La Terre, Le Feu, L'Esprit : chefs-d'œuvre de la céramique coréenne (exposition, Grand Palais, Paris), Paris, Réunion des musées nationaux, 2016, 223 p., 29 cm. (ISBN 978-2-7118-6335-8, BNF 45034698)

Voir aussi : Céramique coréenne : Bibliographie

#### Arts textiles
- Samuel, Aurélie, L'art du textile en Asie, Paris, Nouvelles éditions Scala / MNAAG, coll. « Sentiers d'art », 2014, 127 p., 21 cm. (ISBN 978-2-35988-106-6 et 979-10-90262-14-0, BNF 43829577), p. 110-117
- (en) Hyonjeong Kim Han et Yun Gyun S. Hong (préf. oui), Couture Korea, Asian Art Museum of San Francisco, 2018, 106 p., 26 cm (ISBN 978-0-939117-82-6)

#### Mobilier
- Pierre Cambon, 2001 (2), p. 255-261 (quelques notices du catalogue).
- Hyunsoo Woo, et al., 2014, p. 140-145, 152-155 et 162-169 (quelques notices du catalogue).
- (en) Nani Park, Hanok : The Korean House, Tuttle Publishing, 2018, 176 p., 25 cm (ISBN 978-0-8048-5046-9)
- (en) Mathieu Deprez, Korean Antique Furniture & Accessories, Seoul Selection, 2013, 128 p., 21 cm (ISBN 978-1-62412-010-7)
- (en) Man Sill Pai, Traditional Korean Furniture, Kodansha International Ltd, 2000, 192 p., 30 cm (ISBN 978-4-7700-2538-8) (réédition de l'ouvrage suivant)
- (en) Man Sill Pai et Edward Reynolds Wright, Korean furniture : elegance and tradition, Kodansha International Ltd, 1984, 192 p., 30 cm (ISBN 978-0-87011-652-0)

### Musées d'art en Corée
Séoul
- Musée national de Corée : Site officiel, (fr) Le musée national sur visitkorea.or.kr. Métro : Ichon
- Leeum, Samsung Museum of Art : Site officiel. Métro : Hangangjin. Art classique, moderne et contemporain
- Ewhe Womans’s University Museum (en) : sur visitkorea.or.kr. Site officiel Métro : Euljiro 4
- Horim museum, Sillim : Site officiel. Métro : Sillim
- Seoul University Museum of Art (en) : sur visitkorea.or.kr. ; Site officiel. Art moderne et contemporain, architecte Rem Koolhaas. Métro : Seoul National University
- Seoul Museum of Art (SeMA) (en) : sur visitkorea.or.kr. Metro : City Hall , Grandes expositions d'art moderne international et coréen
- Korea furniture museum (en) : sur visitkorea.or.kr. ; Site officiel : attention, musée privé, réservation obligatoire (visite guidée, une heure). Métro: Hansung University + 1 000 m

Environs de Séoul
- Ho-Am Art Museum : (ko + en) Site officiel du musée, (fr) Le musée Ho-Am, sur visitkorea.or.kr . Adresse : 38, Everland-ro 562beon-gil, Pogok-eup, Cheoin-gu, Yongin-si, Gyeonggi-do, Korea

Dans les provinces
- Chuncheon National Museum (en) : sur visitkorea.or.kr ; Site officiel
- Cheongju National Museum (en) : sur visitkorea.or.kr ; Site officiel
- Daegu National Museum (en) : sur visitkorea.or.kr ; Site officiel
- Gyeongju National Museum (en) : sur visitkorea.or.kr ; Site officiel
- Gimhae National Museum (en) : sur visitkorea.or.kr ; Site officiel
- Jinju National Museum (en) : sur visitkorea.or.kr ; Site officiel
- Jeonju National Museum (en) : sur visitkorea.or.kr ; Site officiel
- Buyeo National Museum (en) : sur visitkorea.or.kr ; Site officiel
- Île de Kangwha : site de très nombreux dolmens. Le musée d'histoire de Ganghwa sur visitkorea.or.kr ; (ko) Site officiel (Coréen uniquement)
- Parc des dolmens de Goindol, Suncheon, dans la province du Jeollanam-do (Jeolla du Sud).